# История Ярославля

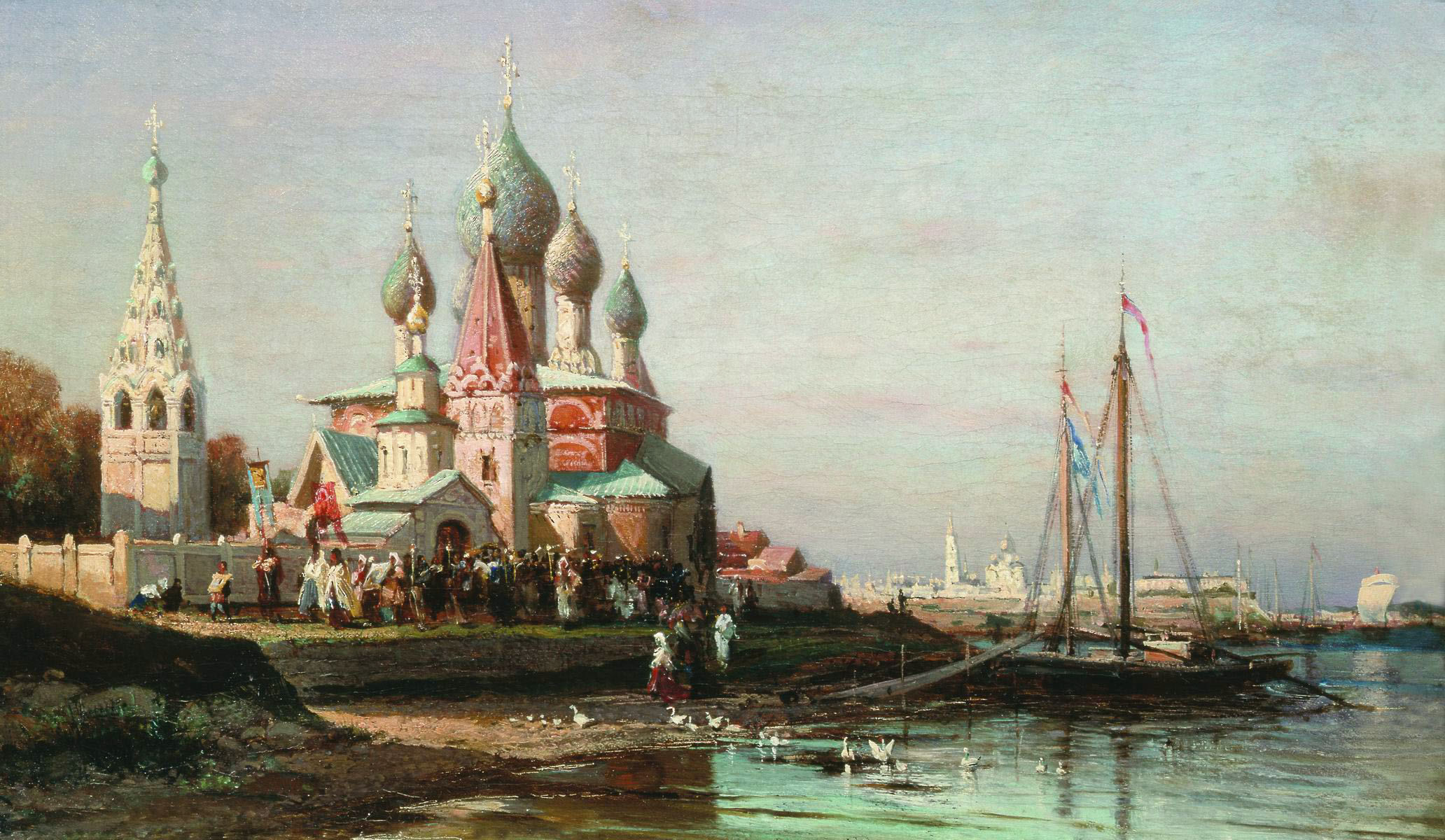
Алексей Боголюбов. «Крестный ход в Ярославле» (1863)

Ярославль — первый из русских городов на Волге, упоминаемых в летописях. В «Повести временных лет» он впервые упомянут под 1071 годом. Современный город возник на том месте, где в Волгу — главную артерию Волжского торгового пути — впадает река Которосль, по которой можно было добраться до главного центра Северо-Восточной Руси, Ростова. Помимо славянского (вероятнее всего, кривичского) поселения Медвежий Угол, давшего начало городу, неподалёку от него в IX—X веках существовали другие крупные центры, о богатой материальной культуре которых дают представление Тимерёвский археологический комплекс и Михайловские курганы.
В начале XIII века Константин Всеволодович начинает обстраивать Ярославль каменными храмами, готовя его на роль престольного града для своего сына Всеволода. Ярославское княжество достигло наивысшего расцвета после смены правящей династии в конце XIII века, при князе Фёдоре Чёрном. Прогрессирующее раздробление княжества на всё более мелкие уделы привело к потере им политической самостоятельности в 1463 году.
«Золотой век» города связан с развитием торговли с Западной Европой через Архангельск. В XVII веке город превращается в крупнейший центр Русского государства после Москвы. Пока Москва была занята литовско-польскими интервентами, Ярославль в течение полугода фактически выполнял столичные функции. О «золотом веке» города напоминают многочисленные храмы того времени, богатые по силуэту и в своём большинстве сохранившие первоначальную стенопись.
После петровских реформ Ярославль теряет былое значение, превращаясь в рядовой центр губернии. Об этапах европеизации Верхневолжья свидетельствуют такие связанные с Ярославлем события, как устройство полотняно-бумажной мануфактуры Затрапезновых, основание Фёдором Волковым первого в России провинциального театра, выпуск первого в провинции журнала «Уединённый пошехонец», основание одного из первых в стране высших учебных заведений — Демидовского лицея (1803). Современную регулярную планировку Ярославль получил при Екатерине II.
В июле 1918 года бо́льшая часть города была разрушена Красной армией при подавлении антибольшевистского восстания. В годы индустриализации Ярославль превращается в крупный промышленный центр, индустриальный придаток столичного региона со специализацией на химической промышленности. Вводятся в строй такие крупные предприятия, как Ярославский автомобильный завод (1916, ныне моторный), Ярославский шинный завод (1932, в своё время крупнейший в Европе), Новоярославский нефтеперерабатывающий завод (1961). В 2010 году Ярославль отметил своё 1000-летие.

## Предыстория
Древнейшее поселение на территории Ярославля обнаружено на левом берегу Волги напротив Стрелки (мыса при слиянии Волги и Которосли) и относится к 5—3 тысячелетиям до н. э. (неолит). К I тысячелетию до н. э. относят поселение при впадении речки Медведицы в Которосль — Медведицкое городище, принадлежащее к дьяковской культуре.
В 1-м тысячелетии н. э. здесь, судя по летописям, проживали представители народности меря, с IX века постоянно увеличивалась доля славянского населения, заселяющего эти места. В 10—12 км от центра современного Ярославля в IX—X веке существовали Тимерёвское, Петровское (вверх по Которосли) и Михайловское (X—XI века) (за Волгой) протогородские поселения, жители которых занимались ремёслами и торговлей. После основания укреплённого Ярославля они не выдержали конкуренции и исчезли, осталось лишь Петровское как сельское поселение.

## Основание (988—1010)

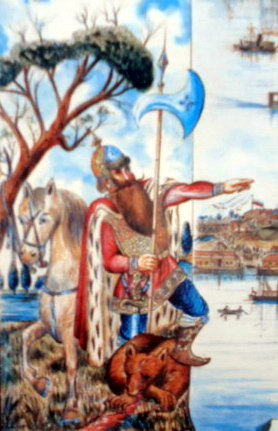
Г. П. Сабанеев. Ярослав Мудрый над телом убитого медведя

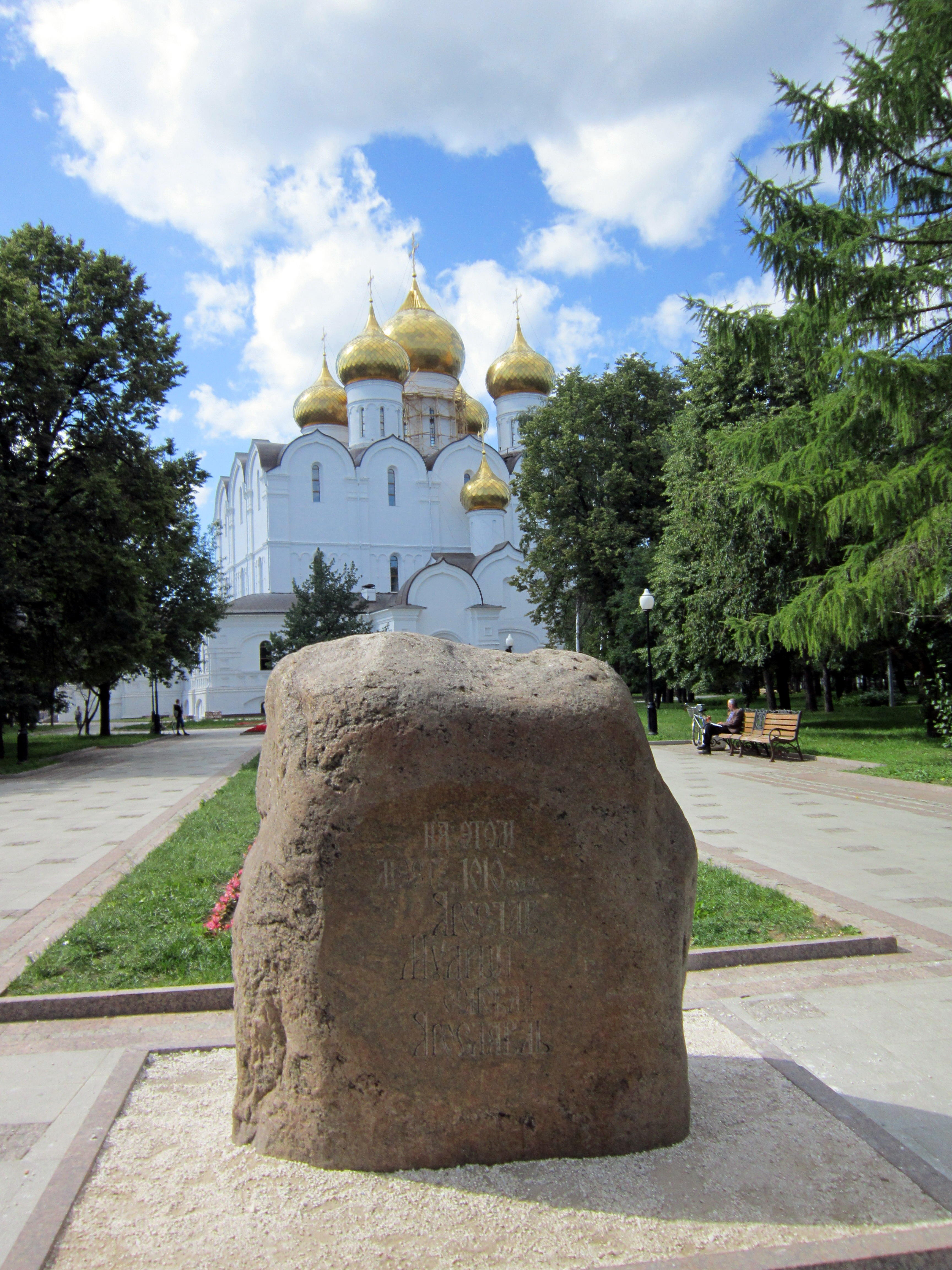
Памятный знак на легендарном месте основания Ярославля

Опираясь на название города, представляющее собой древнюю притяжательную форму от имени Ярослав, сказания, основанные на местных легендах, и на ряд других соображений, считают, что Ярославль был заложен Ярославом Мудрым в период его ростовского княжения (988—1010) (начиная с 1015 года, летопись последовательно фиксирует все действия Ярослава как великого князя и основания города на Волге не отмечает, а между 1010 и 1015 годом Ярослав был новгородским князем) на мысе над Стрелкой на месте или около языческого поселения Медвежий угол для защиты пути к Ростову по Которосли, а также как центр феодализации, христианизации и торговли. Возраст Ярославля поначалу измеряли от 1024 года — основание города связывалось с подавлением суздальского восстания волхвов. Но были и другие версии: одна из них указывала на 1010 год и стала особенно интересна в конце 1950-х годов, в связи с приближающимся в таком случае 950-летием города. В 1958—1959 годах ярославский историк Михаил Мейерович обосновал надуманность версии о 1024 годе и доказал, что город появился не ранее 1010 года, от которого Ярославль и считает свои года ныне. Ярославль — первый русский и христианский город на Волге и старейший современный город на ней.
На территории, ограниченной Которослью, современной площадью Челюскинцев и Медведицким оврагом, найдены фортификационные сооружения начала XI века (первые 2 десятилетия) — валы шириной 18 метров, городни — дерево-земляные конструкции (срубы из сосны и ели, забитые песком). В городе зафиксированы жилища, большое количество лепной керамики, бусы, специфические типы ключей.
Об основании города существовали местные сказания, записанные, впрочем, очень поздно, связывающие это событие с победой Ярослава Мудрого над медведем. У Павла Львова, Ярослав выступает как защитник местных жителей, которые страдали от свирепого медведя, посланного им, как они считали, в наказание богом Велесом за принятие христианства. У Михаила Ленивцева говорится о том, что Ярослав, будучи князем Ростовским, охотился в устье Которосли и там «встретился с превеликою медведицей, с которой вступя в бой, убил её сам один». Место ему понравилось, и вскоре он снова прибыл сюда с мастерами и «заложил город рубленною стеною, назвав в своё имя — Ярославль»; тогда же он дал городу герб, похожий на современный. Искусственность и литературность в данных сказаниях очевидны.
Более правдоподобно, по мнению Иллариона Тихомирова, «Сказание о построении града Ярославля», записанное ростовским архиепископом Самуилом в 1771 году и опубликованное священником Алексеем Лебедевым в книге «Храмы Власьевского прихода г. Ярославля» в 1877 году. Его текст повествует, что в те времена, когда Ярослав правил Ростовской землёй, недалеко от Ростова при слиянии рек Волги и Которосли было селение Медвежий угол, населённое язычниками, занимавшимися охотой, рыболовством, скотоводством, а также грабежом идущих мимо судов. Поклонялись они идолу бога Волоса, стоявшему в некой Волосовой логовине.
Однажды, когда Ярослав плыл на ладьях с большим войском по Волге, он увидел, как жители Медвежьего угла грабят купеческий караван, и послал на помощь купцам своих дружинников, которые и победили жителей. Побеждённые поклялись языческой клятвой жить в мире и платить дань, но на предложение креститься ответили отказом. Князь вернулся в Ростов, но задумал крестить непокорных жителей.
Вскоре он вернулся в Медвежий угол вместе с епископом, пресвитерами, диаконами и другими церковными людьми, а также с мастерами и воинами. Но когда Ярослав входил в селение, на него выпустили из клетки «некоего люта зверя и псов». Князь победил зверя, а псы ни на кого даже не напали. Видя это, язычники ужаснулись и пали ниц перед князем, как мёртвые. Ярослав поставил на том месте крест и заложил храм во имя пророка Ильи, так как победил «лютого зверя» в Ильин день. А затем повелел народу рубить лес и расчищать место для постройки города. Город этот князь Ярослав назвал своим именем Ярославлем и населил его христианами.
Историк Николай Воронин, проводивший раскопки в Ярославле в 1940 году, считал, что эта легенда связана с древним культом медведя, характерным для племён, обитавших в лесной полосе современной России, и что поклонение жителей Медвежьего угла Велесу — вставка редакторов «Сказания» Этот взгляд ныне представляется устаревшим. По-видимому, легенды о происхождении города нашли отражение в ярославском гербе.
23 октября 1993 года в Ярославле был открыт памятник основателю города Ярославу Мудрому.
Участок, на котором построили Ярославский кремль, был естественно защищён с трёх сторон: крутыми высокими берегами Волги и Которосли и Медвидицким оврагом, по которому протекал ручей.

## Первые века (1010—1218)
До начала XIII столетия об Ярославле известий мало. Первое и последнее упоминание о Ярославле в «Повести временных лет» датировано 1071 годом — вызванное голодом «восстание волхвов» в Ростовской земле. Согласно летописи, «бывши бо единою скудости в Ростовьстей области вьстата два волъхва от Ярославля, глаголюща: „яко ве свеве, кто обилье держить“». Волхвы во главе 300 человек пошли вверх по Волге, а затем Шексне, убивая по пути «знатных жён», и дошли до Белоозера, где их отряд был разбит, а сам они казнены воеводой Яном Вышатичем. Судя по приводимому тут же их диспуту с Яном, это были не столько защитники древней языческой веры, сколько адепты богомильства.
Известно, что Петровский монастырь существовал уже в XII столетии — тогда он располагался за городом. В 1149 году городские окрестности были разорены новгородцами — по этому поводу сделано второе упоминание Ярославля в летописи. В 1152 году город был осаждён волжскими булгарами, внезапно подошедшими к нему и тут же пошедшими на приступ, однако, взять город сразу им не удалось, пришлось начать осаду, которая была снята подоспевшей помощью из Ростова. На протяжении первых двух веков своего существования Ярославль оставался небольшим пограничным городом Ростово-Суздальской земли.

## Центр княжества (1218—1463)

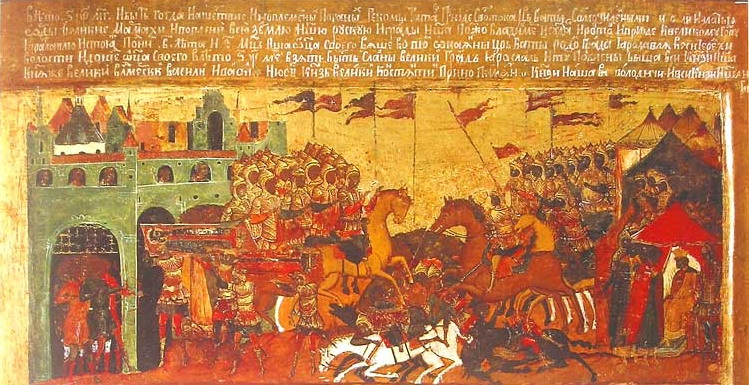
Битва на Туговой горе, клеймо иконы «Василий и Константин в житии», XVII век

Князь Константин Всеволодович, которому его отец в 1207 году дал Ростовское княжение, «проживал почасту» в Ярославле, где был устроен княжеский терем. Он умер, незадолго до смерти раздав своим сыновьям уделы — Всеволод получил Ярославль. Так в 1218 году Ярославль стал стольным городом нового Ярославского княжества.
При Константине Всеволодовиче и Всеволоде Константиновиче в городе строятся первые белокаменные храмы: 1215—1219 годы — Успенский собор на княжеском дворе в детинце (кремле); 1216—1224 годы — Спасо-Преображенский собор в основанном в 1216 году Спасо-Преображенском монастыре. В честь победы Константина в битве за великое княжение Владимирское в 1216 году на берегу Которосли соорудили деревянную церковь Михаила Архангела. В 1216—1218 годах в Спасо-Преображенском монастыре работало первое в Северо-Восточной Руси духовное училище, затем переведённое в Ростов.
В это время Ярославль обзаводится торгово-ремесленным посадом, располагавшимся в треугольнике между кремлём на Стрелке, Спасо-Преображенским монастырём на берегу Которосли и Петровским монастырём в полутора километрах от кремля вверх по течению Волги. На противоположном берегу Которосли появляются неукреплённые слободы — Тропинская у переправы и рядом Коровницкая. Изучение археологами культурных слоёв XII — начала XIII века показало, что в эпоху расцвета границы Ярославля в XIII веке были значительно шире, чем описано в литературе. На Волжской набережной между зданиями Митрополичьих палат и Ильинско-Тихоновской церкви найдена постройка достаточно сложной архитектуры размером десять на двенадцать метров (хоромы представителей княжеско-боярской элиты конца XII — начала XIII века).
В 1221 году случился сильный пожар, сгорело большинство городских построек, в том числе княжий двор и 17 церквей.
В 1238 году город был разграблен монголо-татарами, дружина князя Всеволода в составе объединённых владимиро-суздальских войск участвовала в битве с полчищами Батыя на реке Сить, где русские войска потерпели поражение и Северо-Восточная Русь оказалась в зависимости от монголо-татар. На территории Рубленого города обнаружено мрачное свидетельство монгольского разорения — подклет, набитый доверху человеческими костями со следами насильственной смерти. Травмы на костях, нанесённые колющими и рубящими предметами, не имели признаков заживления, некоторые кости обгорели. Всего с 2005 года по 2008 год выявлено девять таких массовых захоронений с останками не менее 300 человек. Судя по соотношению изотопов стронция, большая часть ярославцев из массовых захоронений средневековья родились и выросли в окрестностях Ярославля и лишь небольшая часть была родом из иных регионов Восточной Европы. У индивида № 2 из массового захоронения № 76, обнаруженного при раскопках Рубленого города, определили митохондриальную гаплогруппу I1a1a и Y-хромосомную гаплогруппу R1a1a1b1a1-M458 (по NGS) или R1a-Z282>M458>BY30715 (предиктор Y-гаплогруппы NevGen). Также у других образцов определены митохондриальные гаплогруппы H2a2a1 (n=2), H3b6 (n=2), HV9b, U5a1b1, U5a2, U5a2a1c и Y-хромосомные гаплогруппы R1a1a1b1a2-Z280 (по NGS) или R1a-Z280>Z92>YP270 (по NevGen), E1b1b1-M35.1 (по NGS) или E1b1b1a1a2-V13 (по NevGen), R1a1a1b1a-Z282 (по NGS) или R1a-Z280>Z282>CTS1211>CTS3402>Y2613 (по NevGen), N1a1-M46>L1026 (по NevGen), N1a2-CTS6380 (по NGS) или N1a2-CTS6380>N1a2b2a2-VL67 (по NevGen), R1a-Z280>Z282>CTS1211>CTS3402>YP238 (по NevGen), R1a-Z280>Z92>Z1907 (по NevGen). У образцов из ямы № 9 определены Y-хромосомные гаплогруппы I2a1b-M423, R1a-Z282>R1a1a1b1a2-Z280, R1a-Z282>R1a1a1b1a1-M458, R1a-Z282>Z280 (R1a1a1b1-Z283 по NevGen), R1a1a1b1a-Z282>Z280 (n=2), R1a1a1b2a2-Z282>M458, R1a-Z282>Z280 (R1a1a1-M417 поNevGen), R1b1a1b1-L23>Z2103 (n=2), N1a2-CTS6380 (N1a2-F1008 по NevGen). У образцов из ямы № 110 определены Y-хромосомные гаплогруппы R1a1a1b2-Z93, I1а-CTS1800>DF29, R1a1a1b1a1-Z282>M458, R1a1a1b1a2-Z282>Z280, R1a-Z282>Z280 (R1a1-M448 по NevGen), R1a-Z282>Z280 (R1a1a1-M448>M417 по NevGen), R1a-Z93>Z94 (R1a1a1b-M448>M417>Z645 по NevGen), I1а-CTS1800>DF29 (I1a1-CTS1800>DF29>CTS6364 по NevGen). Обнаружение у двух образцов из ямы № 110, которая располагалась вблизи фортификационных сооружений, Y-хромосомной гаплогруппы R1a-Z93 маркирует возможное «восточное» происхождение их предков. По мнению авторов, в погребения у стен детинца могли попадать не только простые жители города и его округи, но и профессиональные воины-защитники, а также — нападавшие.
3 июля 1257 года под Ярославлем, на холме, названном потом Туговой горой, произошла битва с ордынцами, унёсшая жизни многих людей, в том числе и молодого князя Константина Всеволодовича. Одно из крупнейших восстаний против баскаков (ордынских сборщиков дани) произошло в 1262 году. Татары и их приспешники были перебиты. Карательный поход удалось предотвратить отправившемуся в Орду великому князю владимирскому Александру Ярославичу (Невскому).
В 1278 году в княжестве случается эпидемия и мор, а в 1298 — засуха и голод, ордынцы разоряли Ярославль в 1293 и 1322 году.
К XIII веку принадлежат ярославские иконы «Спас Вседержитель», «Ярославская Оранта» и «Богоматерь Толгская».
В 1300 году по инициативе княгини Анны перестраивается в камне храм Михаила Архангела. В 1314 году близ Ярославля на противоположном берегу Волги епископ Прохор основал Толгский монастырь.
В 1364 году случилась эпидемия чумы. В 1371 году «новгородская вольница», разбойничая на Волге, разграбила город.
В 1375 году напротив города была основана первая заволжская слобода — Тверицы.
В XIV веке отдельные ярославские князья титуловали себя великими. В 1380 году ярославские дружины принимают участие в Куликовской битве. В память об этом около 1390 года рядом со Спасским был заложен Рождественский монастырь, просуществовавший до начала XVII века. В ходе междоусобных войн второй четверти XV века Ярославль был разграблен в 1433 году, неприятель неудачно подходил к городу и в 1436 году. Последним ярославским князем стал Александр Фёдорович Брюхатый, при нём с 1463 года Ярославское княжество мирно входит в состав Московского.
Древнейшие иконы Ярославля

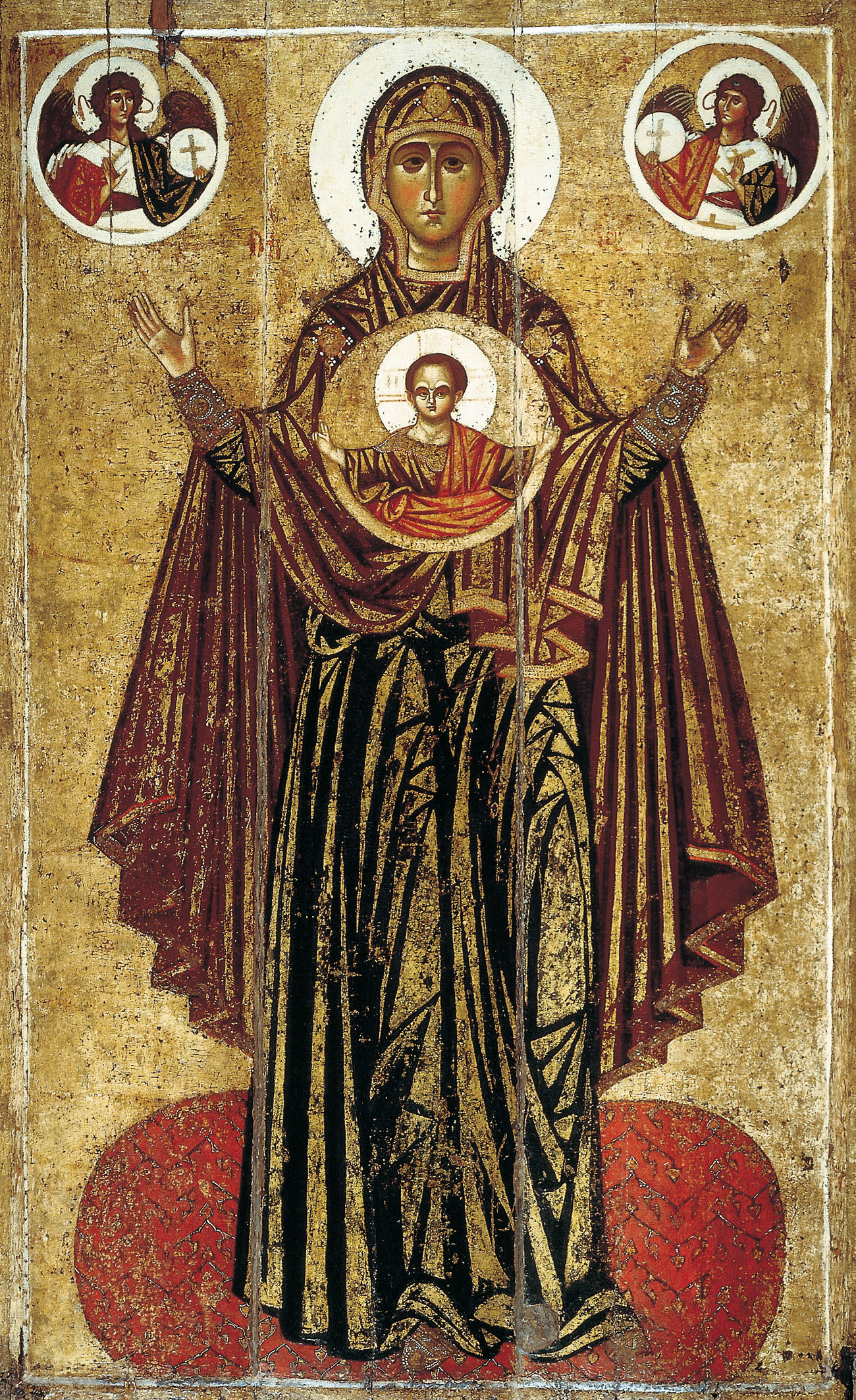
«Ярославская Оранта», начало XIII века
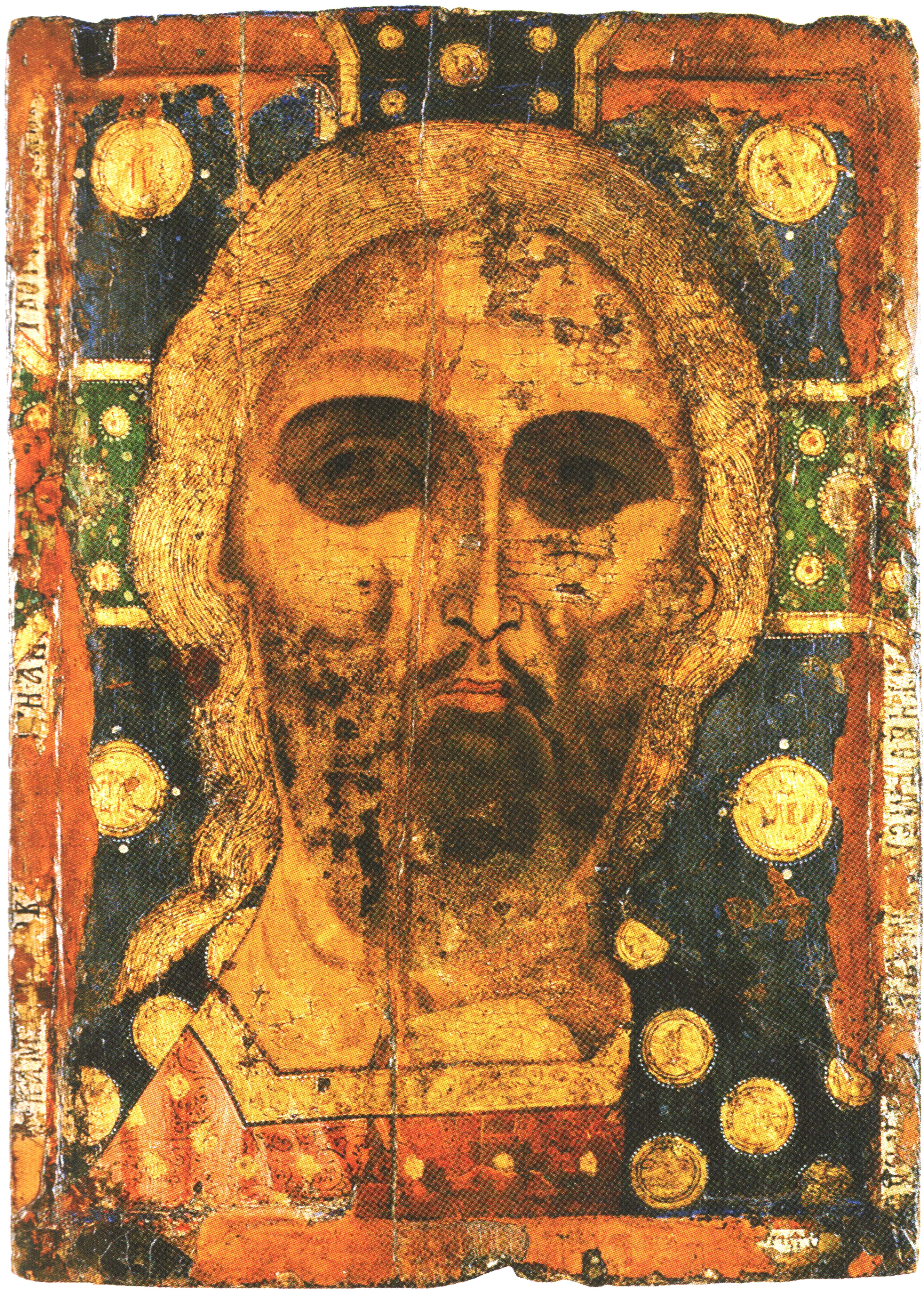
«Спас Златые власы», начало XIII века
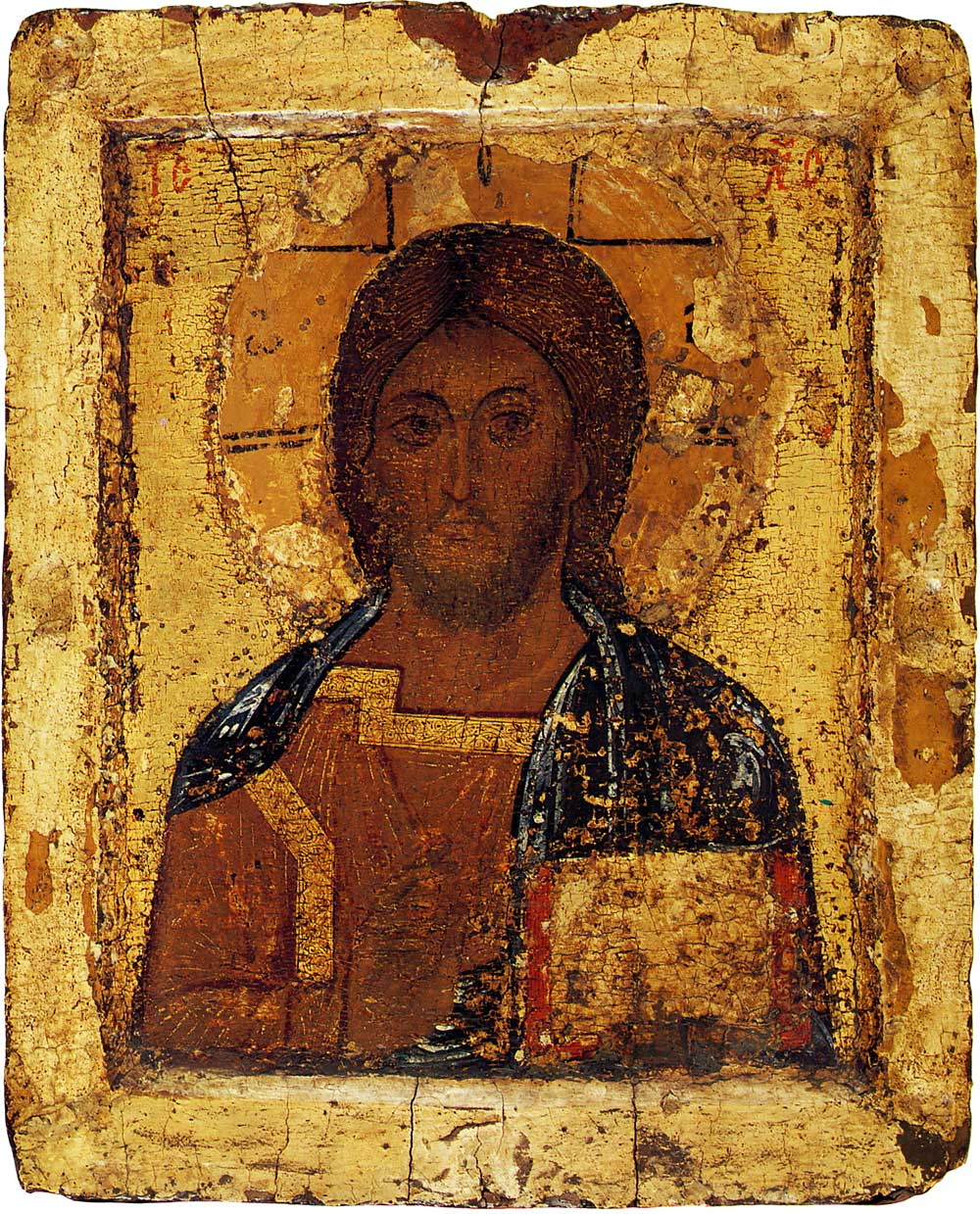
«Спас Вседержитель», начало XIII века
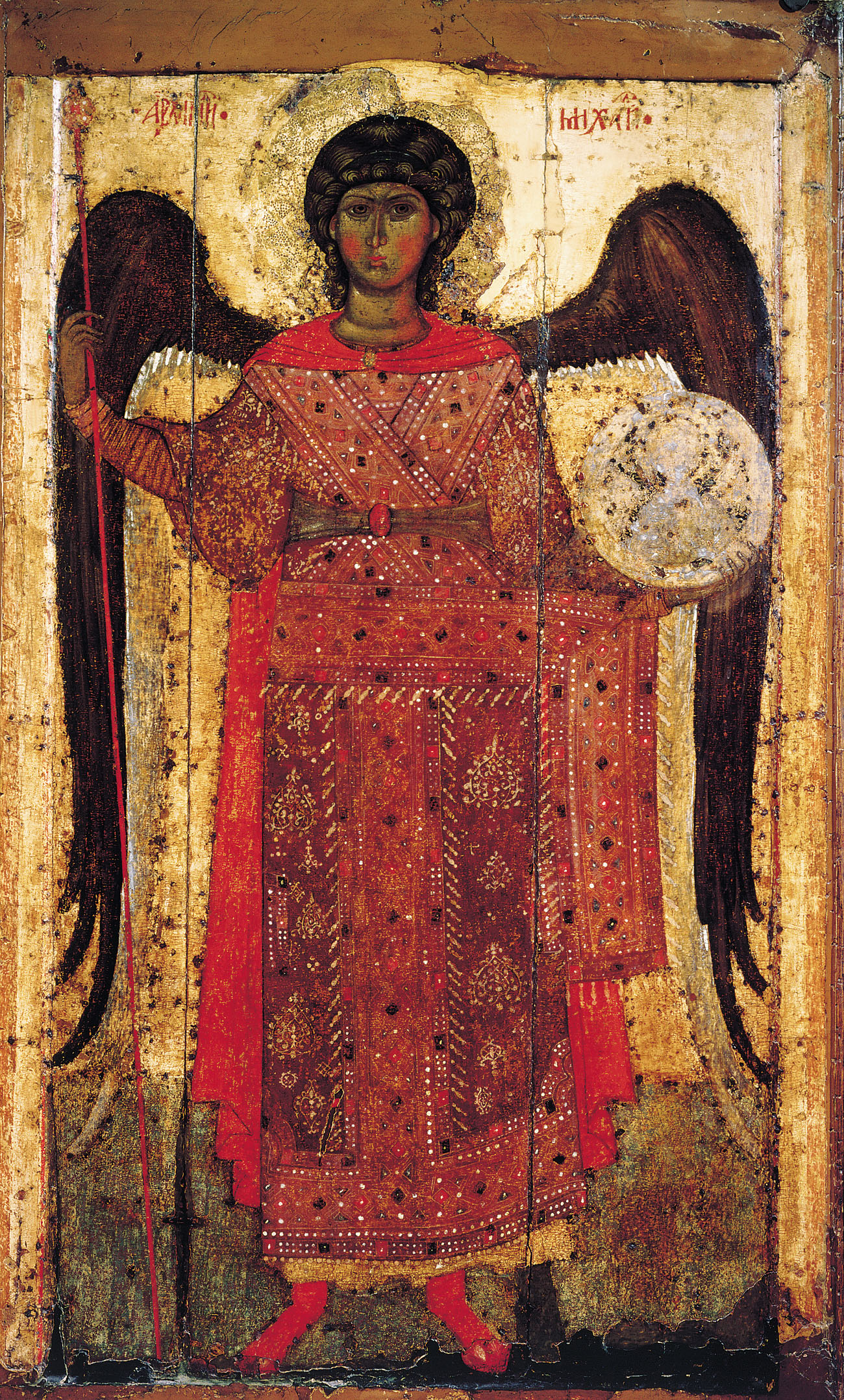
«Архангел Михаил», конец XIII века
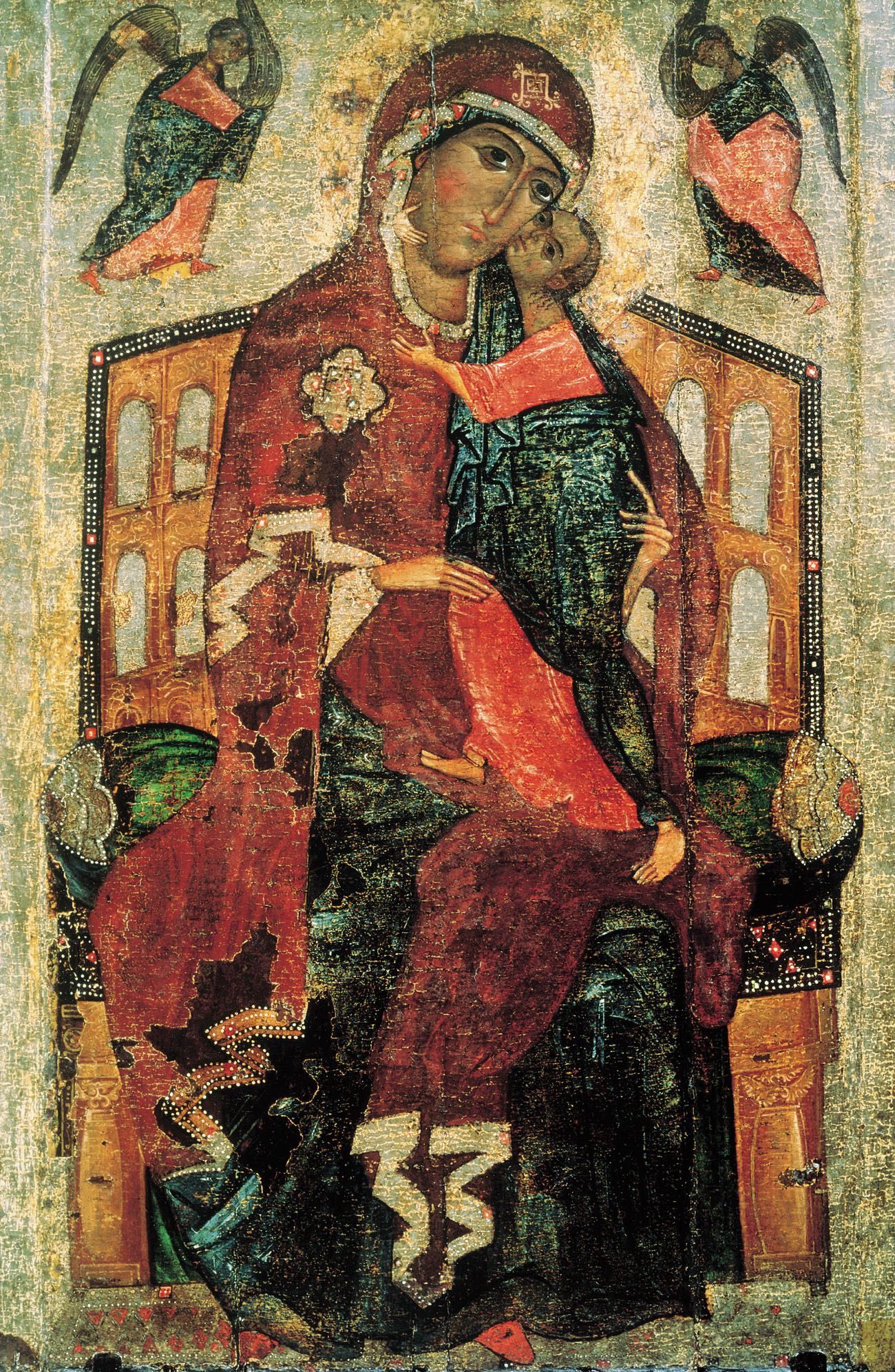
Большая икона Толгской Богоматери, конец XIII века
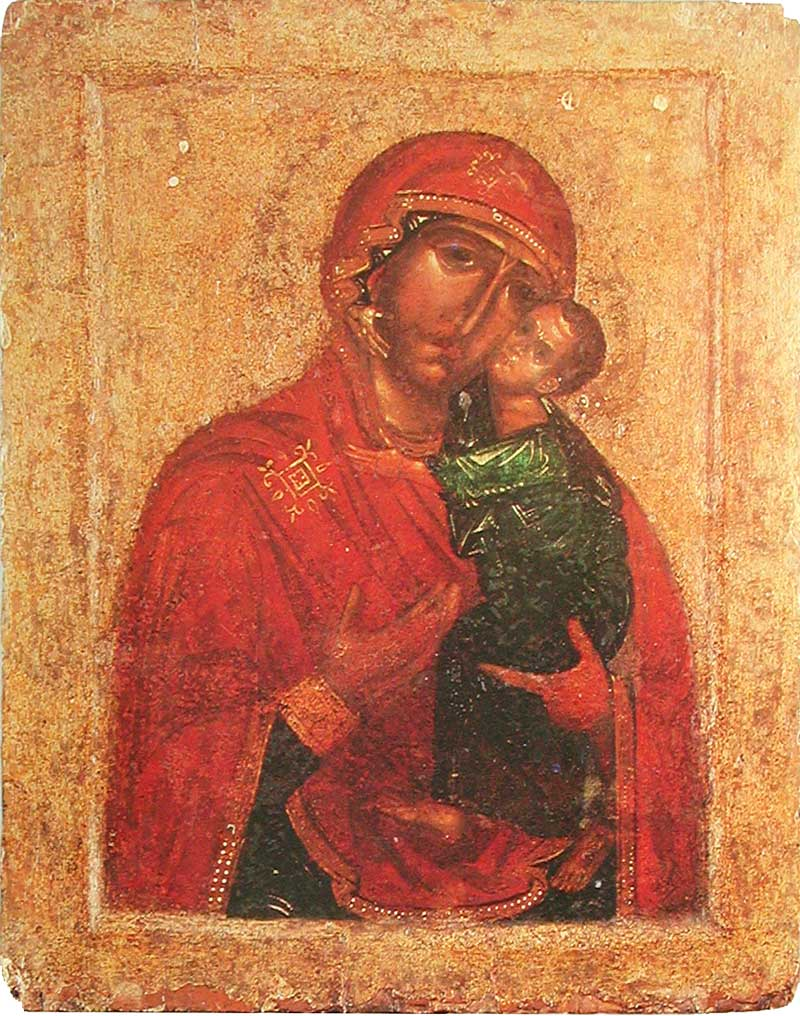
Малая икона Толгской Богоматери, начало XIV века
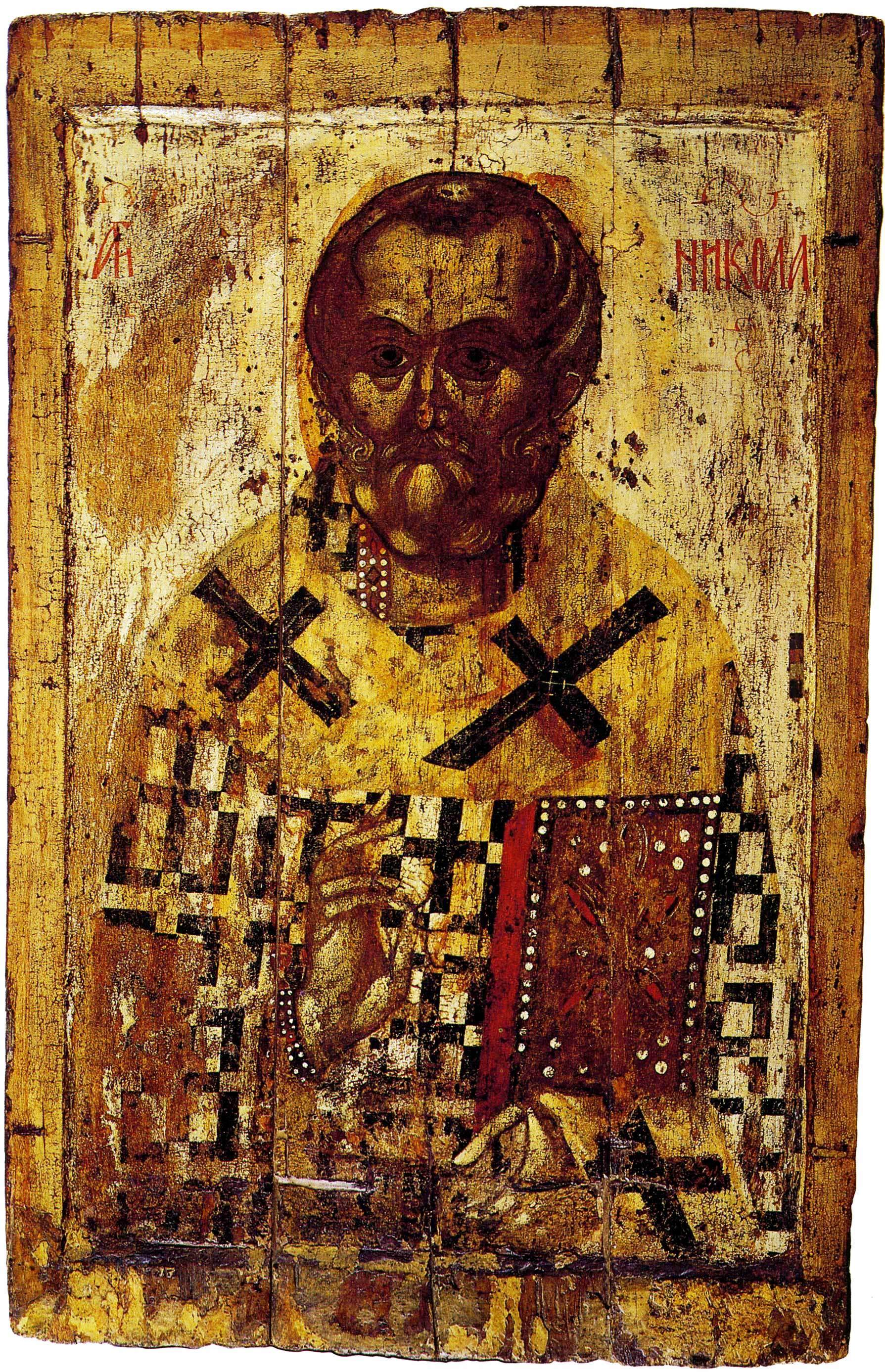
«Николай Чудотворец, поясной», первая половина XIV века
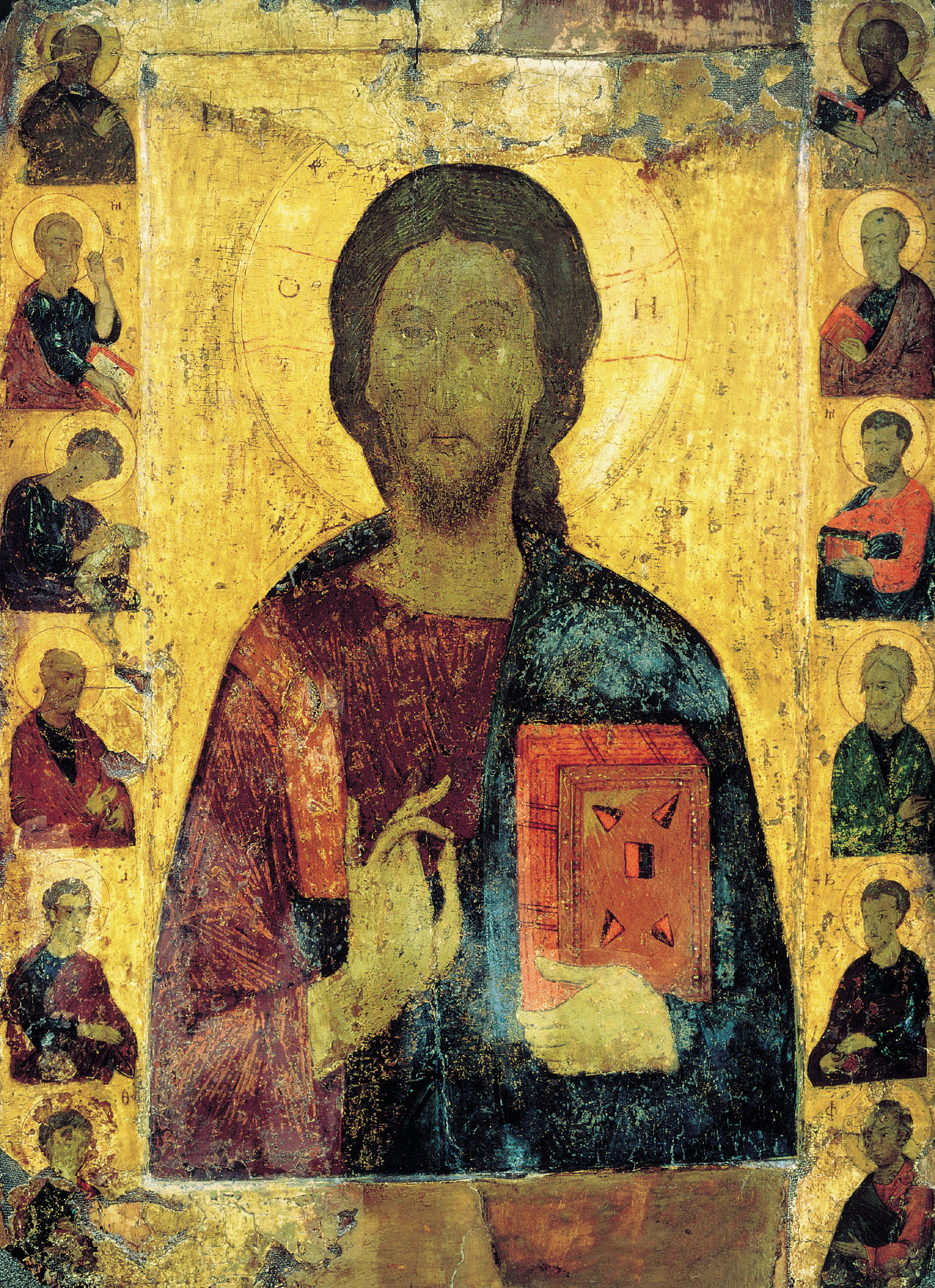
«Спас с апостолами», вторая половина XIV века

## 1463—1600 годы

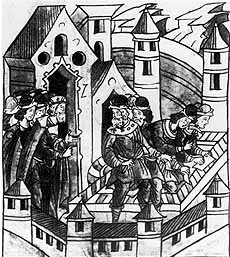
Закладка Спасо-Преображенского собора — древнейшего здания, сохранившегося в городе. Миниатюра XVI в. из Лицевого летописного свода.

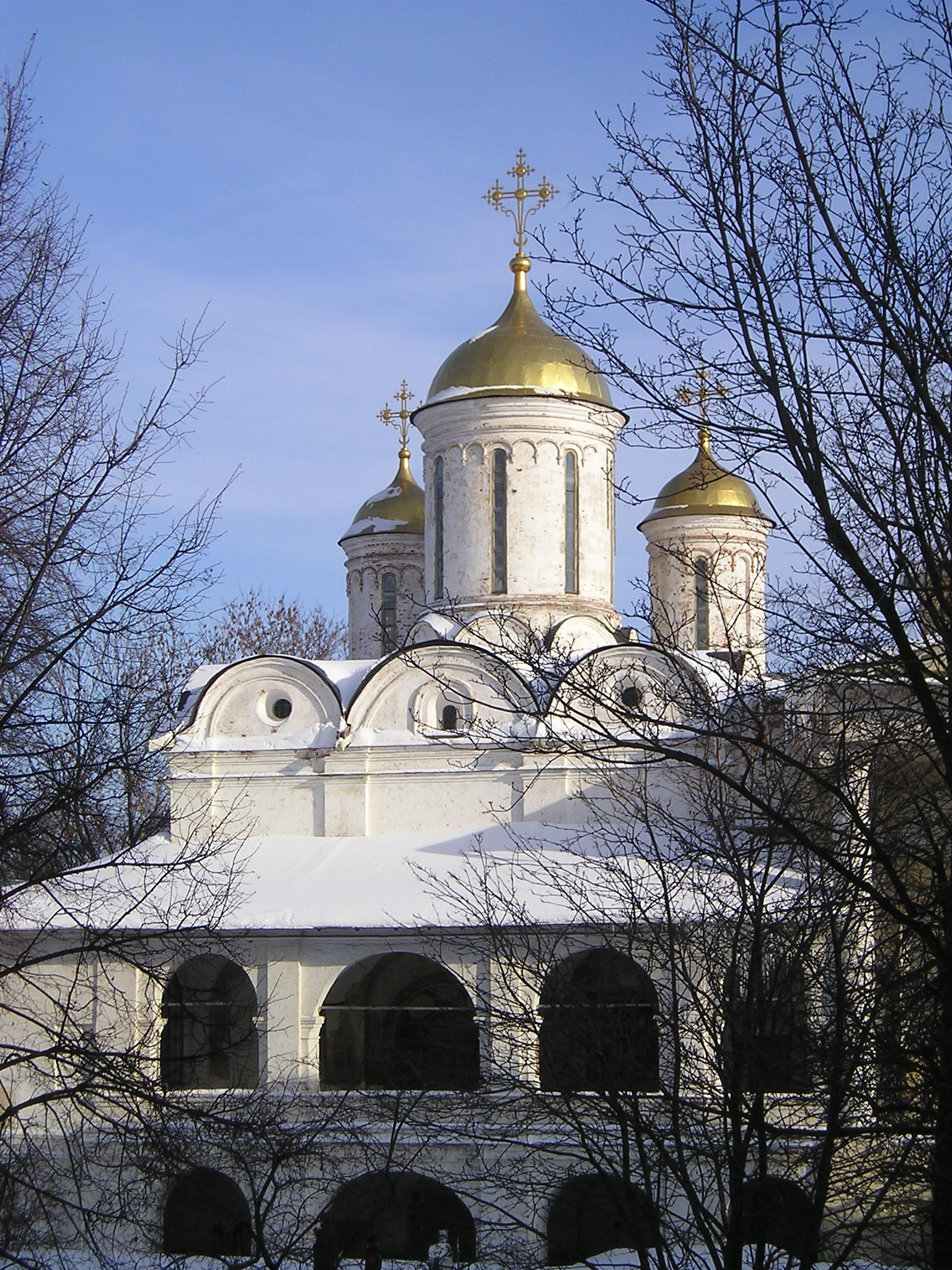
Спасо-Преображенский собор в 2006 году

Территория бывшего княжества преобразуется в Ярославский уезд, относившийся до конца XVII века к приказу Костромской четверти. Для управления уездом назначались наместник и воевода, первоначально они же управляли и самим городом, но постепенно эта функция отошла к городовому приказчику, назначавшемуся из местной знати. Есть упоминания о следующих приказчиках: в 1539 — Шемяка Сабуров, в 1555 — Микита Елманов и Суморок Елбузин, 1562 — Фадей Иванович Коробов и Ширяй Нороватый, 1574 — Дмитрий Балахшин и Тихменев, в 1581—1586 — Балахшин совместно в разное время с Пятоем Матюшкиным и Григорием Гравороновым.
В 1501 году случился пожар — была выжжена значительная часть города, в том числе обрушился Успенский собор, сильно пострадали строения Спасского монастыря. Эти храмы заново отстроили и освятили в 1516 году: Спасо-Преображенский собор, сохранившийся до сих пор, — древнейшее строение города, а его фрески, написанные в 1563—1564 — древнейший памятник стенописи. Тогда же построили первую каменную башню Спасского монастыря — Святые ворота, а в 1550—1580 годах — каменные стены вместо старых деревянных. Это была самая укреплённая часть города, ведь ярославский кремль никогда не имел каменных стен. В том же веке в Спасском монастыре были возведены звонница и Трапезная палата с Крестовой (Рождественской) церковью.
9 июля 1536 года снова произошёл разрушительный пожар, в результате город практически пришлось строить заново. По решению Елены Глинской город укрепили: было построено несколько башен, в том числе 3 каменные, и насыпан земляной вал (вдоль современной Первомайской улицы). Таким образом, Ярославль тогда состоял из кремля (Рубленого города), посада в пределах вала (Земляного города) и неукреплённых слобод за ним (предместья).
С середины XVI века, когда всё течение Волги становится территорией России, по ней устанавливаются активные связи Европы с Востоком через Северную Двину и Белое море. Через город везли иноземные товары и в Москву по суше. Ярославль превращается в крупный центр транзитной торговли. Английские купцы устроили в городе внутреннюю гавань, разместили склады с продукцией для продажи в России и в Азии; затем были созданы голландская и немецкая фактории. В городе продавали хлеб (тогда в России были очень урожайные годы, а ярославская земля отличалась особым плодородием), кожу, сало, лён и особенно рыбу, которой была богата Волга (с 1583 года известно изображение первого герба Ярославля — «рыба головой влево»). Активно шла торговля и иностранными товарами. Служилые люди — дворяне, купцы и ремесленники — начинают играть в жизни города все бо́льшую роль, в том числе и в культурной сфере: они спонсируют строительство новых, сначала деревянных, храмов на посадских улицах, заказывают написание икон.
Часто бывал в Ярославле царь Иван Грозный, особенно он любил посещать Спасо-Преображенский и Толгский монастыри, делал им много подарков.
В 1565 году, когда Иван Грозный разделил Русское государство на опричнину и земщину, город Ярославль вошёл в состав последней и относился к ней вплоть до начала 1569 года, когда был приписан в опричину. После Новгородского погрома сюда переселились многие купцы, в том числе сыгравшие большую роль в развитии города — Скрипины, Светешниковы, Гурьевы. Но на рубеже 1560—1570-х случились 3 неурожайных года и, как следствие, голод, усугубившийся эпидемией чумы — в Ярославле она продолжалась около года. В результате цены на хлеб за короткий период выросли в 5-10 раз. Джильс Флетчер, проезжавший через Ярославль в 1588 году, пишет, что среди русских городов Москва и Новгород

«отличаются своими размерами перед другими. По укреплениям же в особенности замечательны города Псков, Смоленск, Казань и Астрахань как города пограничные. Но по местоположению Ярославль далеко превосходит прочие; кроме того, что многое он получает со своих богатых пажитей и плодородных полей, он лежит на славной реке Волге и расположен на высоком красивом берегу, отчего и получил своё название Ярославль, что на русском языке значит красивый берег (славный яр). Другие города не имеют ничего замечательного, кроме некоторых развалин в их стенах, доказывающих упадок русского народа при теперешнем правлении».
Иконы этого периода

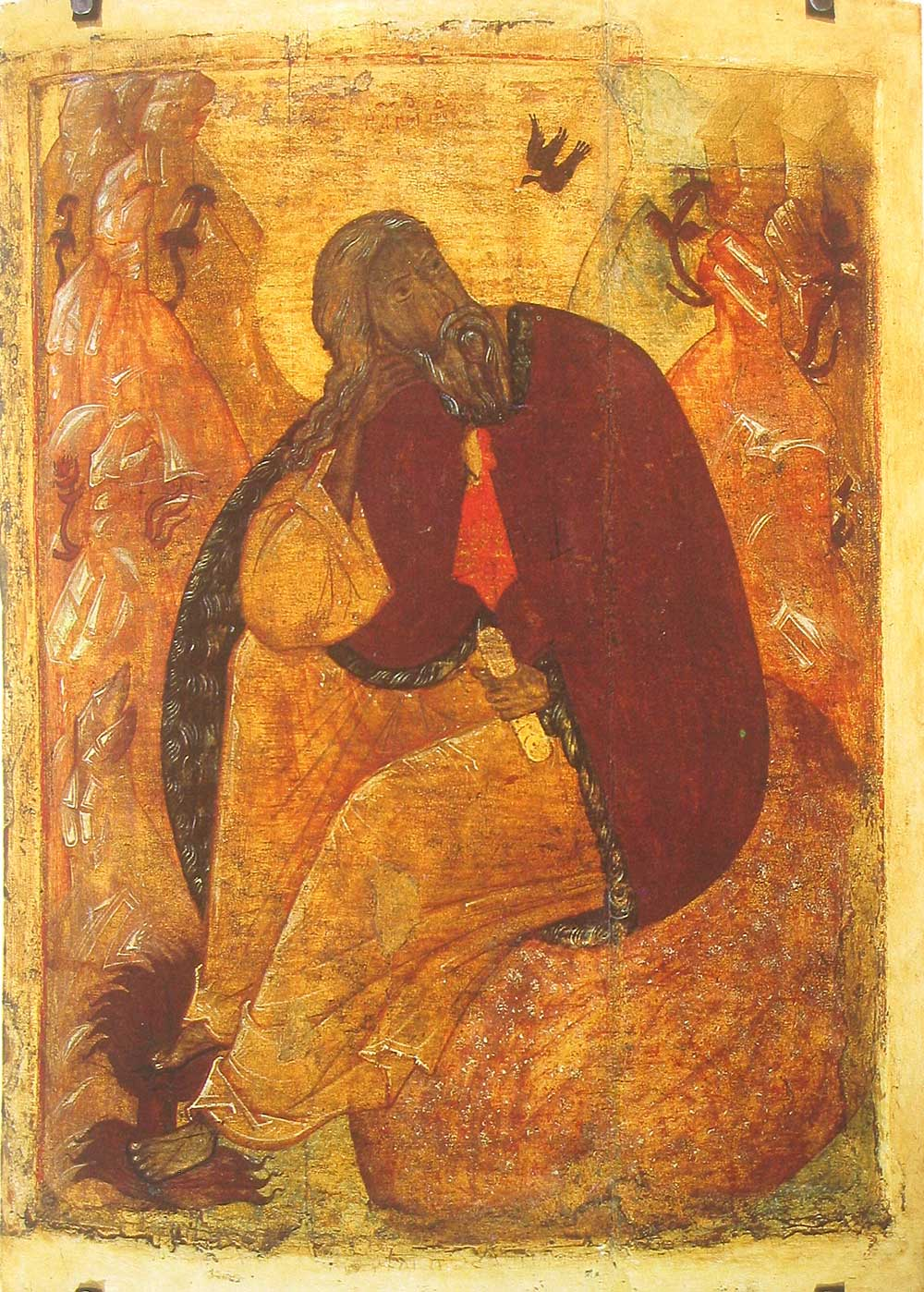
«Илья Пророк в пустыне», конец XV века
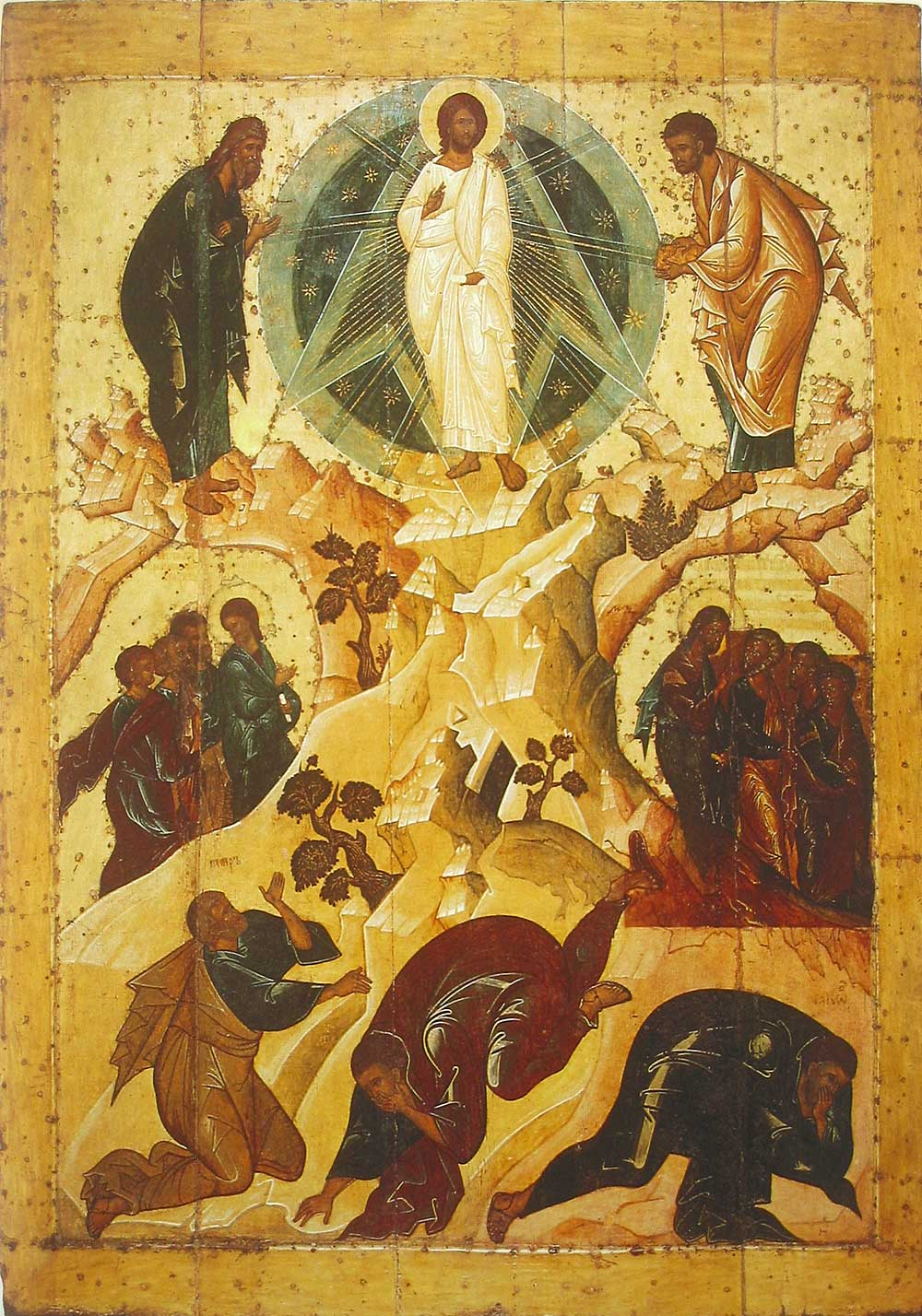
«Преображение Господне», около 1516 года
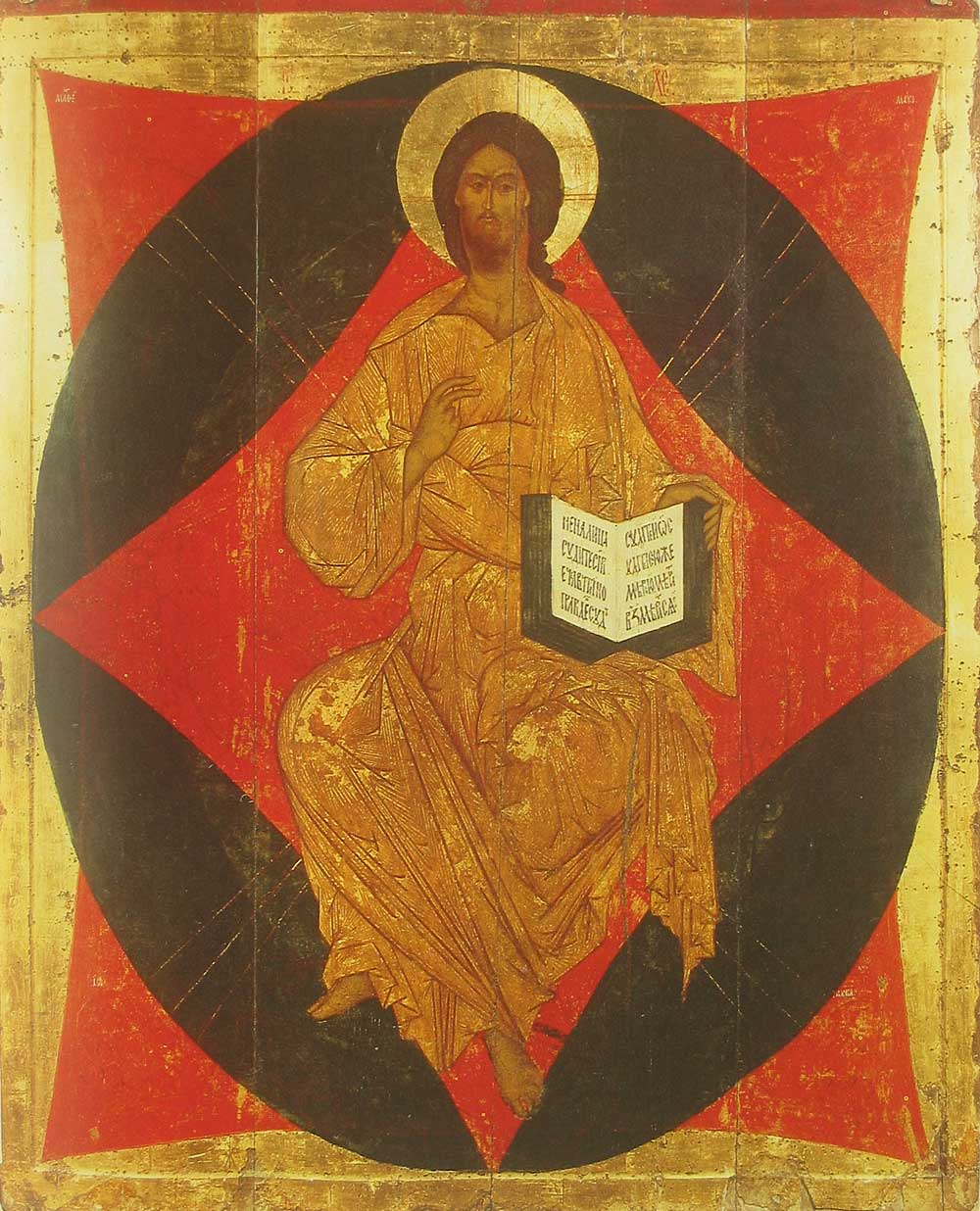
«Спас в силах», из деисусного чина, первая половина — середина XVI века
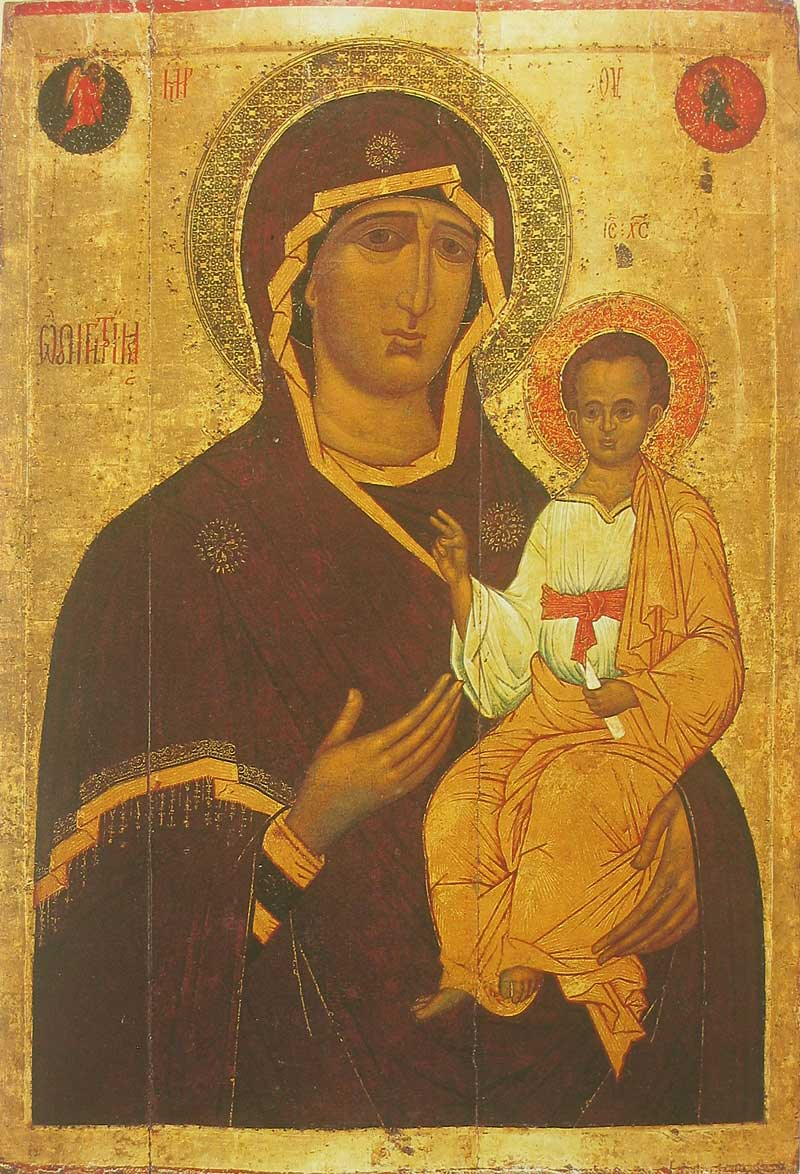
«Богоматерь Одигитрия (Смоленская)», 1564 год
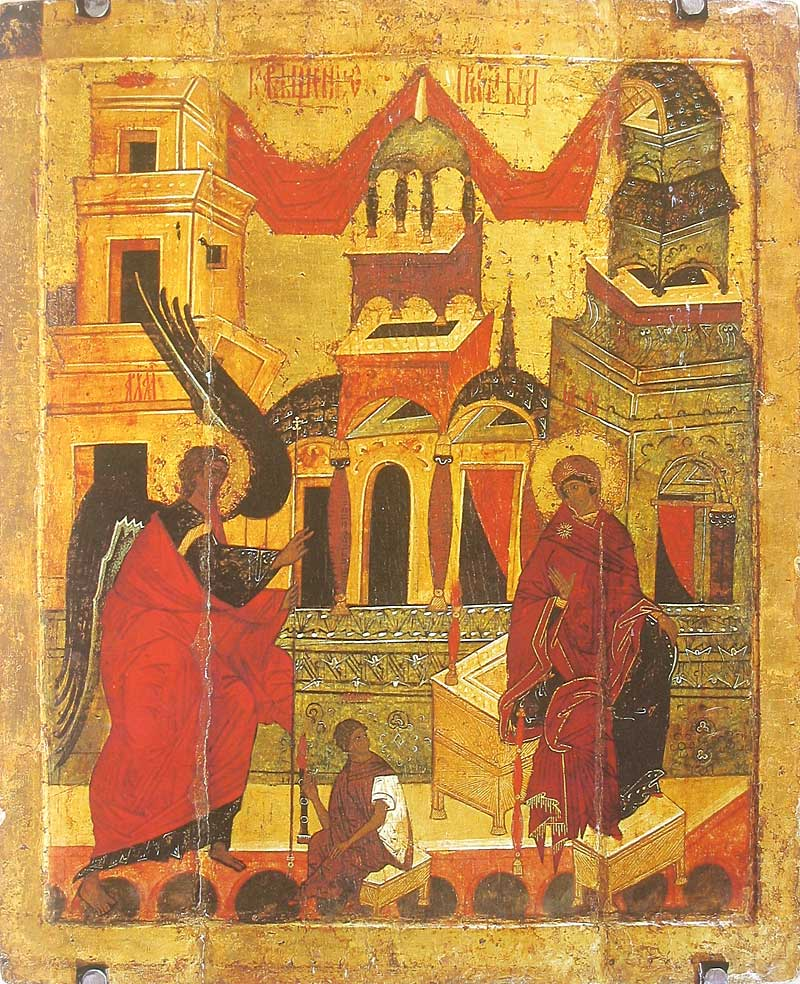
«Благовещение (с прядущей девицей)», из праздничного чина, 1564 год
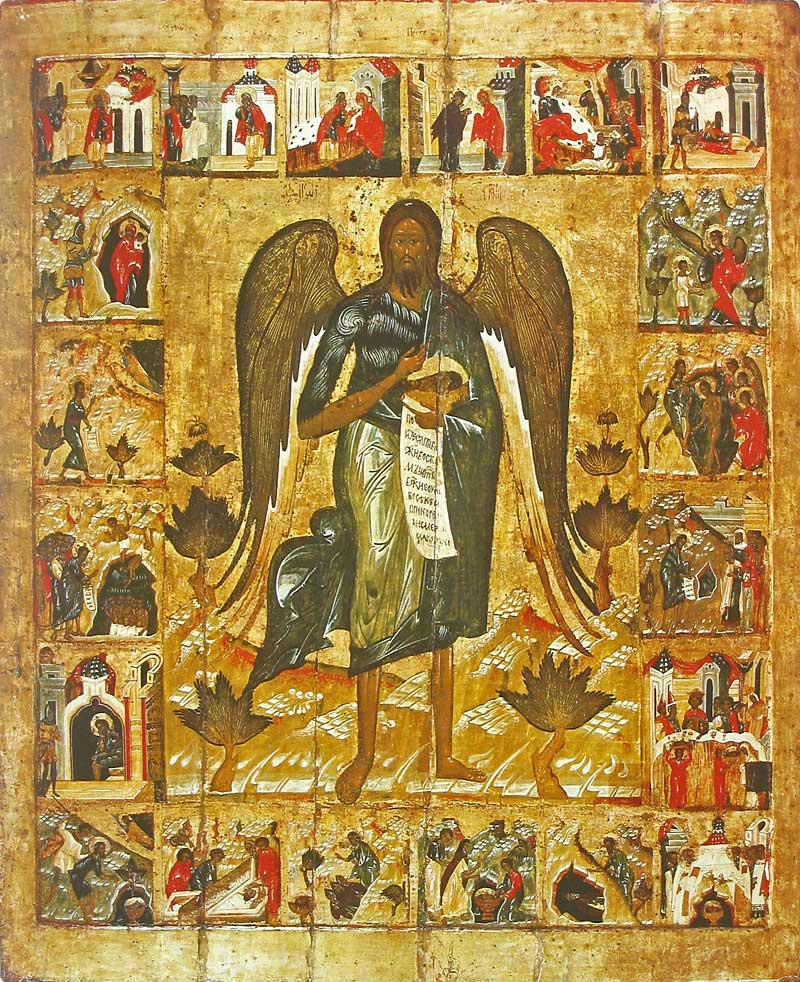
«Иоанн Предтеча Ангел Пустыни, с житием в 20 клеймах», около 1551 года
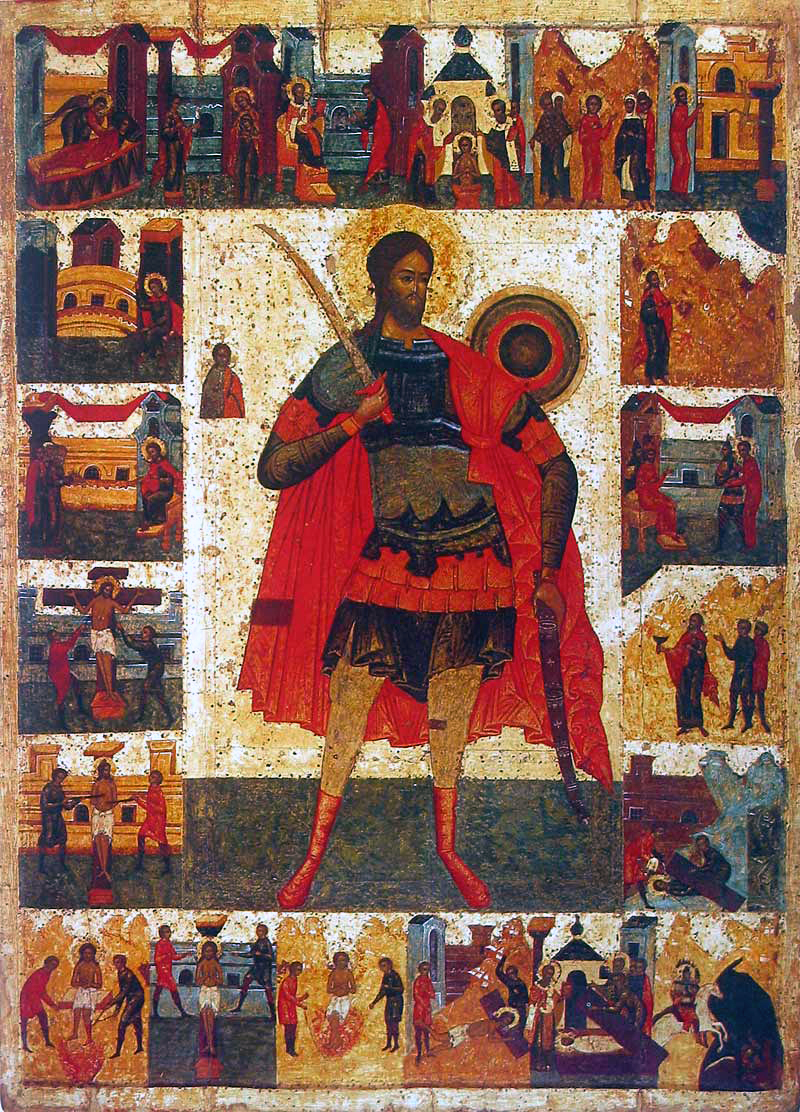
«Мученик Никита воин с житием в 20 клеймах», вторая половина XVI века
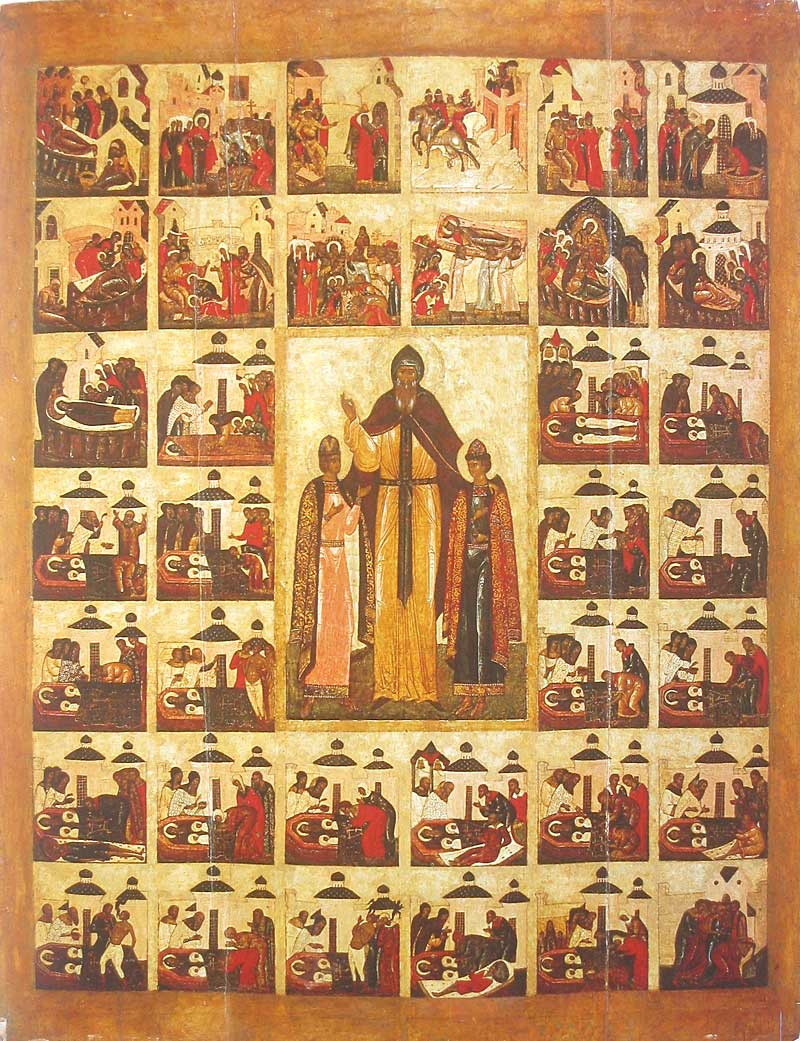
«Ярославские князья Фёдор, Давид и Константин в житии», 1560-е годы

## Ярославль в Смутное время (1601—1612)

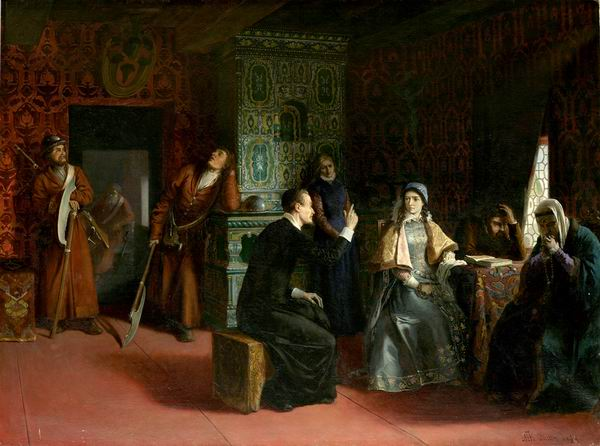
М. П. Клодт. Марина Мнишек и её отец Ежи Мнишек под стражей в Ярославле. 1883 год.

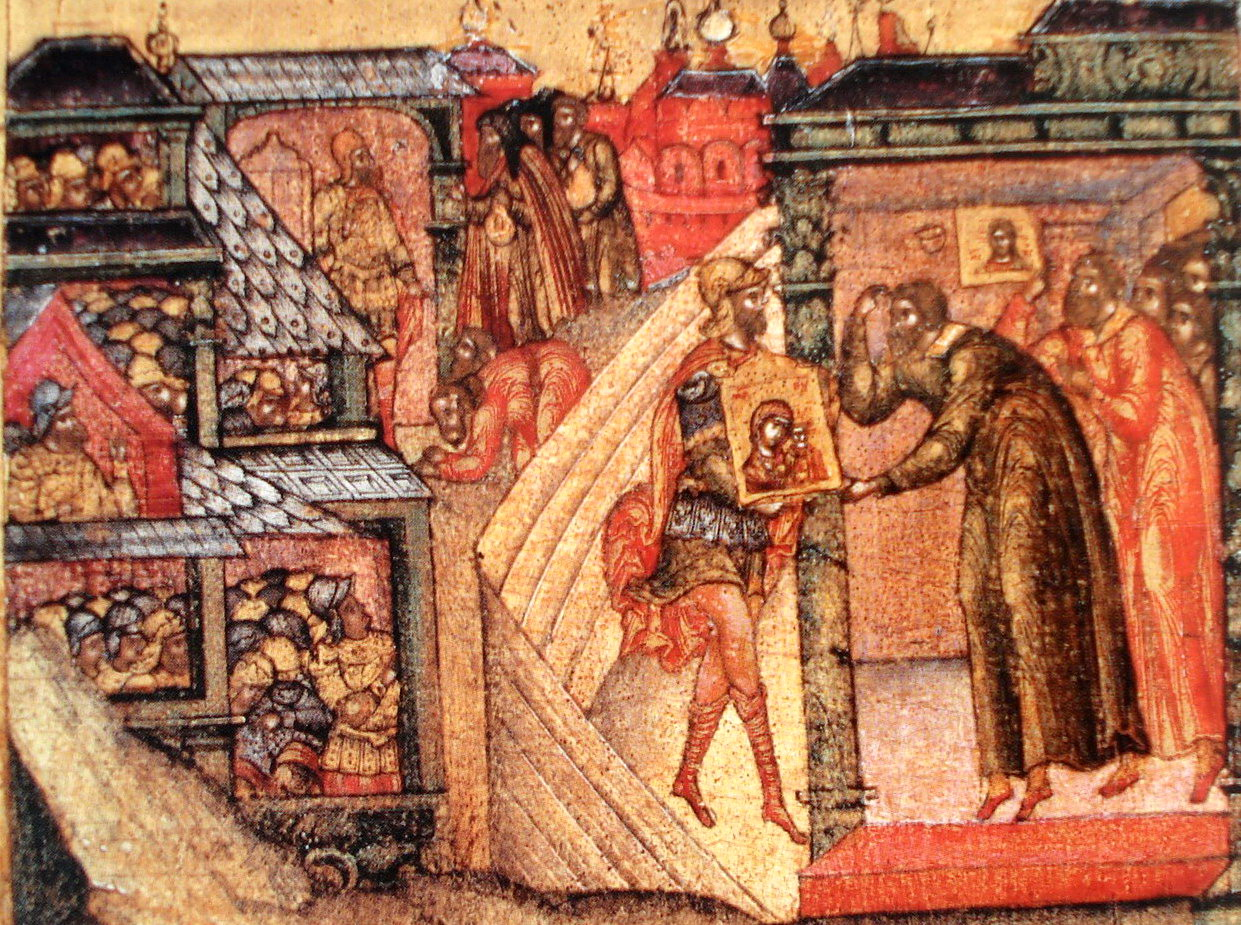
Яков Любский дарит икону Казанской Богоматери ярославскому земскому старосте Василию Лыткину. Клеймо рамы от иконы Богоматери Ярославской-Казанской. Конец XVII века.

В 1601 году в центральных регионах страны из-за климатических катаклизмов начался сильнейший голод. По некоторым данным тогда погибло около 2/3 населения. Это способствовало приходу к власти самозванцев и наступления в стране Смуты.
После свержения Лжедмитрия I в 1606 году в Ярославль были сосланы его жена и тесть Марина и Ежи Мнишеки и вместе с ними ещё 375 поляков. Поляки проживали за земляным городским валом, свободно. По их описанию, в Ярославле не было каменных строений, кроме Спасского монастыря; крепость у города была немалая, но уже очень старая и прогнившая; предместье было отделено валом в 2 копья глубиной. В 1608 году Марина с отцом и другими поляками были отпущены на родину.
В 1608 году появился новый самозванец — Лжедмитрий II, его войска осаждали Москву и подступили к Ярославлю. Воевода Фёдор Барятинский решил сдаться. Городу, чтобы предотвратить разорение поддерживающими Лжедмитрия поляками, пришлось заплатить немалую контрибуцию в 30 тысяч рублей и обещать снарядить тысячу всадников. Но, по словам Конрада Буссова, несмотря на это, поляки грабили купеческие лавки, били народ, без денег брали всё, что хотели. В ответ на возмущение населения последовали жестокие расправы. Новыми воеводами были назначены иностранцы Иоахим Шмит и Лоренц Биугге. 12 декабря в Ярославле остановился отряд Александра Лисовского, идущий на подавление восстаний в Костроме и Галиче. Ночью посадские люди перебили многих поляков, спящих пьяными, но эта попытка сопротивления была подавлена.
В феврале 1609 года из Вологды в Ярославль вышло ополчение под началом воевод Никиты Вышеславцева, Силы Гагарина и Евсевия Рязанова — оно разбило польский гарнизон под руководством Тышкевича 7 апреля недалеко от города, и иноземцы покинули Ярославль, не надеясь его удержать, а на следующий день туда вступило ополчение. В городе начался ремонт и строительство укреплений — восстановили стены Земляного города и возвели острог вокруг посадов и слобод. 30 апреля отряды пана Будзило и воеводы Наумова, посланные гетманом Сапегой, подошли к городу и ночью «острог болший в Ярославле взяли, и многих людей поморских и ярославских побили, и церкви Божии и дворы все около осыпи и около Спасова монастыря посады и слободы пожгли от реки Которосли и до Волги». Земляной город и Спасский монастырь выдержали осаду даже после подхода 8 мая войск Лисовского из Суздаля и 23 мая с большими потерями иноземцы отступили от Ярославля. В память этих событий в 1610 году был заложен храм Казанской Божьей Матери. При этом храме, вместо сожжённого поляками Рождественского монастыря, был основан Казанский женский монастырь.
В 1611 году ярославцы под начальством воеводы Ивана Волынского присоединились к первому ополчению на освобождение Москвы, которым командовал дворянин Прокопий Ляпунов, но цели оно не достигло.
С апреля по июнь 1612 года в Ярославле располагалось второе ополчение под руководством Кузьмы Минина и Дмитрия Пожарского, прибывшее из Нижнего Новгорода, здесь оно пополнилось новыми силами из Ярославля и соседних городов. Ярославль в это время выполнял столичные функции — здесь заседал «Совет всея Земли», чеканилась монета (с надписью «С/ЯР»). Ополчение простояло в городе около полугода. От чрезмерного многолюдства началась заразная болезнь, но вскоре прекратилась, по преданию, чудесным образом. 28 июля, когда ополчение накопило 20 тысяч человек, войска выступили к Москве и освободили её.
С 21 марта по 16 апреля 1613 года в Ярославле, на пути из Костромы в Москву, пребывал новоизбранный царь Михаил Фёдорович Романов. Отсюда он послал свою первую царскую грамоту, в которой извещал земский совет о своём согласии на престол.
До окончательного мира с Речью Посполитой Ярославль и его окрестности ещё не раз подвергались «беспокойству» от неприятелей. В 1615 году город был сборным пунктом для войск, снаряжавшихся против Лисовского, покушавшегося на Углич, Кашин, Бежецк, Романов и Пошехонье. В 1617 году Ярославлю угрожали запорожские казаки, посланные из-под Троицкой лавры королевичем Владиславом, их прогнали войска Ивана Черкасского.
В память событий Смутного времени герб Ярославля венчает шапка Мономаха, а в 1997 году около бывшего Спасо-Преображенского монастыря возведена часовня Казанской иконы Божией Матери. За годы Смуты большая часть Ярославля была сожжена, население разорено, а многие погибли или бежали.

## XVII век — золотой век Ярославля
Ярославль быстро отошёл от последствий Смуты. Он развился в крупный торговый и ремесленный центр. Если в 1614 году было около 900 населённых дворов, то к середине XVII века их было уже 2 тысячи и в них проживало 15 тысяч человек — больше тогда было только в Москве, по описи же 1678 года в городе насчитывалось уже 2936 дворов.
В 1630-х Ярославль занимал третье место по торговому обороту после Москвы и Казани. На ярославском рынке тогда было 32 торговых ряда и в них 800 торговых мест (лавки, лавочные места, полки, шалаши), в городе работало 24 харчёвые избы, 29 иностранных торговых контор. По Волге через Ярославль продолжал проходить единственный водный путь из Москвы на Запад через Архангельск, с которым были связаны до половины ведущих торговых людей Ярославля. Росло влияние купечества — в Ярославле проживала шестая часть наиболее влиятельного купечества Руси — «гостей» государевой сотни, в руках которых сосредоточивалась иностранная торговля со странами Запада и Востока, за ними в середине века в городе числилось уже 15 дворов, тогда как в 1614 — только 4. Тогда же в Ярославле насчитывалось около 30 иностранных торговых контор.
Во второй половине XVII века было около 1200 ремесленников более 100 специальностей 17 отраслей, особенно выделялось кожевенное производство (около трети ремесленников). Производились металлические (в конце века работало свыше 50 кузниц) и глиняные изделия, шерстяные и льняные ткани. По прежнему была развита рыбная ловля. Почти четверть всей площади Земляного города занимала торговая территория — от Волги до церкви Спаса на Городу, также торговля велась около Спасского монастыря и в слободах.
Ярославль продолжал застраиваться на основе планировочной системы мысового типа, за пределами Земляного вала в междуречье Волги и Которосли застройка шла в основном вдоль основных дорог. Вдоль Которосли разрослись слободы Богоявленская, Киселюха, Крохинская и Спасская, рядом с Земляным городом — Митинская и Стрелецкая, вдоль дороги на Углич — Кондаковская, рядом с ней — Никитская, вдоль Волги — Благовещенская и Петропавловская, рядом с ними — Железная и Калашная. Наряду с этим, в XVI—XVII веках осваивались земли за Которослью — росли слободы Толчковская, Коровницкая, Ямская, Тропинская, Шиловская и др.. Административно город делился на 7 сотен (Городовая, Сретенская, Никольская, Дмитровская, Духовская, Спасская, Толчковская) и несколько десятков (в десятке было около 60 дворов) и слобод. Возглавляли их сотские и десятские. В посаде главным был земский староста. Здесь жили лично свободные люди, нёсшие тягло государству и люди, принадлежавшие духовным и светским владельцам. После 1649 года последние были также переведены на государственное тягло. Спасская слобода была во владении Спасо-Преображенского монастыря; Тропинская, Толчковская, Коровницкая, Благовещенская, Тверицкая, Петровская и Зарядье — находились в частных руках и только в 1719 году были окончательно приписаны к городу.

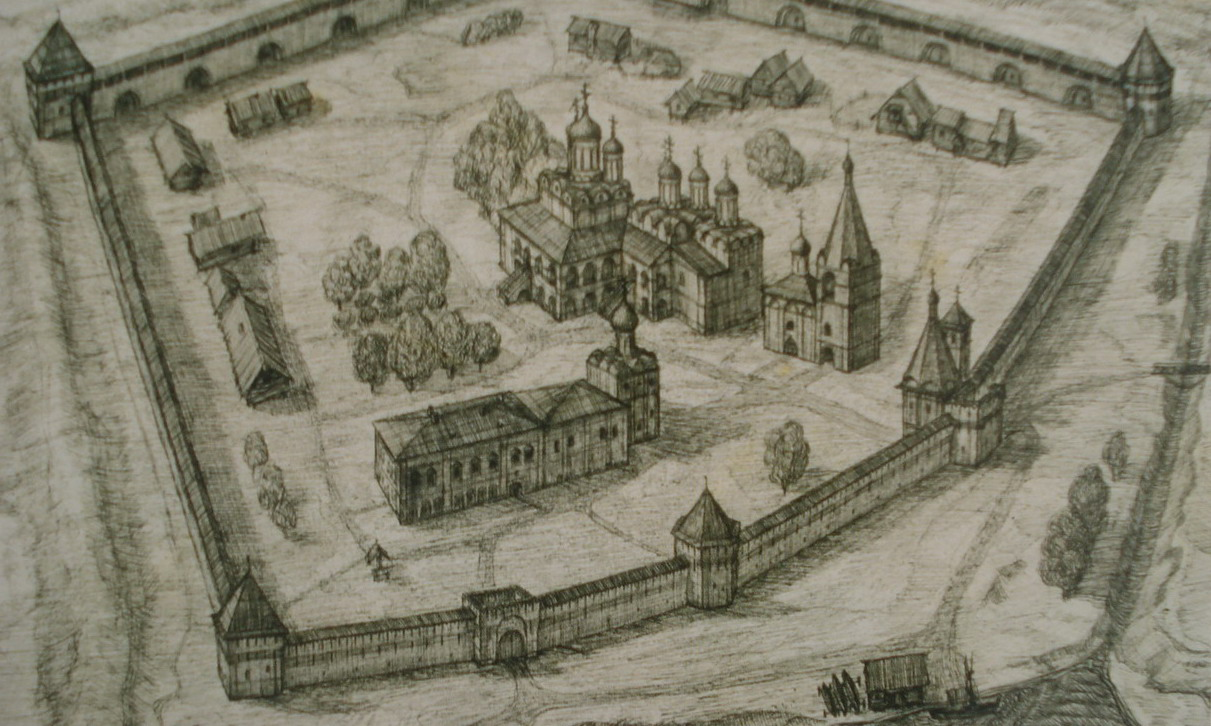
Спасский монастырь, начало XVII века

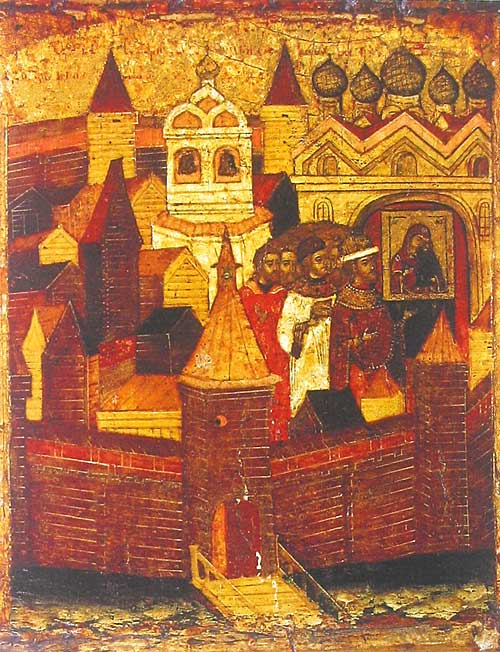
Ярославский кремль. Встреча крестных ходов по случаю морового поветрия 1654 года.

Экономическое процветание содействовало культурному росту. XVII век стал для Ярославля веком храмового строительства — за столетие было построено 3 монастыря, 48 церквей, из них 35 каменных. Сложился своеобразный «ярославский» стиль (полихромные изразцы, фигурные кирпичи). Ярославские мастера приглашались для строительства в Москве и других городах. Храмы отличались размерами, богатым декором, мощными пятиглавиями, уникальными росписями. В 1621—1646 гг. перестраивались стены Спасского монастыря, пострадавшие во время осады 1609 года, — они стали более крупными, у монастыря появились каменные башни и Келейный корпус. В 1615 году приходская церковь Афанасия и Кирилла была преобразована в Афанасьевский мужской монастырь. Церкви зачастую строились на средства купцов — так 8 храмов было построено только в честь Николая Чудотворца — покровителя торговли; один из них — церковь Николы Надеина — был первым в городе каменным приходским храмом (1620—1622, роспись в 1641). Купцы Скрипины построили церковь Ильи Пророка (1647—1650, роспись в 1680), этот храм при перестройке города в 1778 году стал центром радиально-кольцевой планировки. В 1646 году был построен (уже в третий раз) Успенский собор на Стрелке. Переживает расцвет иконопись. Особенности ментального опыта и стиль искусства этого времени позволяют современным ученым говорить о ярославском региональном ренессансе XVII в.
В 1654 году случилась страшная эпидемия чумы, а 10 июля 1658 года — страшный пожар, уничтоживший почти целиком Земляной и Рубленый города и даже Тропинскую слободу за Которослью. Погибли тысячи людей, сгорело 29 церквей, 3 монастыря, 1,5 тысячи дворов и городские стены с башнями, построенные в начале XVII в. (24 башни Земляного и 12 башен Рубленого города). Пережили пожар Успенский собор, церкви Николы Надеина, Рождества Христова (построена в 1644) и Ильи Пророка, но Успенский собор сильно пострадал в пожаре 1670 года и через несколько лет был выстроен заново.
После пожара 1658 года деревянные стены Земляного города восстанавливать не стали, вместо этого повысили валы и углубили рвы. За 10 лет вместо деревянных башен на тех же местах построили каменные: 12 глухих и 4 воротных (Власьевская — на дорогу в Углич, Семёновская — на дорогу в Романов, Волжская — к Волге, Зелейная — к переправе через Которосль и далее на дорогу в Ростов и Москву) — из них до наших дней сохранились Волжская и Власьевская. Кремль потерял оборонительное значение — были построены лишь две глухие и одна проездная (Никольская) каменные башни со стороны Которосли. В нём располагались казённые учреждения: воеводский двор, приказная изба, пороховая казна, дворы губных старост, подьячих, стрелецкого сотника, тюрьма, а с 1680-х и резиденция ростовских митрополитов (от неё сохранилось здание Митрополичьих палат).
Активно строились каменные церкви (всего к концу столетия около 50), в том числе: Ильинско-Тихоновская (1694) и Николо-Рубленская (1695) в кремле, Михаило-Архангельская (1657—1680) и Богоявленская (1684—1693) в Земляном городе. К шедеврам русской архитектуры относят церкви в ярославских предместьях: Иоанна Предтечи (1671—1687) и Феодоровскую (1681—1687) в Толчкове, Златоустовскую и Владимирскую (1649—1669) в Коровниках. Храм Иоанна Предтечи, построенный на средства жителей Толчковской слободы, — самый внушительный в городе по размерам — с 15 главами, он изображён на современной 1000-рублёвой купюре. Его фрески, написанные в 1694—1695, не имеют себе равных в мировом искусстве по количеству изображаемых сюжетов (более полутора тысяч). Если в начале XVII века в Земляном городе и предместьях из 40 церквей не было ни одной каменной, то к концу века кирпичными стали Афанасьевский и Казанский монастыри и 14 приходских храмов. Становились каменными и церкви Рубленого города. Из каменных жилых строений того времени сохранились дом Иванова и дом Работнова.
Процветала иконопись и стенопись. В них широко распространяются бытовые и исторические сюжеты, часты житийные иконы. Местные иконописцы получают широкую известность, многие из них работали при царском дворе. В монастырях активно писались сказания о чудотворных иконах, особенно известно «Сказание о явлении и чудесах от иконы Толгской Богоматери».
Постройки этого периода

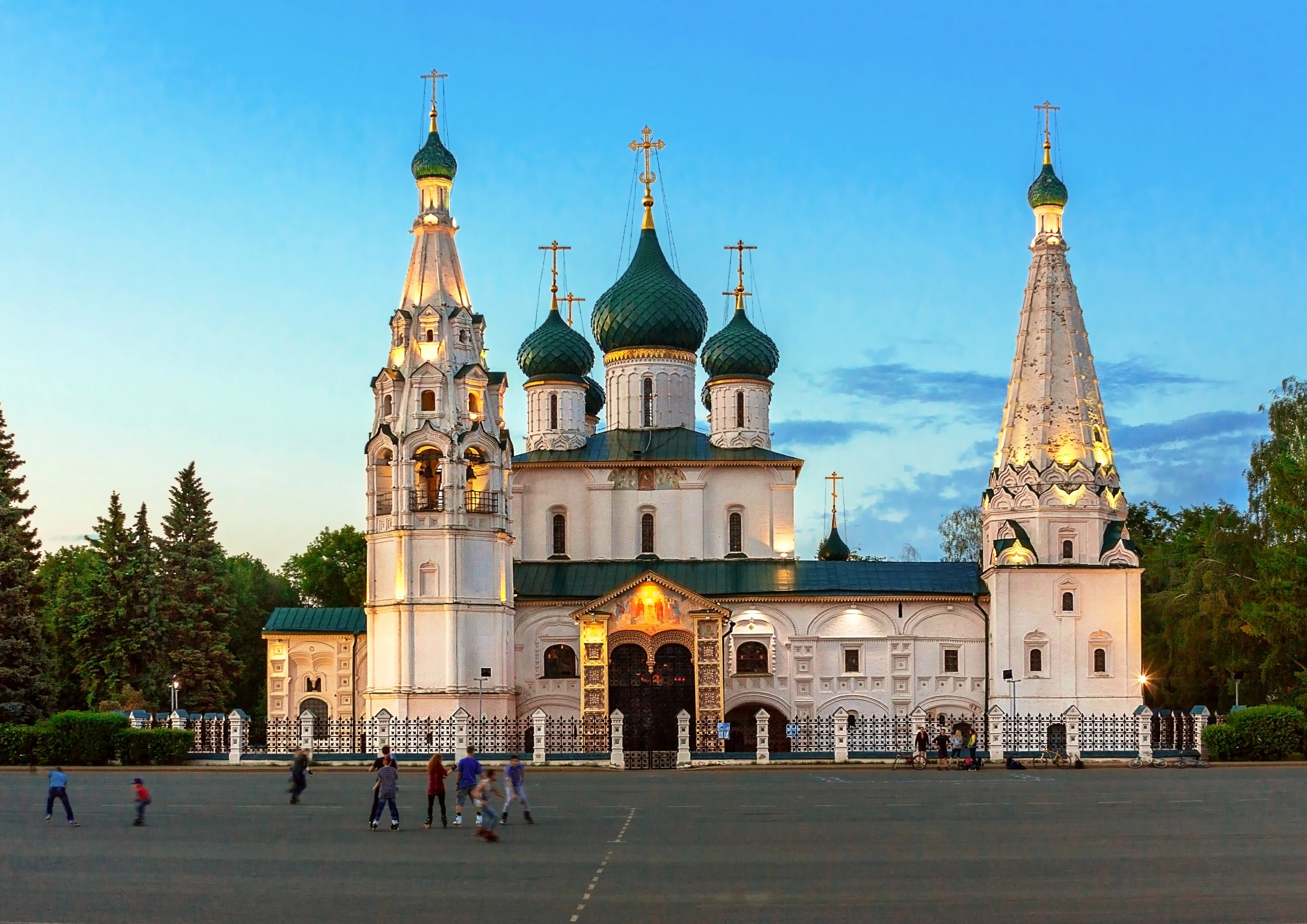
Церковь Ильи Пророка (1647-1650) в 2016
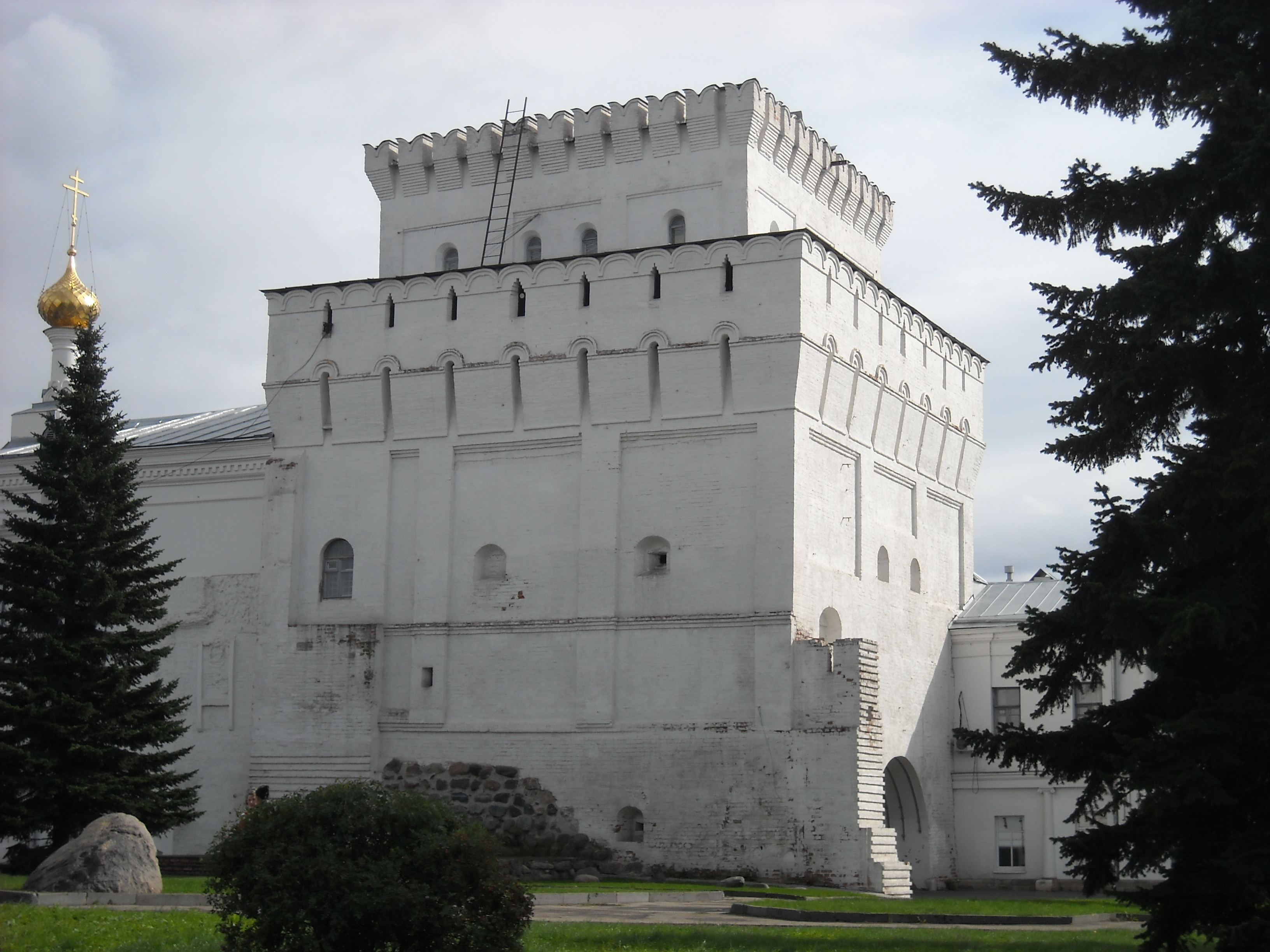
Знаменская (Власьевская) башня (1658-1659) в 2016
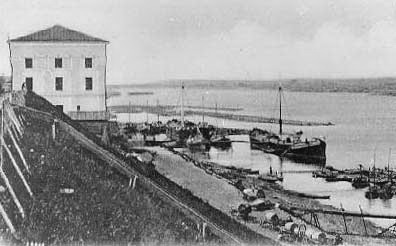
Волжская (Арсенальная) башня (1658-1659) в начале XX века
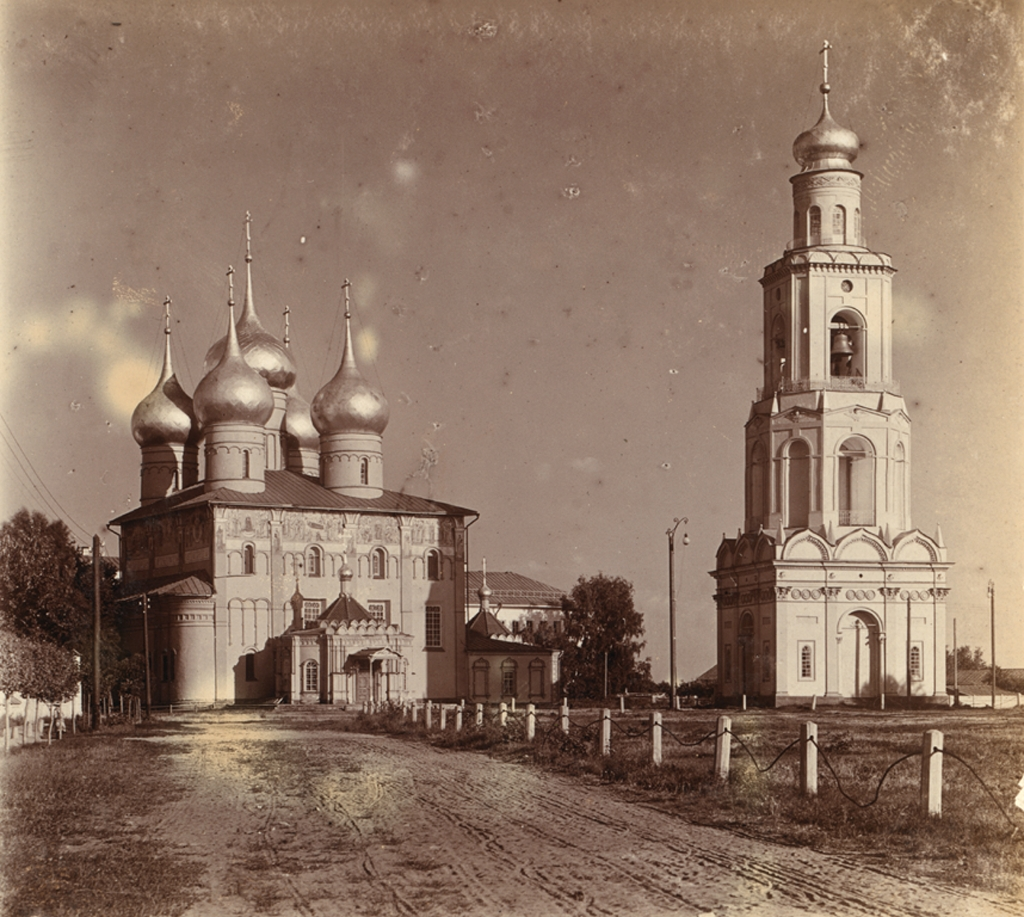
Успенский собор (1670) в начале XX века
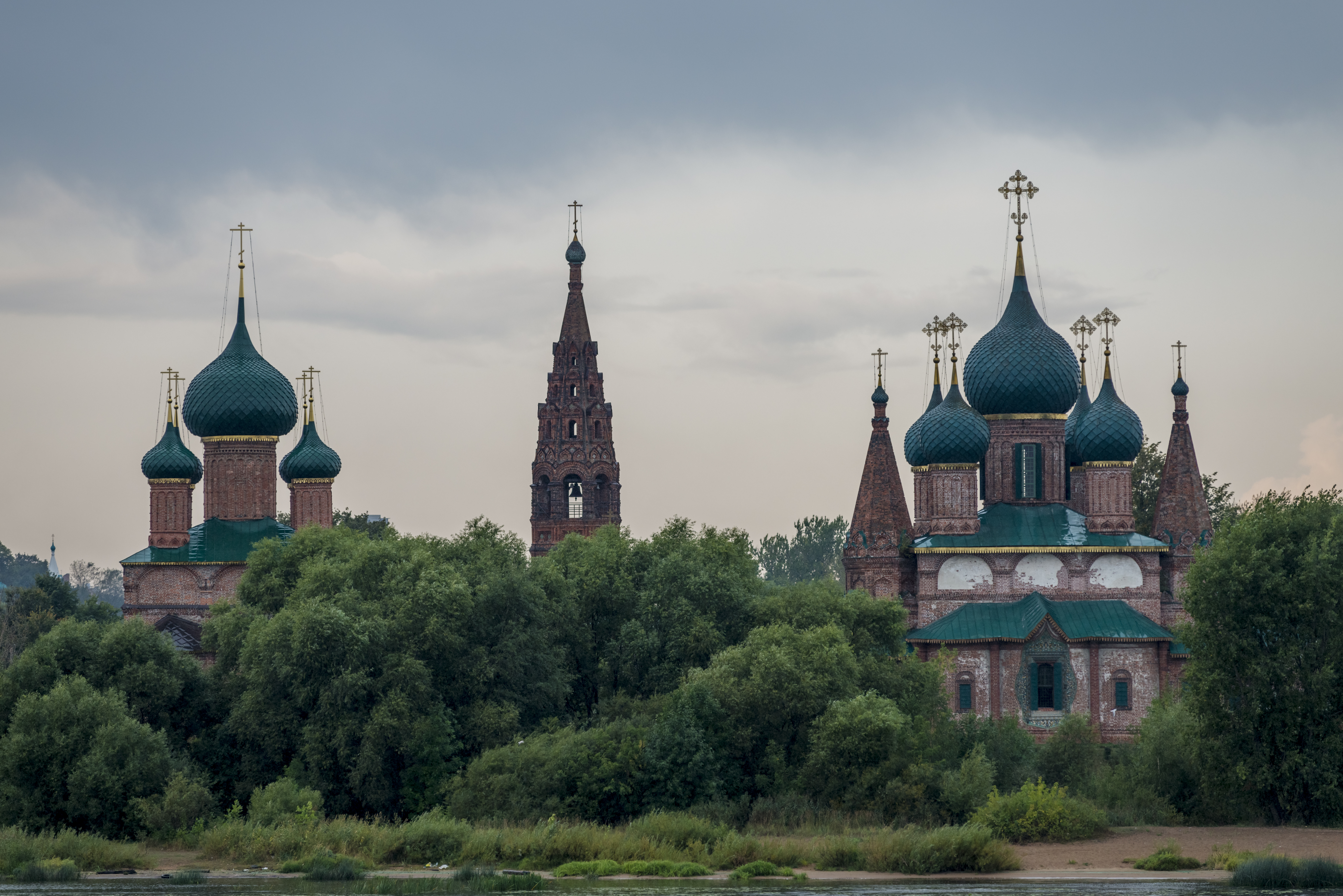
Ансамбль храмов в Коровниках (1649-1680) в 2018
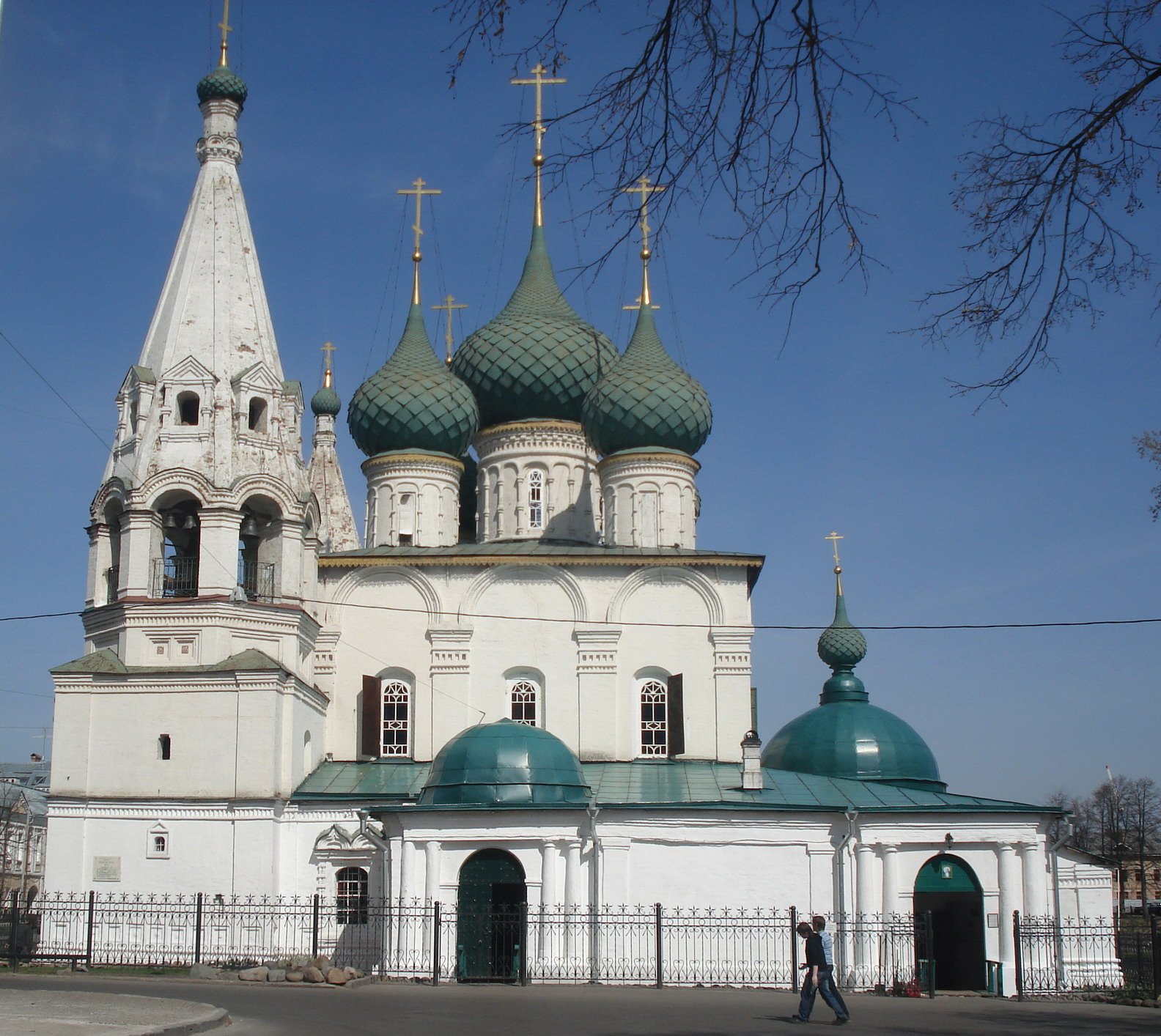
Церковь Спаса на Городу (1672) в 2009
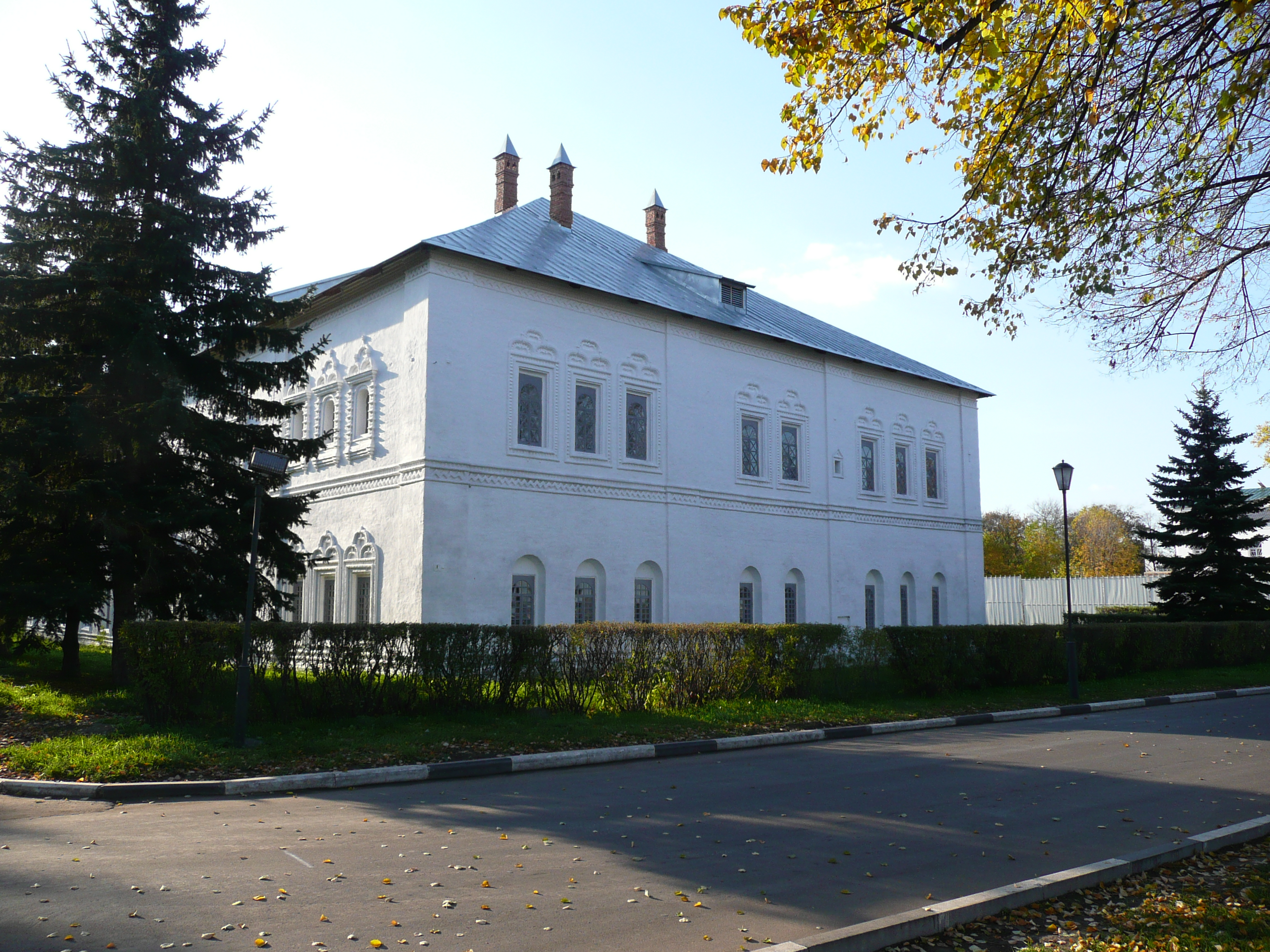
Митрополичьи палаты (1680-е) в 2010
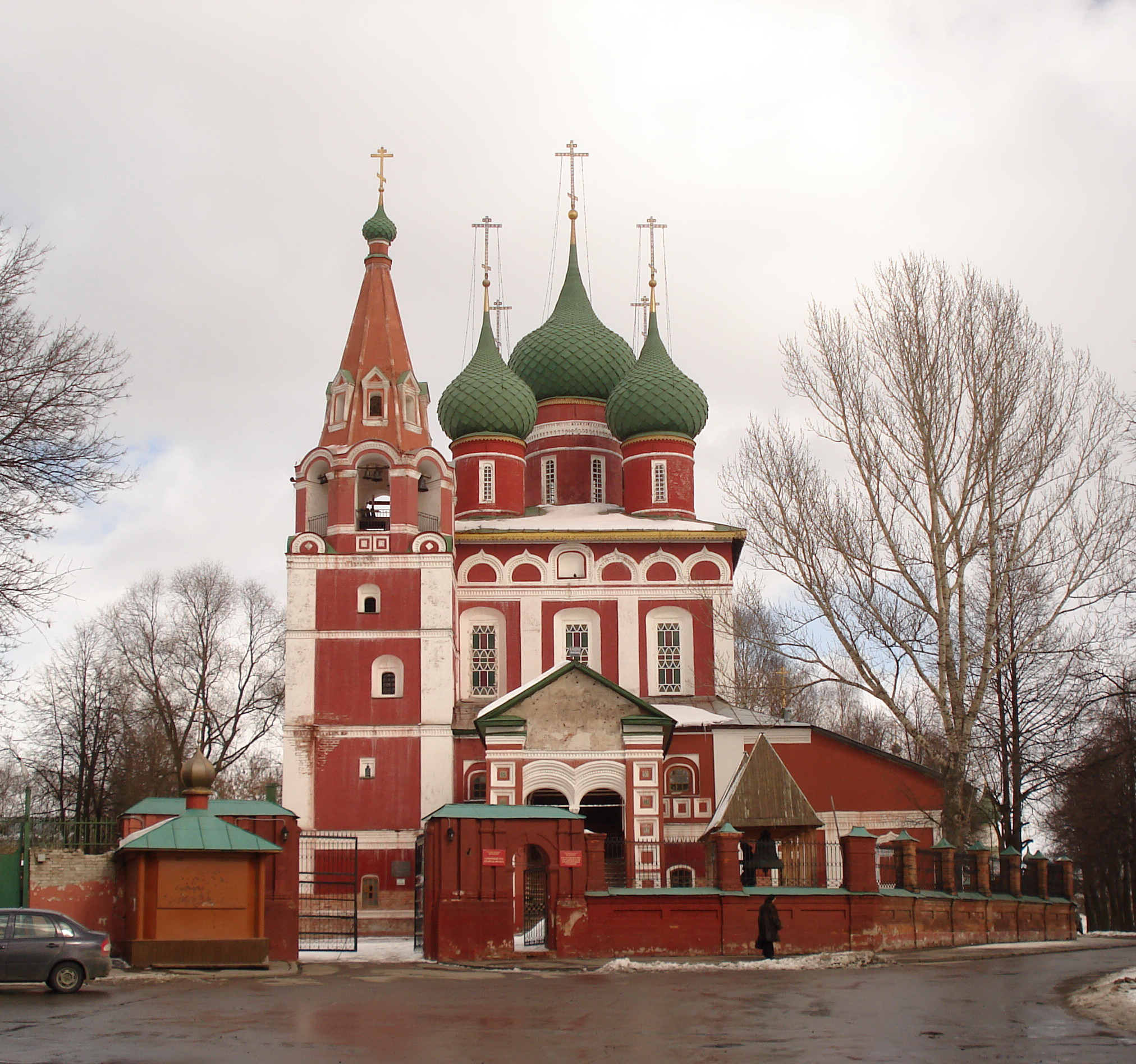
Церковь Михаила Архангела (1657—1682) в 2009
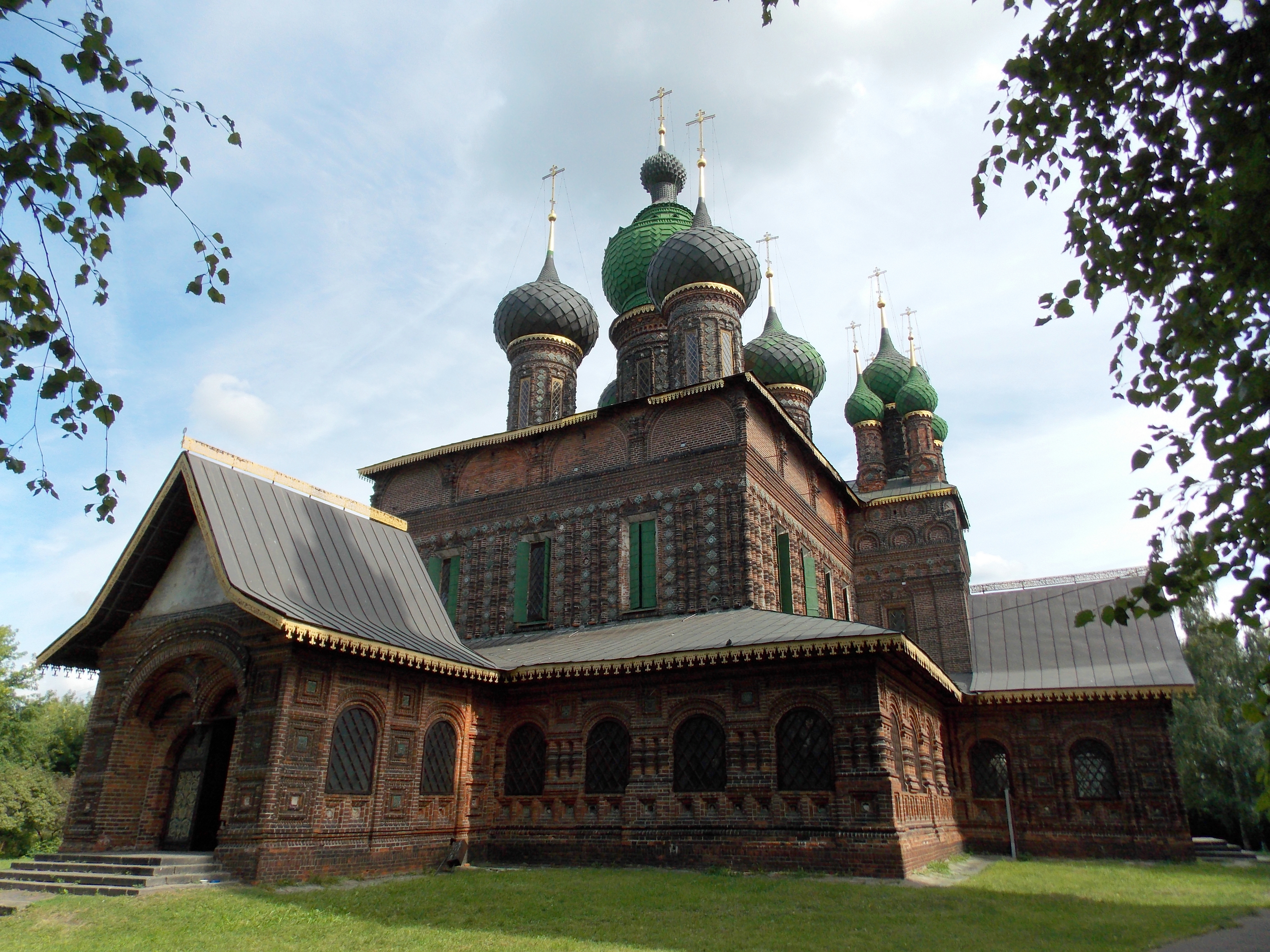
Церковь Иоанна Предтечи в Толчкове (1671-1687) в 2013
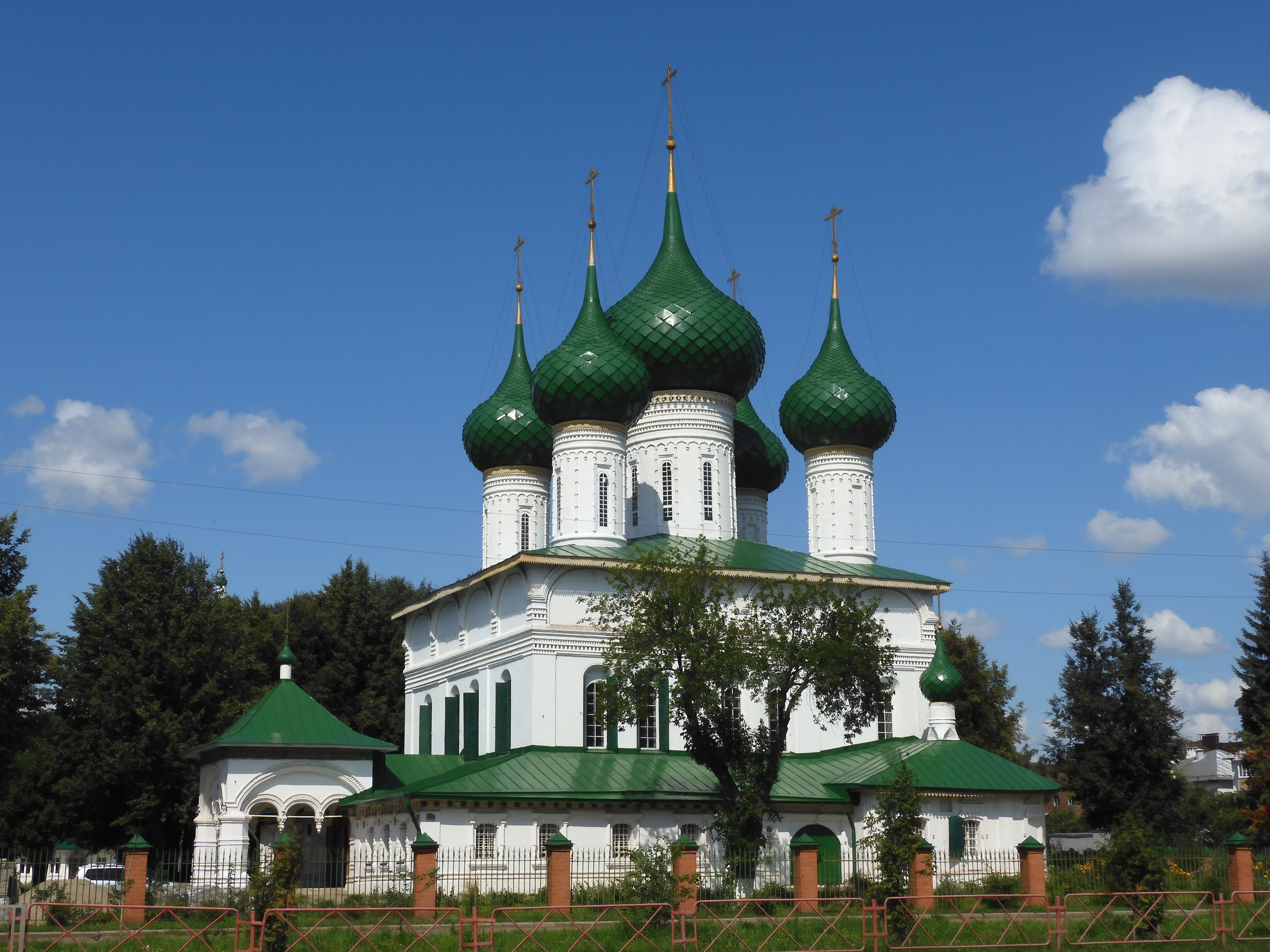
Федоровская церковь (1682-1687) в 2019
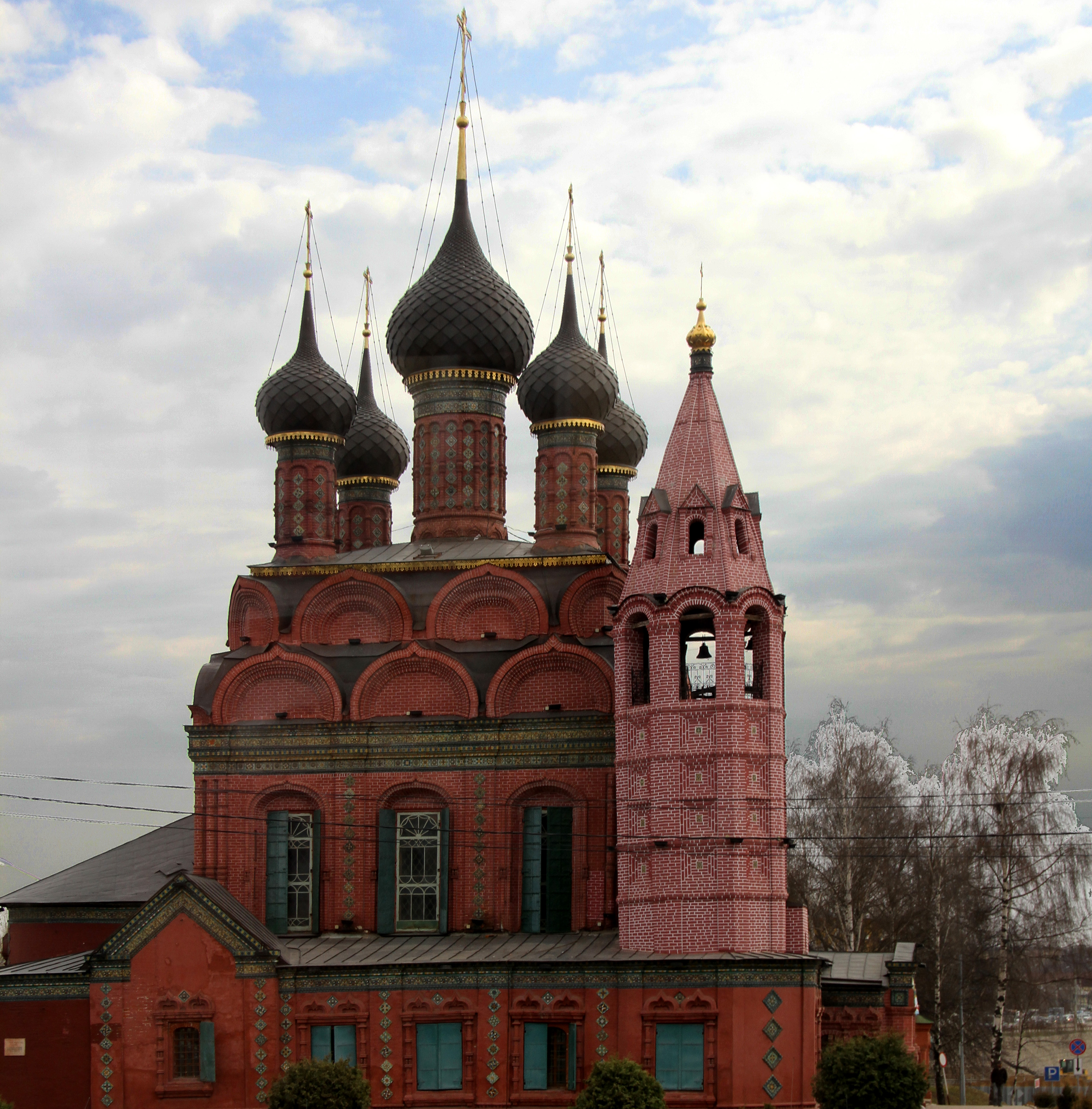
Церковь Богоявления (1684-1693) в 2012
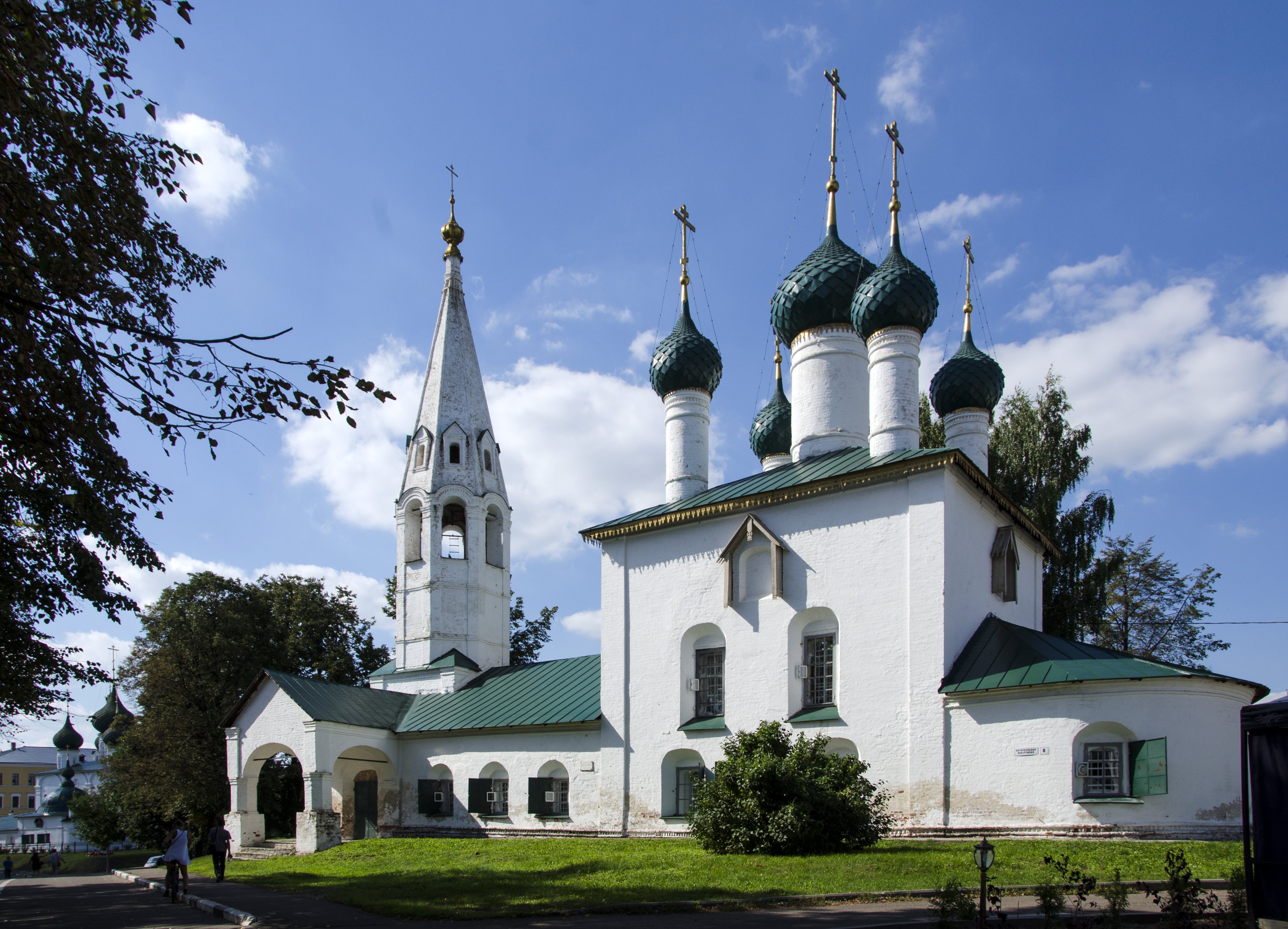
Церковь Николая Чудотворца в Рубленом городе (1695) в 2015

Иконы этого периода

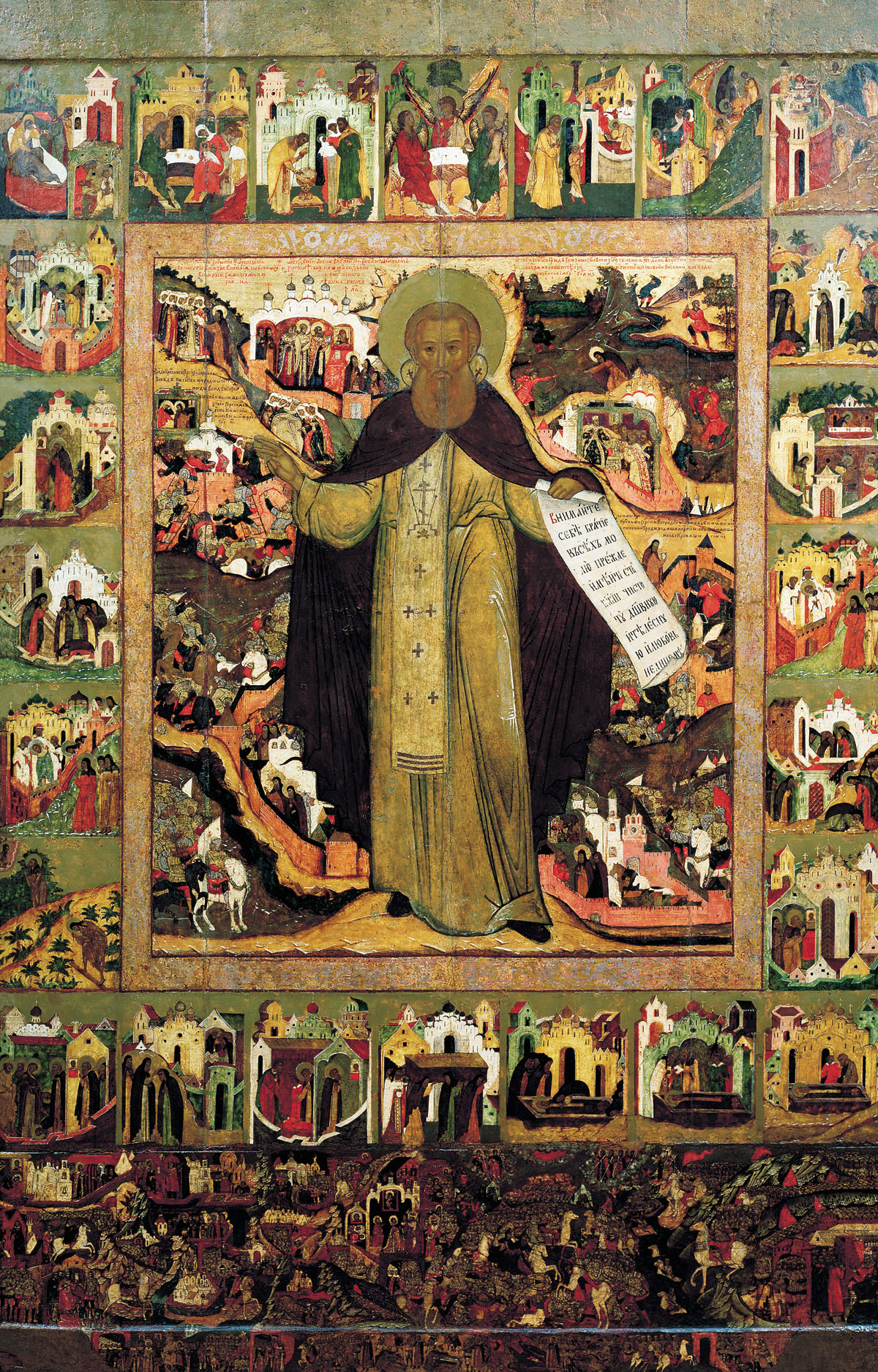
«Сергий Радонежский с житием», середина XVII века
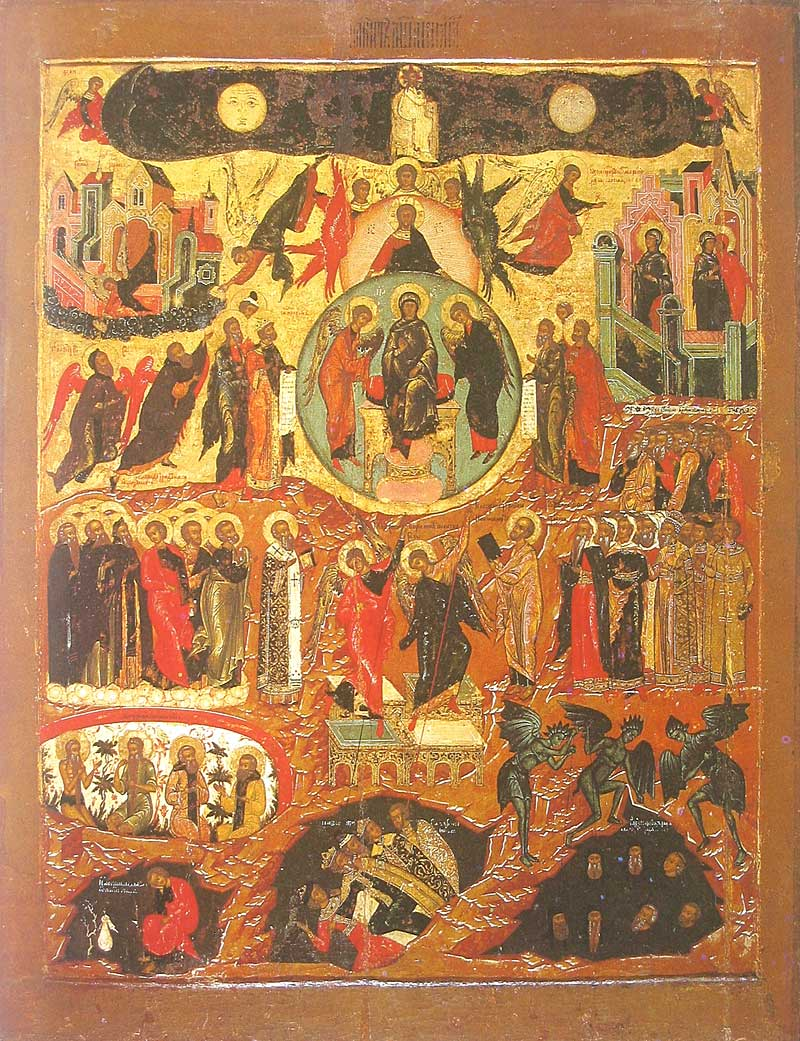
«Величит душа моя Господа», середина XVII века
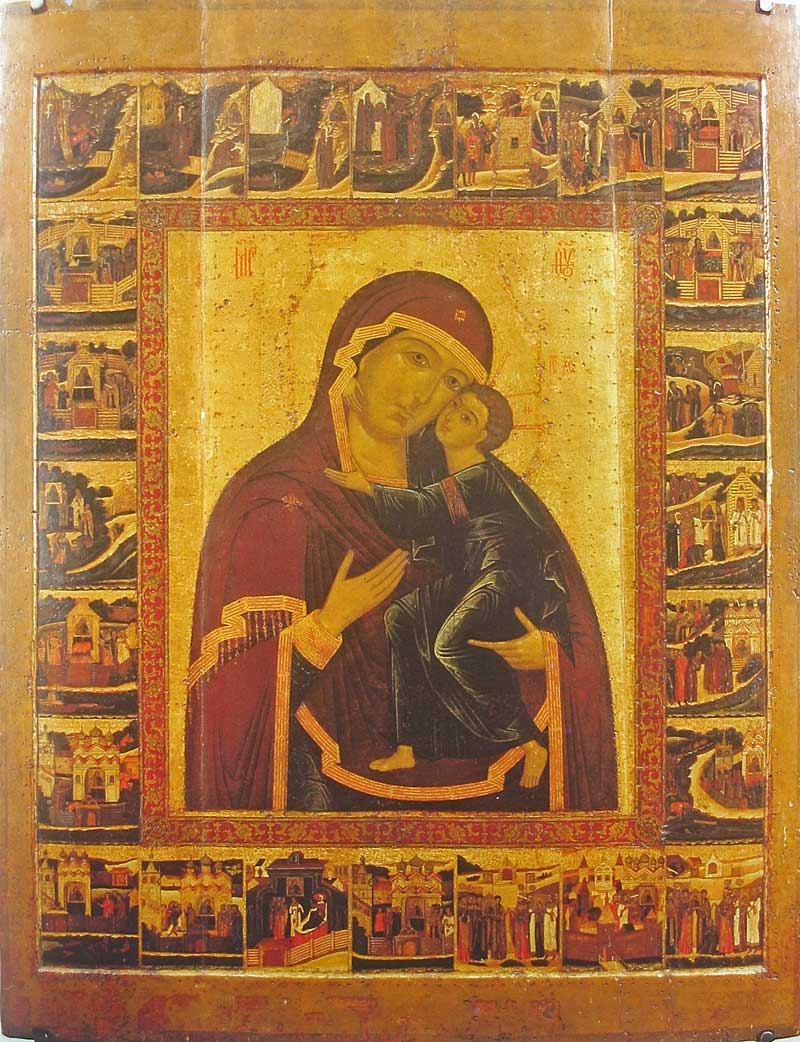
«Богоматерь Толгская с клеймами», 1655 год
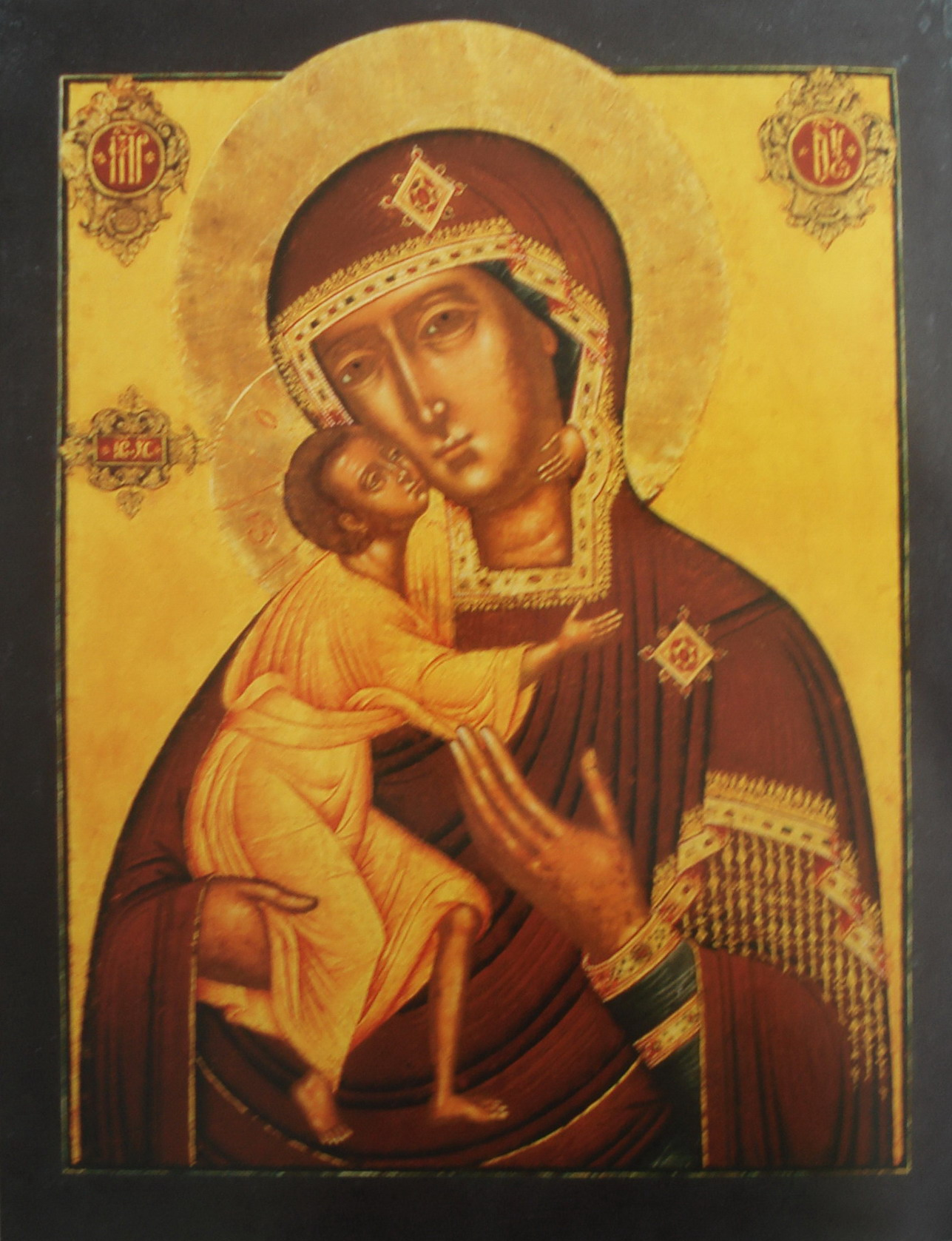
«Богоматерь Фёдоровская», конец XVII века

## Центр провинции (1719—1777)

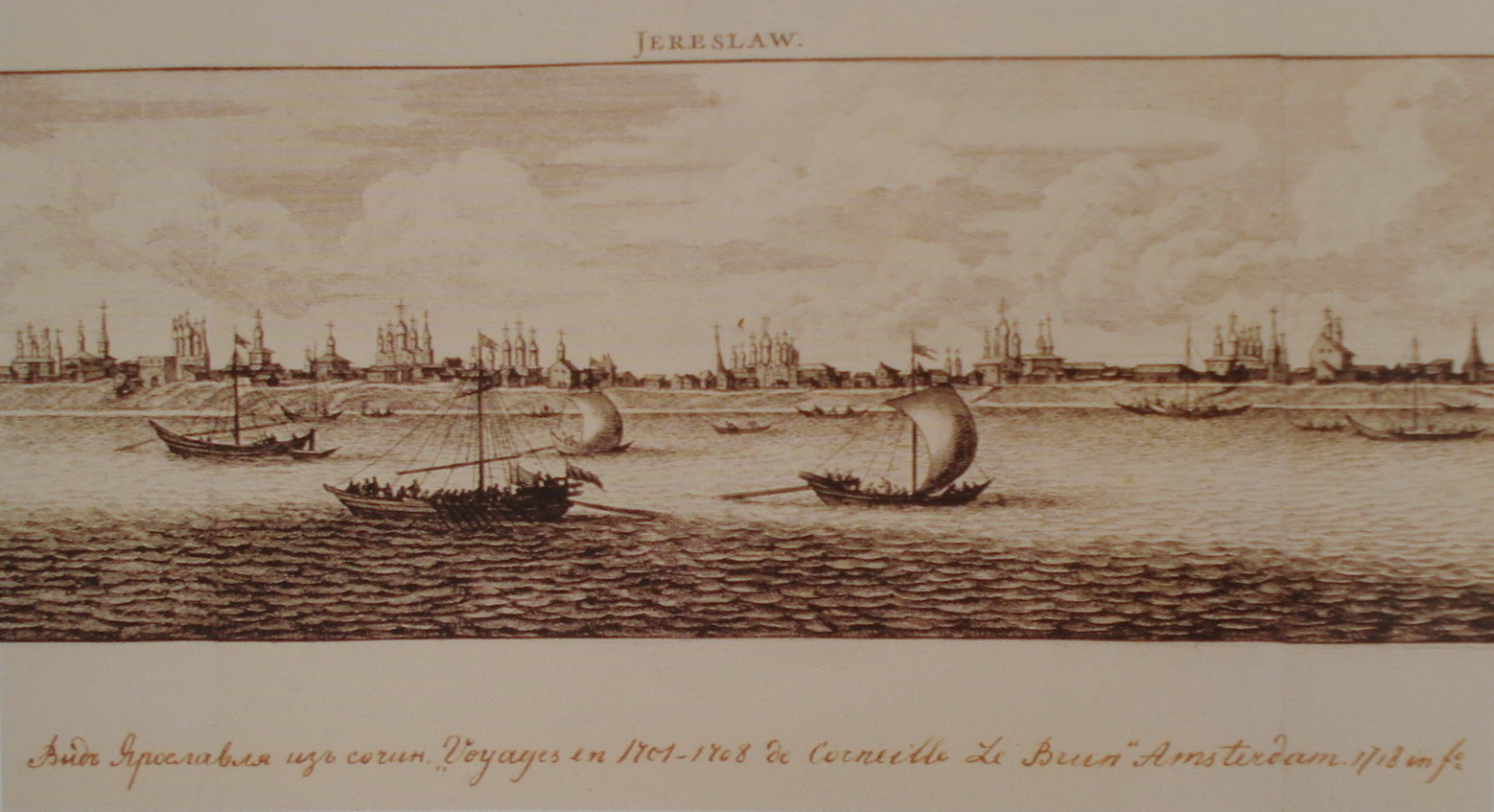
Вид Ярославля. Из сочинения «Путешествие в 1701—1708 годах Корнелия Ле Бруна». 1718 год.

На 1702 год Ярославль продолжал оставаться вторым городом после Москвы: 2236 дворов, 16 тысяч человек. В 1722 году население составило 22 тысячи человек (это при том, что общее население Российской империи за это время уменьшилось).
В 1699 году посадское население Ярославля получило право выбирать бурмистров, которые входили в бурмистерскую (земскую) избу во главе с президентом. Таким образом, власть воевод перестала распространяться на городское население. В 1720-х земская изба была преобразована в городской магистрат, в который входили президент, несколько бурмистров и ратманов. Магистрат занимался управлением городом, ведал судами, отвечал за полицейские, финансовые и хозяйственный дела, ему подчинялись городскии гильдии и цеха, с 1727 года ведал сбором податей в городе. Петровские налоги на бороду и одежду старого типа в Ярославле взимались при въезде во Власьевские ворота.
В 1692 году была учреждена городская гербовая печать — свидетельство возросшего административного статуса города — под главенство ярославского воеводы перешли Ростов и Переславль. В 1730 году был официально утверждён герб города. С 1708 года Ярославль входит в Петербургскую губернию, с 1719 года становится центром провинции той же губернии, с 1727 — центром провинции в Московской губернии. Ярославль развивается как крупный административный, экономический и культурный центр.
В 1710 году свыше тысячи жителей занимались ремёслами, по прежнему больше всего было кожевенников, затем сапожников и кузнецов. В 1693 году был учреждён почтовый тракт Москва — Архангельск, проходивший через Ярославль. Огромную транспортную роль продолжала играть Волга. В 1703—1708 годах была построена Вышневолоцкая водная система, связавшая Волгу с новой столицей — Петербургом, ставшим новым выходом из России на Запад. Смена основных торговых путей отрицательно сказалась на торговом положении Ярославля (так, были закрыты все иностранный торговые конторы) и благосостоянии его купечества, которое было вынуждено искать другие пути дохода.
Развитию в Ярославле промышленности способствовал накопленный купцами капитал, наличие торговых связей и необходимых специалистов. Сначала возникали государственные предприятия: дворы Оружейный (10 изб, несколько сараев и амбаров, 6 кузниц — довольно много по тем временам), Суконный (2 московских мастера и 20 жителей посада) и Шляпный (1 мастер, 7 работных людей и 1 ученик). Для обучения оружейному делу привезли мастеров из Тулы (для них построили 117 изб) и Голландии, шляпному — пленных шведов. Но эти предприятия были разрушены пожаром 1711 года — также пострадало 2 монастыря, 27 церквей, 16 городских башен, полностью сгорели 36 торговых рядов, более 700 лавок, около 1,3 тысяч жилых домов.
В 1722 году купцом Гостиной сотни Максимом Семёновичем с сыновьями Иваном, Дмитрием и Гаврилой Затрапезными, и голландцем Иваном Тамесом началось строительство полотняно-бумажной мануфактуры на правом берегу Которосли на окраине пригородного села Меленки у Кавардаковского ручья — одной из самых первых и крупных в стране. В первые годы на 172 станах работали более 500 человек, через пять лет было уже 1406 рабочих (860 мужчин и 546 женщин). В 1723 году при мануфактуре построили шёлкоткацкое предприятие — «лентовую фабрику». По указу 1736 года за предприятиями были закрепленны нанявшиеся на них вольные рабочие. Иван Тамес вскоре продал свою долю; после 1727 года главой дела был Иван Затрапезный.
Мануфактура возводилась по плану, включавшем не только производственные постройки и необходимые для работы пруды, но и усадьбу владельца с парком, распланированные жилые кварталы, а также церковь Петра и Павла, возведённую в 1736—1742 годах по образцу столичного Петропавловского собора, единственный памятник петровского барокко в городе.
В 1742 году мануфактура была разделена: полотняное производство отошло к сыну Ивана Затрапезного Алексею и стало называться Ярославской Большой мануфактурой (во второй половине XVIII века насчитывалось 6 тысяч работников), а бумажное производство (Малая мануфактура) — Дмитрию (к 1770-м было 3 тысячи рабочих на 386 станках). Затрапезным предоставлялись различные льготы: освобождение от налогов и государственной службы. Предприятия отчитывались не перед воеводой, а только перед Мануфактур-коллегией.
Продукция Большой мануфактуры, выпускавшей льняные изделия, обладавшие сложным рисунком, прочностью и хорошей выработкой, пользовалась спросом на рынке. В 1765 году эту мануфактуру купил Савва Яковлев — при нём численность рабочих увеличилась до 9 тысяч человек, а изделия стали поставляться к императорскому двору. В середине XIX века производство было перенесено на берег Которосли; ныне на месте полотняной мануфакутры Затрапезных расположен Петропавловский парк.
Малая мануфактура была куплена купцом Г. Углечаниновым в конце XVIII века. При нём она имела 220 станков и развивала полотняное и шёлковое производство. Пряжа закупалась у местных жителей, шёлк привозили из Персии, хлопчатобумажную пряжу — из русских владений в Средней Азии, краски — из Астрахани и Кизляра.

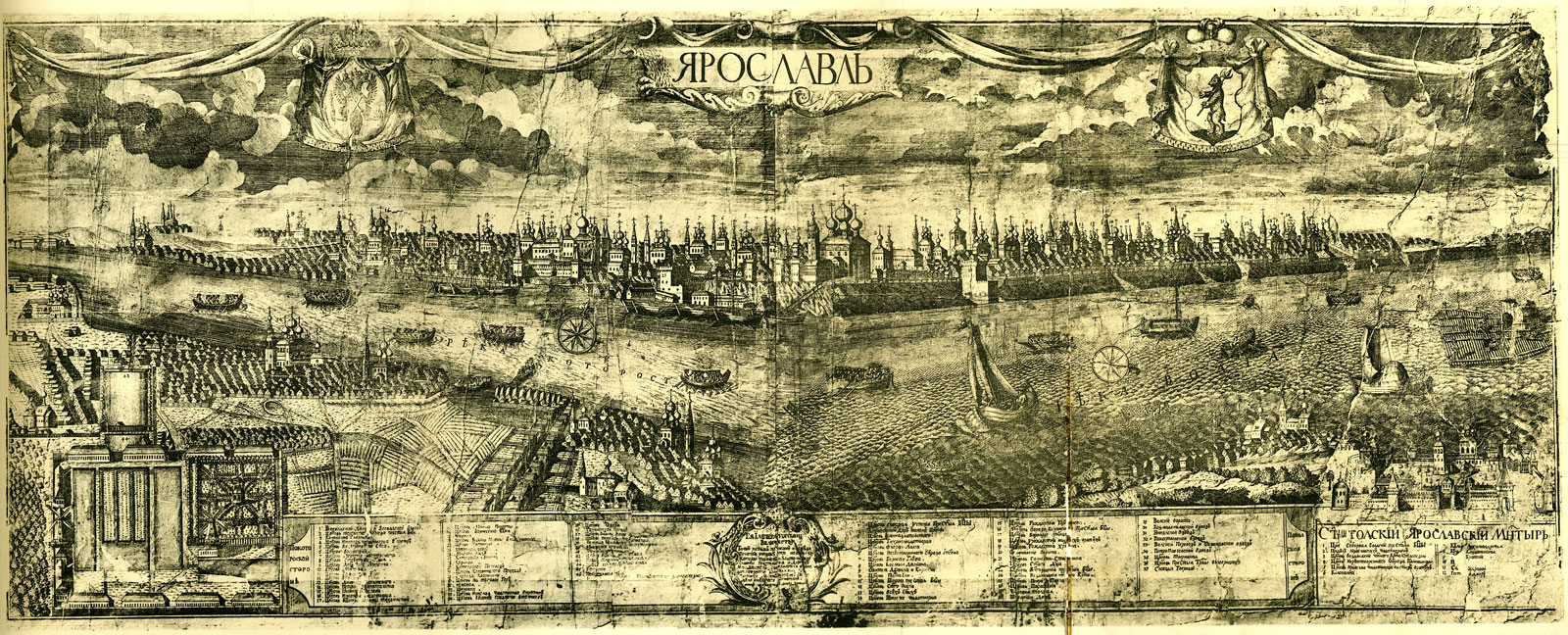
Ярославль на гравюре 1731 года

Продолжало развиваться и ремесленное производство — всего было 36 промыслов: кожевенное производство (46 заведений восьми отдельных промыслов), крупяное (21), свечное (13) и кирпичное (11 заведений) дела. В основном это были небольшие мастерские, но встречались и крупные, как заводы Ивана Кучумова (25 тысяч кож в год), Александра Патрикеева (50 тысяч шляп в год), Ивана Затрапезнова (200 тысяч кирпичей в год). Ярославские изделия продавались в столицах, других городах и за границей. Частично сохранилась и торговая роль города. К 1770 году в нём был 541 купец.
В 1718 году была открыта цифирная школа — первое учебное заведение в городе. В 1747 году в Спасском монастыре была открыта Ярославская духовная славяно-латинская семинария, через 30 лет в ней обучалось 300 воспитанников. В городе действовали богадельни, финансировавшиеся частными лицами и приходскими церквями (в 1717 году их было 12, а в 1777 — 20).
10 июля 1750 года Фёдор Волков основал в Ярославле первый в России общедоступный театр, через год для театра было построено специальное здание на Никольской улице, открывшееся 7 января 1751 года. Но уже в январе 1752 года театр был вынужден по приказу императрицы Елизаветы Петровны переехать в столицу. Но театральное дело в городе продолжало существовать: спектакли устраивались в учебных заведениях и в домашних театрах.
Каменное строительство в Ярославле возобновилось в 1720-х годах. Были построены храмы Флора и Лавра (1712), Варвары Великомученицы (1715), Рождества Богородицы (1720), летняя и зимняя церкви Семёновского прихода (1723—1728), церкви Пятницы Калашной (1739), Похвалы Богородицы (1748) и другие. Из светских строений сохранились дома Корытова, Петеревского, Клирикова, аптекаря Дуропа и некоторые другие.
В целом, в городе сохранялась стихийная застройка. Скученность деревянных домов создавала постоянную пожароопасную обстановку. Наиболее крупный пожар произошёл 25 июня 1768 года и уничтожил треть зданий, после него даже была запрещена топка печей летом. Хотя въезды в Земляной город с больших дорог (Угличской, Романовской, Московской) по прежнему были через башни, но в целом оборонительные сооружения находились в неудовлетворительном состоянии. Земляной город по прежнему был окружён рвом, валом и обветшавшими деревянными стенами с 19 башнями.

## Центр наместничества (1777—1796)

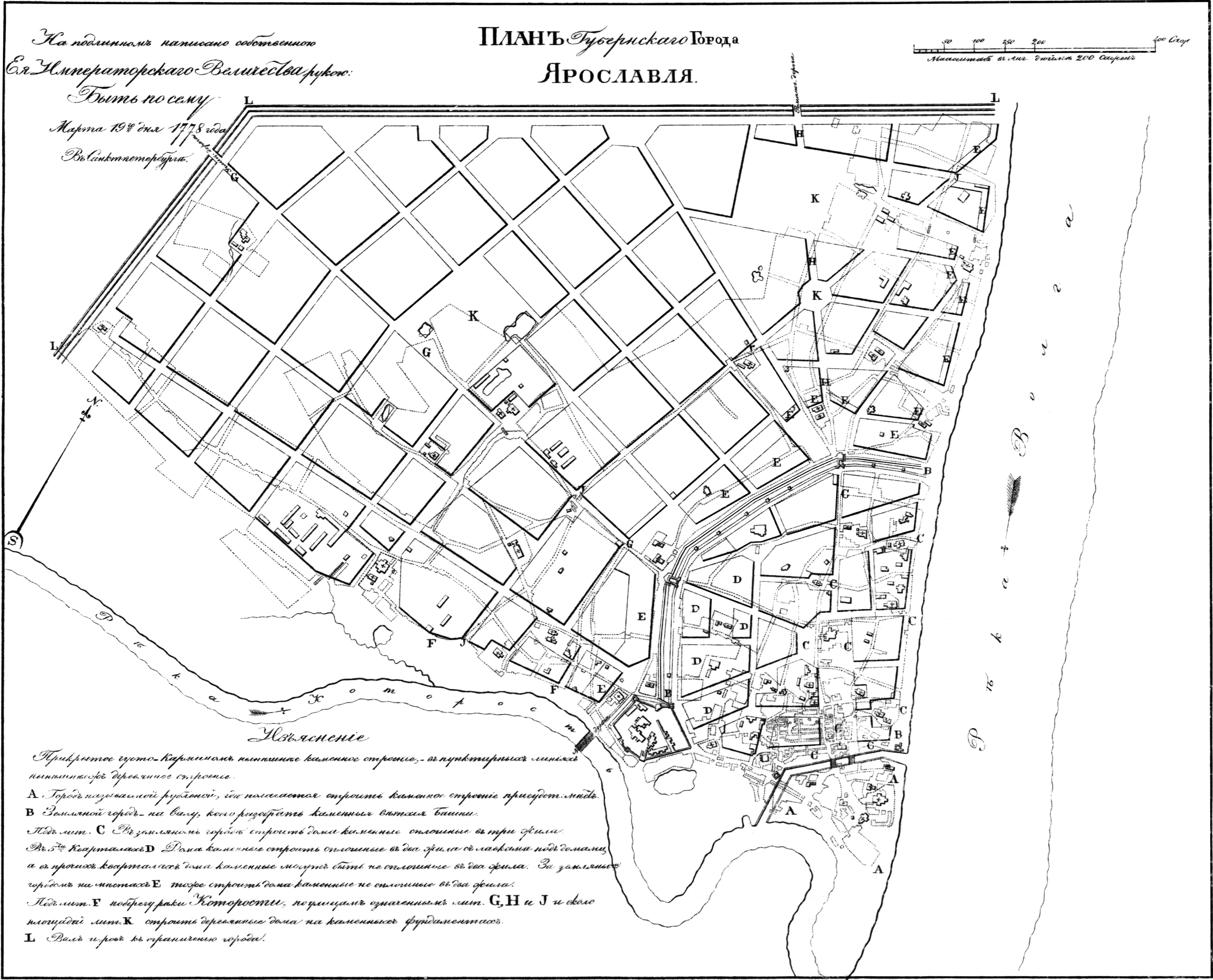
Регулярный план 1778 года. Пунктиром обозначены границы существовавшей застройки

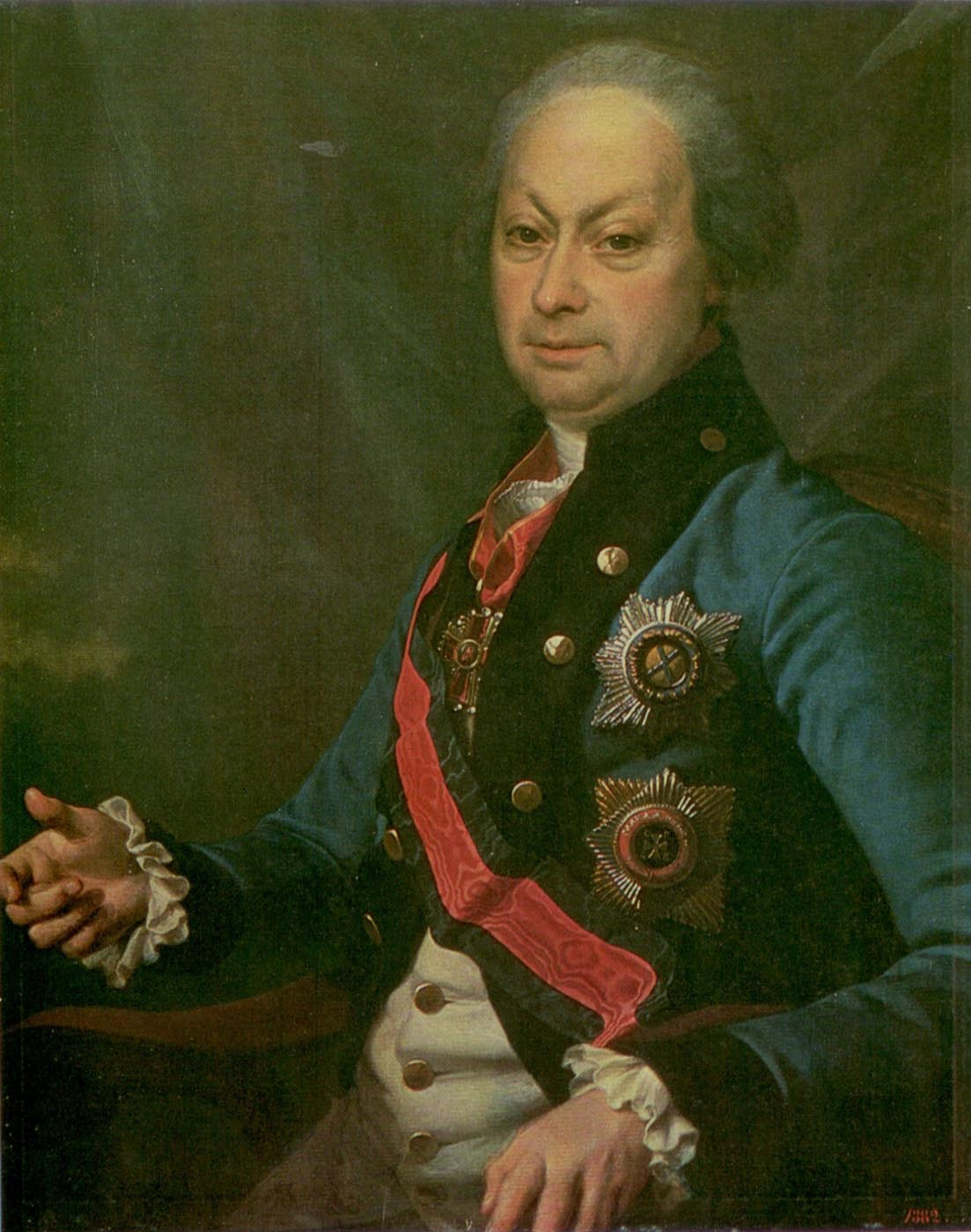
Д. Г. Левицкий. Мельгунов, Алексей Петрович — первый ярославский генерал-губернатор

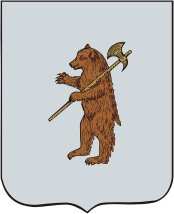
Герб Ярославля (1778)

В 1777 году Ярославль становится центром наместничества и соответствующей ему губернии, сделавшись крупным административным центром. В это время в городе проживало около 15 тысяч жителей. В 1785 году Екатерина II подписывает «Грамоту на права и выгоды городам Российской империи», определившую права горожан, а также структуру городского сословного самоуправления (городской голова, бурмистры и ратманы в магистрате, старосты, судьи, городская дума с распорядительными функциями). Городское население было разделено на 6 сословных групп. Органы сословного представительства и дума находились под контролем наместника.
Ярославский генерал-губернатор Алексей Петрович Мельгунов реализует в городе и крае культурные и социальные инициативы, широко занимаясь благотворительностью и просвещением.
В 1786 году в Ярославль из Ростова была перенесена кафедра Ростовской епархии (с тех пор это Ярославская и Ростовская епархия). Спасский монастырь, в связи с этим, был преобразован в Архиерейский дом. В 1788 году в библиотеке последнего настоятеля монастыря было найдено уникальное произведение древнерусской литературы «Слово о полку Игореве».
В 1778 году был утверждён первый регулярный план застройки Ярославля, разработанный архитектором Иваном Старовым. Центром новой планировки города стала церковь Ильи Пророка, вокруг неё была создана Ильинская площадь, на которой построены здания губернских присутственных мест, казённых палат и дворца наместника. От главной площади лучами расходились улицы к проездным башням Земляного города: Рождественская улица к Угличской башне, Угличская — к Власьевской, Ильинская — к Семёновской, а в сторону Стрелки протянулась огромная Парадная площадь. За снесённые для перепланировки города дома выплачивались средства из казны на строительство новых. Главный стиль строительства в этот период — классицизм. К концу XVIII века в городе было уже 334 каменных дома и 785 каменных лавок.
В конце века в Ярославле насчитывалось 180 фабрично-заводских предприятий.
В 1777 году в Ярославле основано училище для дворянских детей (дворянская гимназия) и народная школа при городской богадельне (городовая школа). Там преподавали закон Божий, историю, географию, грамматику, рисование, французский и немецкий языки. 22 сентября 1786 года открылось Главное народное училище для детей всех сословий и Дом призрения ближнего (воспитание сирот, забота об увечных и престарелых обоих полов и всех сословий), в котором обучались 56 мальчиков и 24 девочки.
В 1783 году было разрешено свободное открытие типографий и в 1784 году в Ярославле появилась первая в русской провинции типография — владельцы Н. Ф. Уваров, А. Н. Хомутов и Н. И. Коковцев. За первые 5 лет было выпущено 20 книг. Ярославский генерал-губернатор Алексей Петрович Мельгунов выделил средства на создание органа масонского просвещения — ежемесячного журнала «Уединённый пошехонец» (редактор — В. Д. Санковский, выходил в 1786—1788 годах) — это был первый провинциальный журнал в стране. В нём публиковались материалы по истории, домоводству, стихи, особо важные новости, очерки об уездных городах. Всего вышло 24 номера по 70-80 страниц. Журнал прекратил издаваться в связи со смертью А. П. Мельгунова.
Постройки этого периода

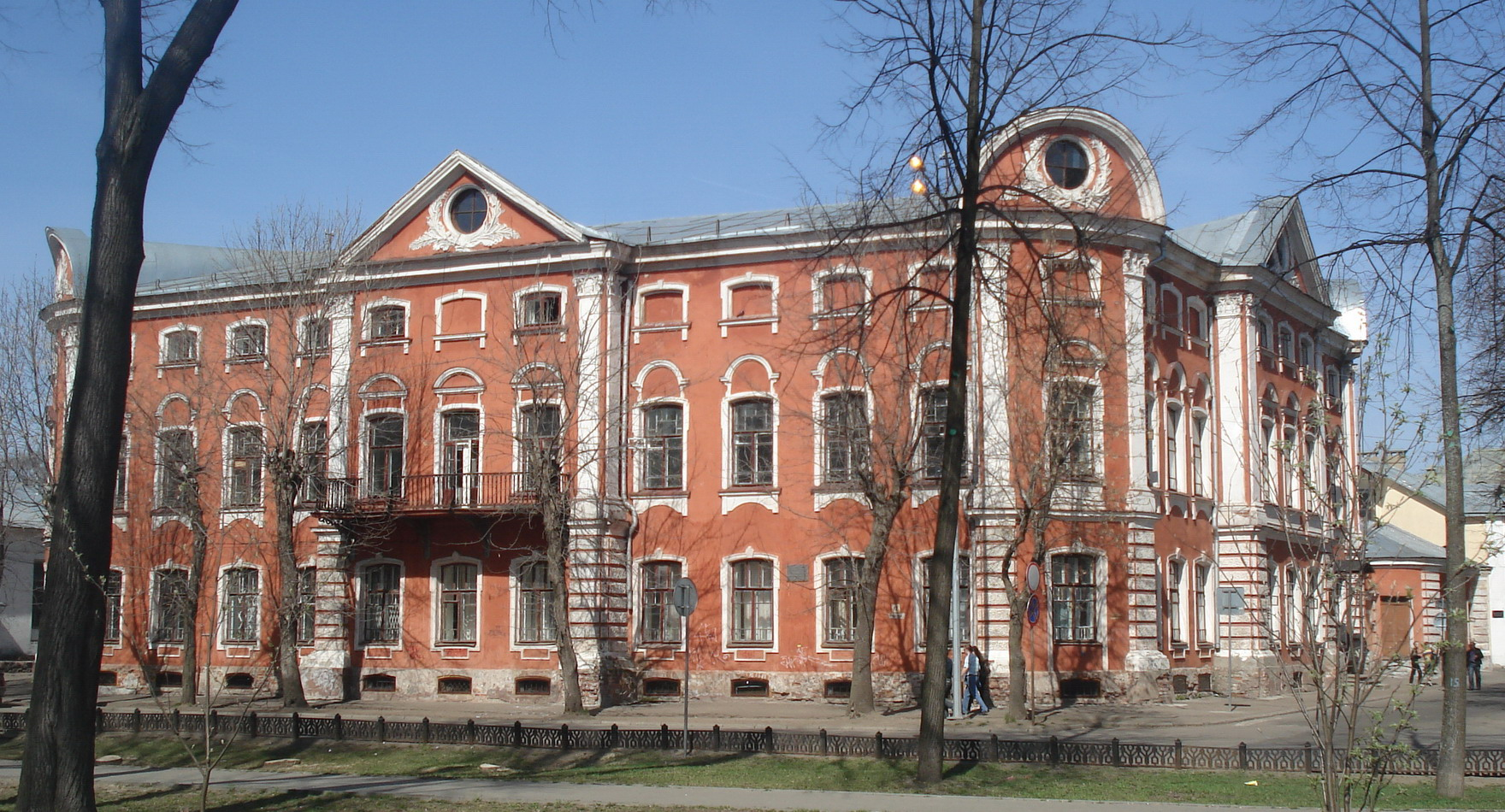
Усадьба Вахрамеева, ныне здание Ярославской духовной семинарии (1780-е) в 2009
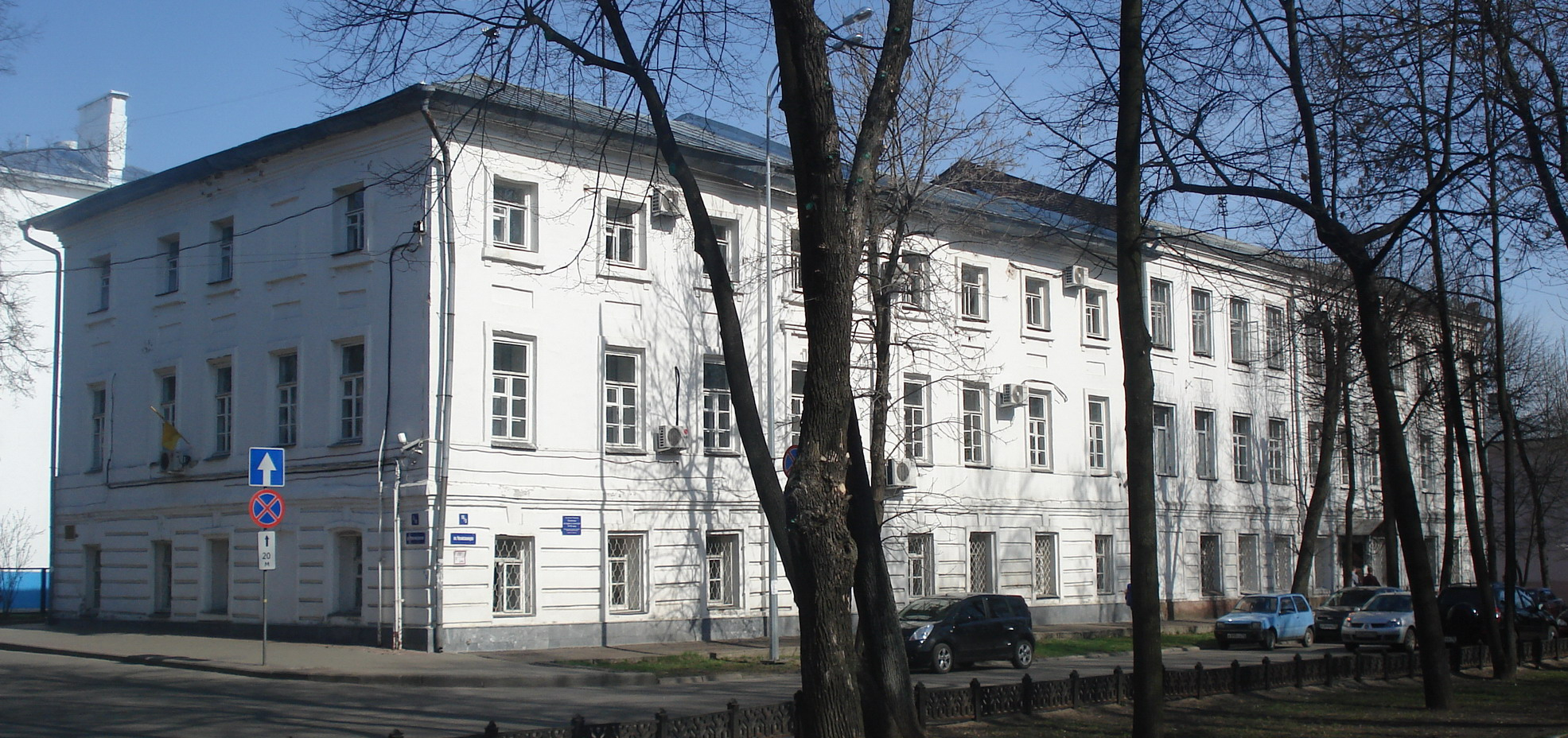
Бывшая банковская контора — образец рядовой казённой застройки
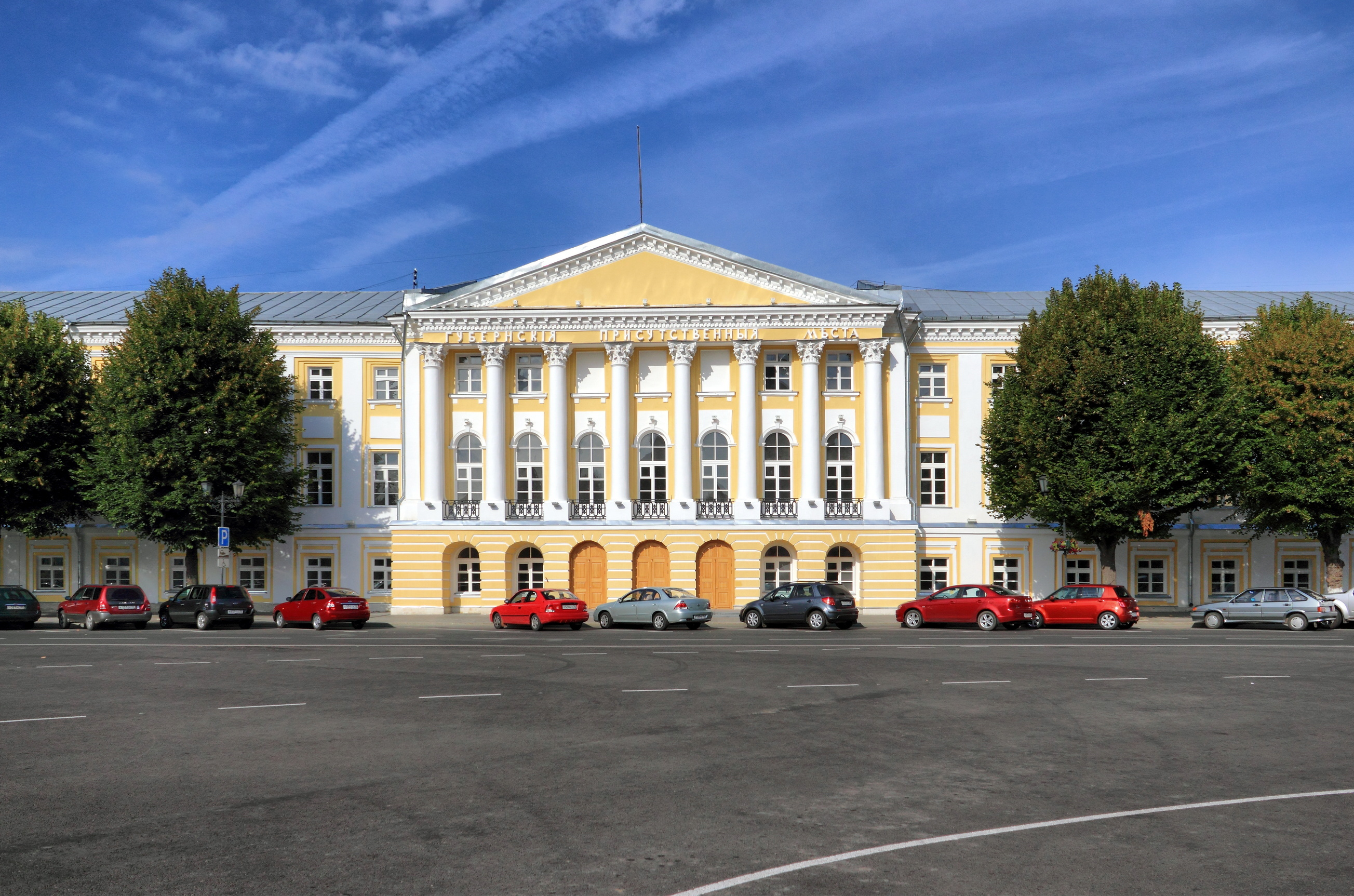
Бывшие Губернские присутственные места (1781-1784) в 2011
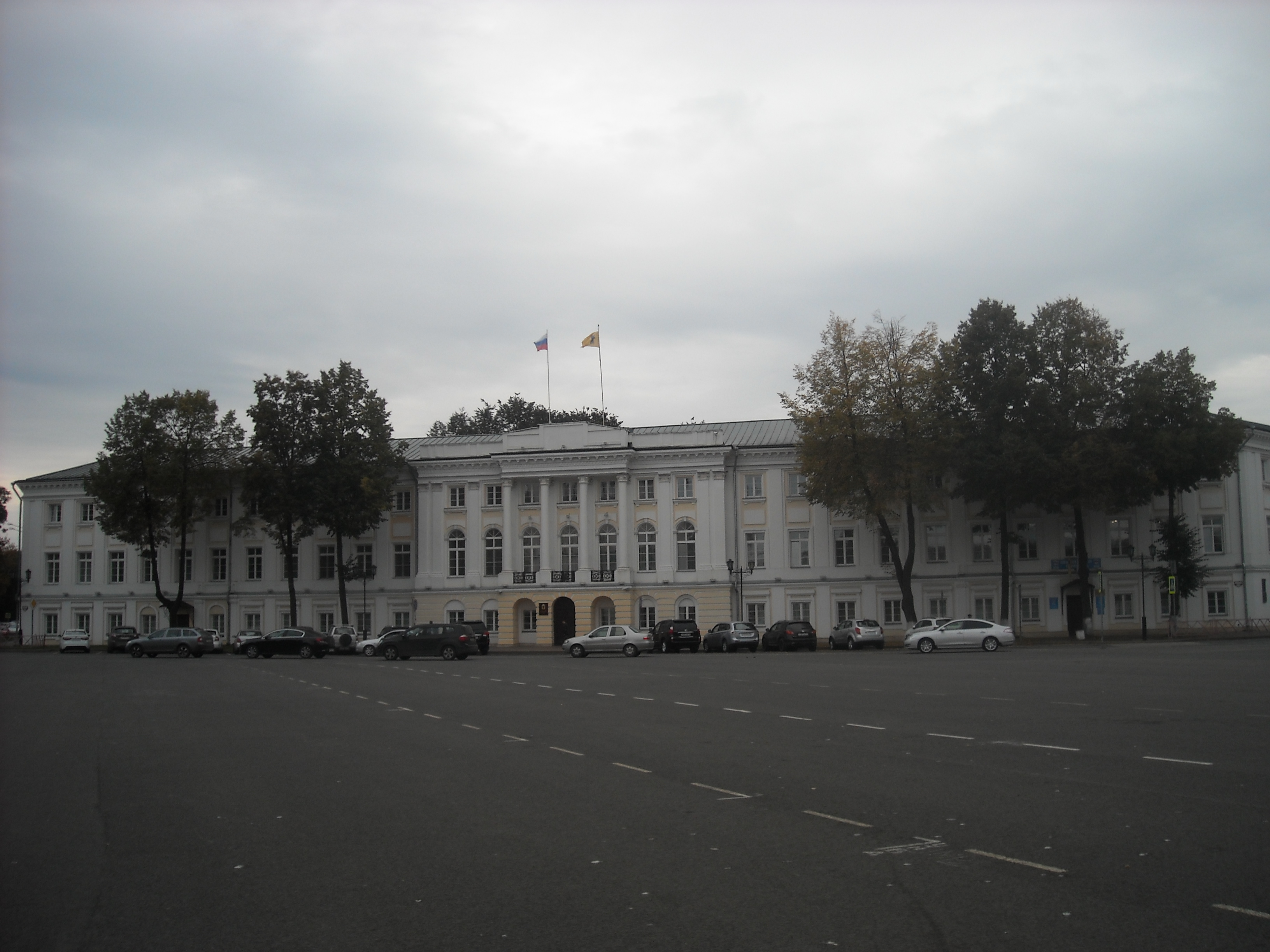
Бывшие Казённые палаты (1785-1787) в 2015
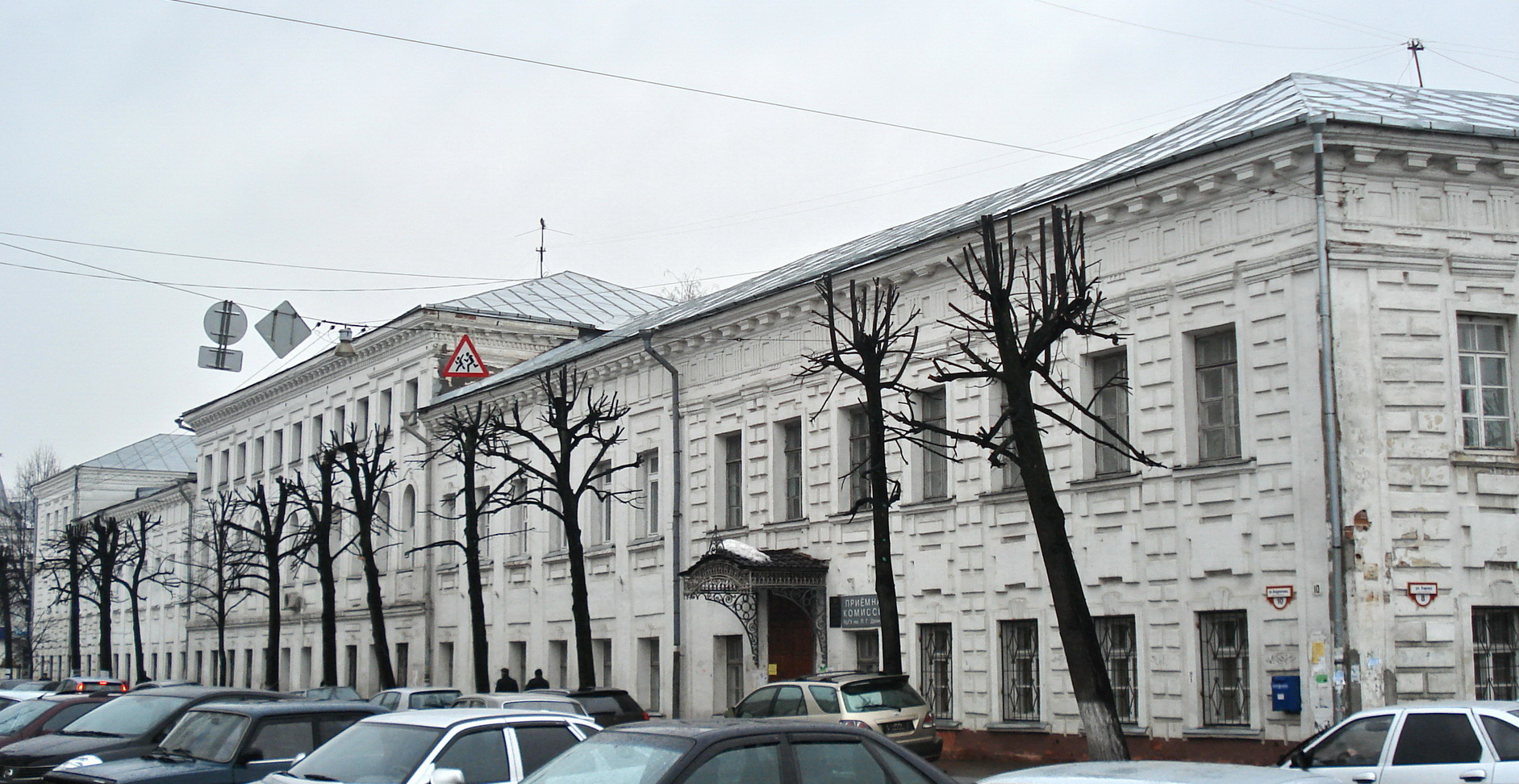
Бывший Екатерининский дом призрения ближнего (1785-1787) в 2009
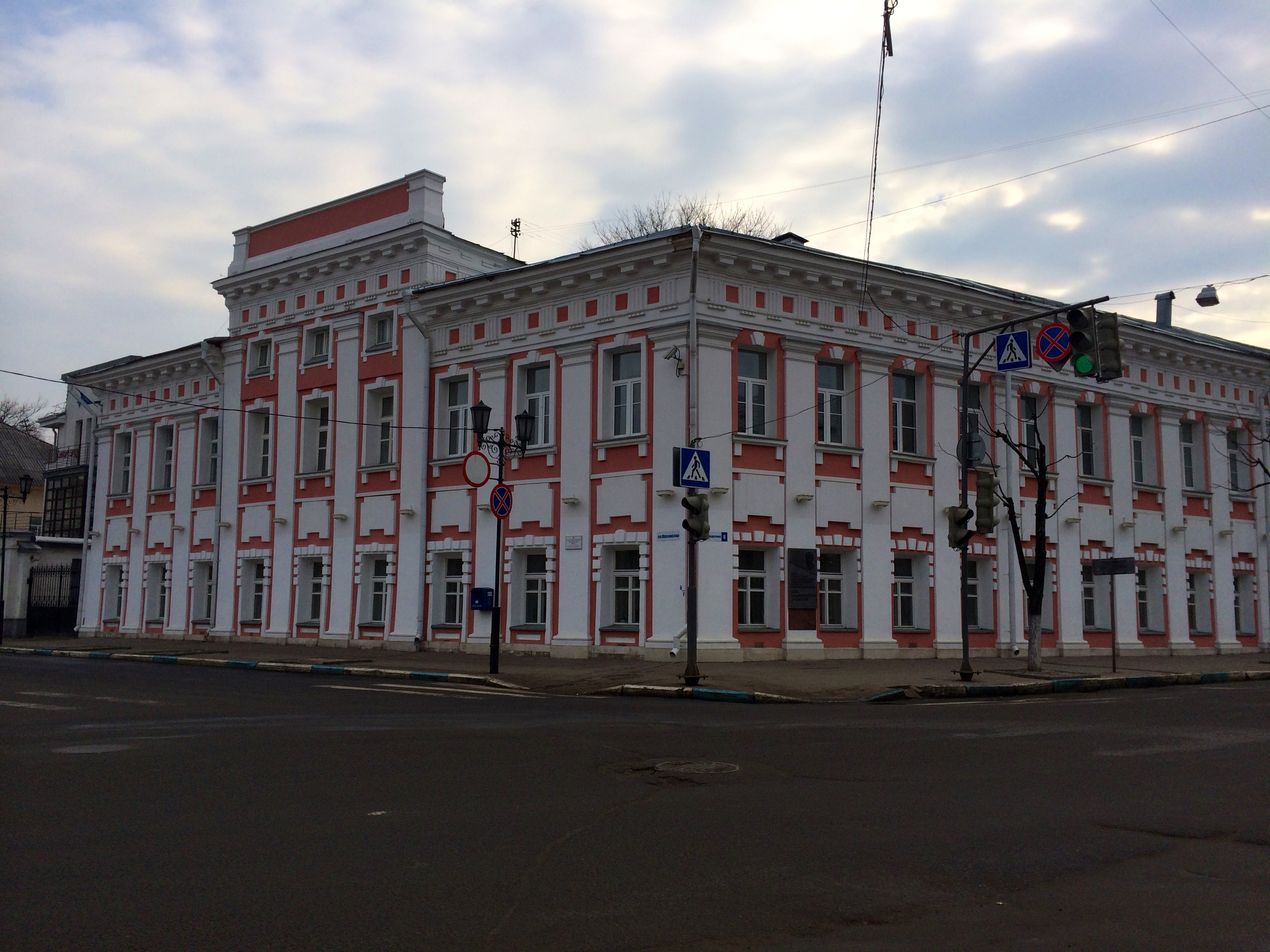
Бывший дом вице-губернатора (1785-1787) в 2014
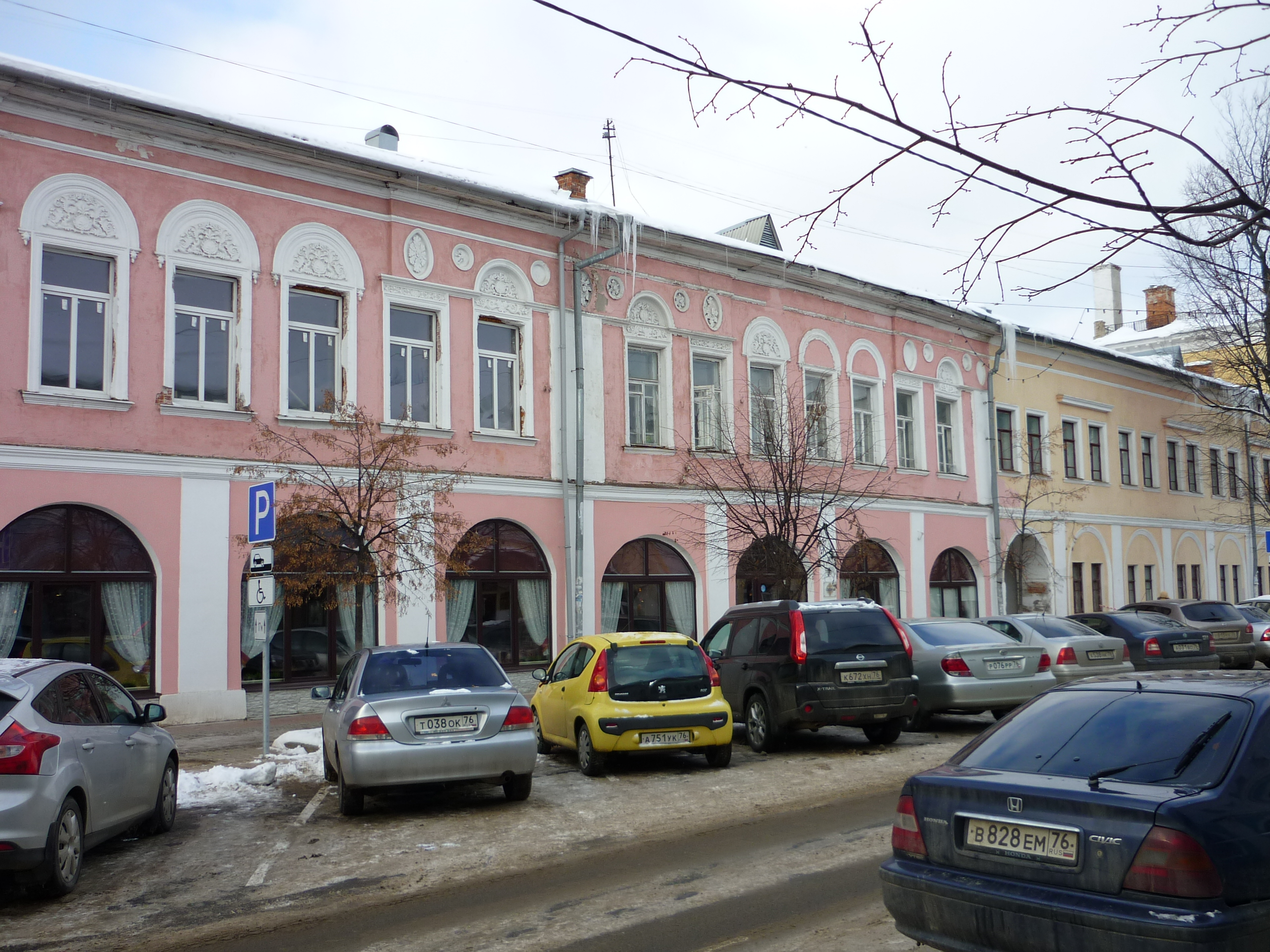
Бывшие здания старого гостиного двора (1780-е) в 2014

## 1796—1917 годы

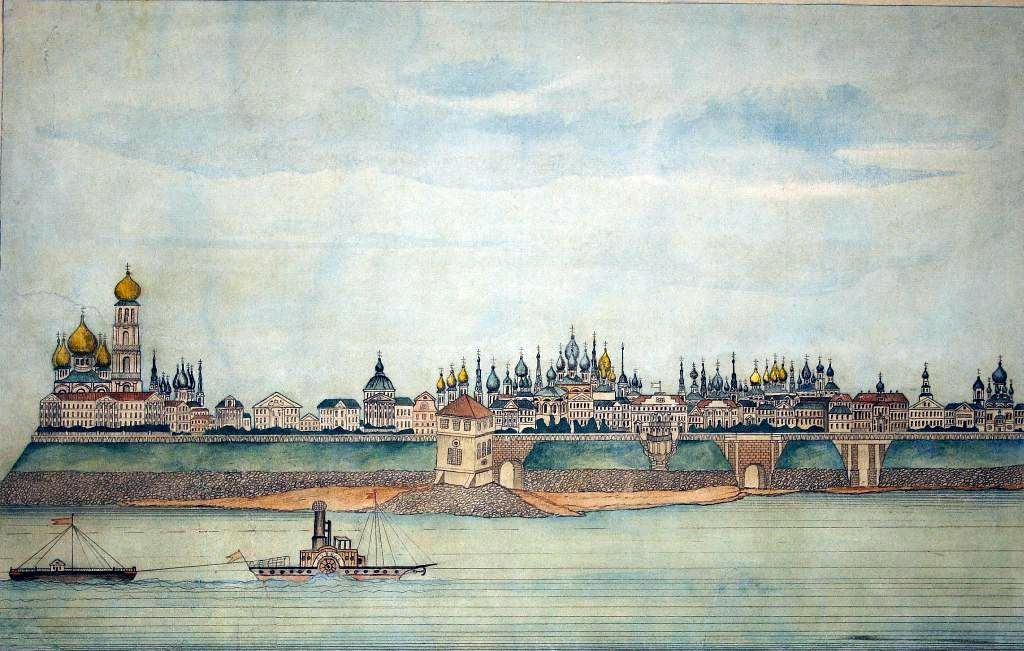
В. Г. Башков. Вид города Ярославля. 1856 год.

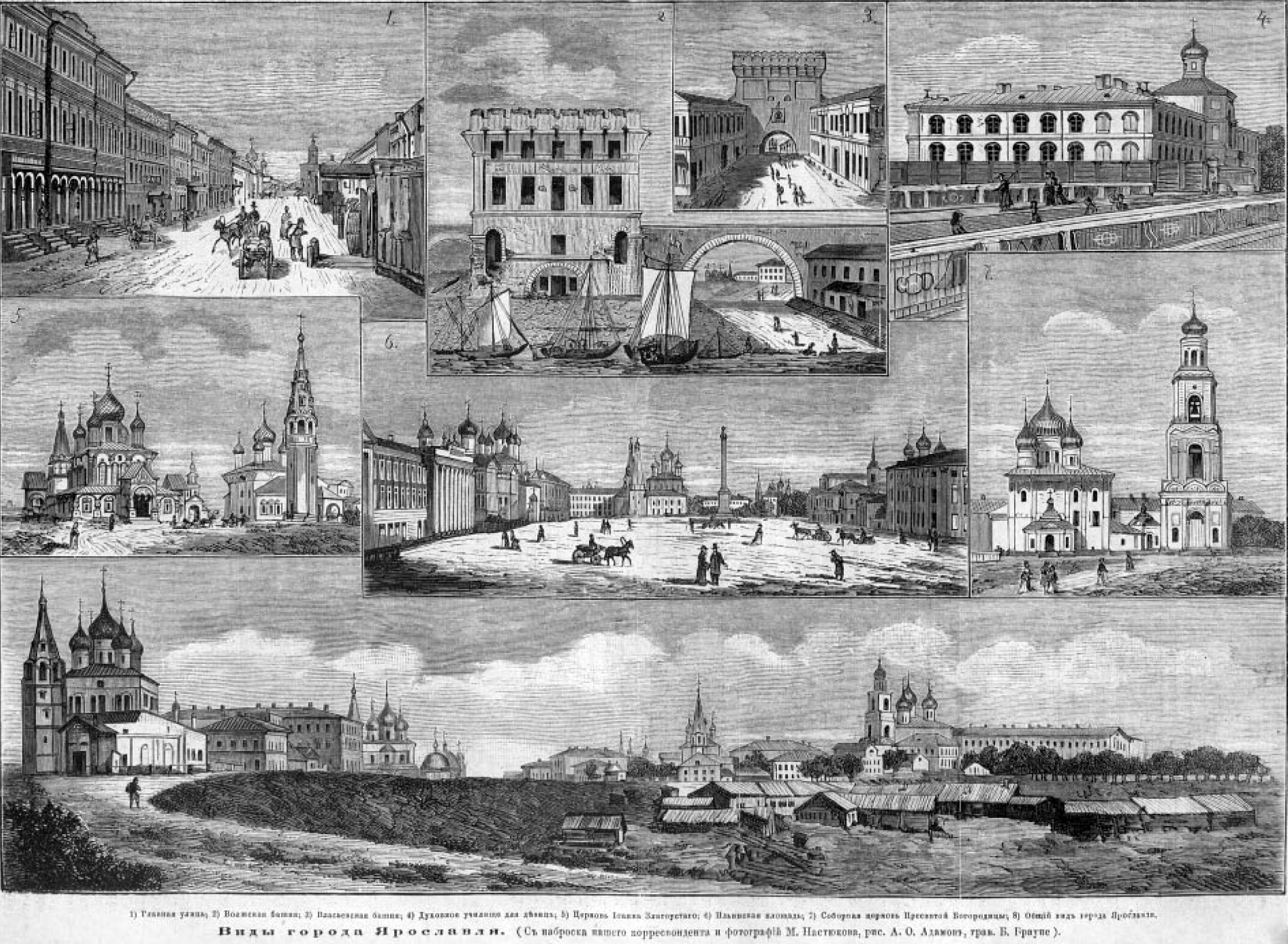
Виды Ярославля, 1877 год

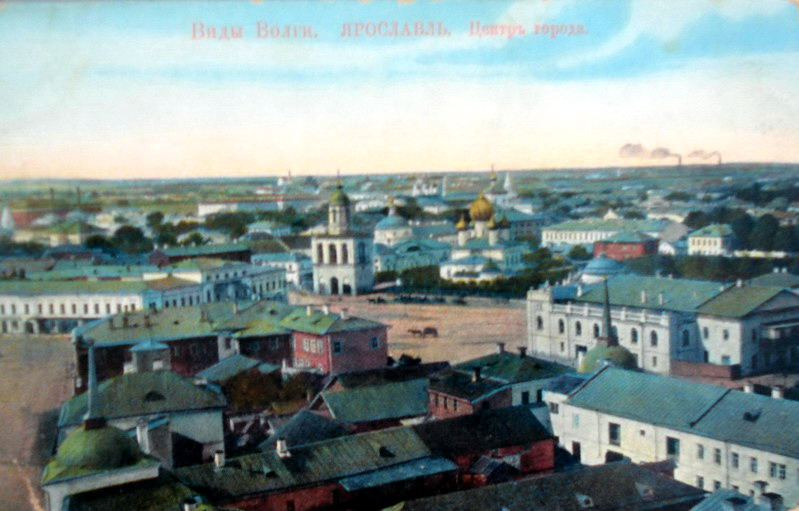
Театральная площадь со старым зданием городского театра, до 1910 года.

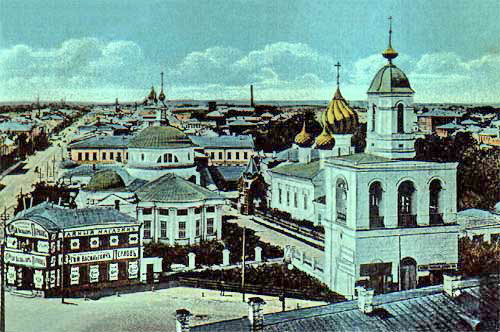
Храмы Власьевского прихода на Власьевской площади

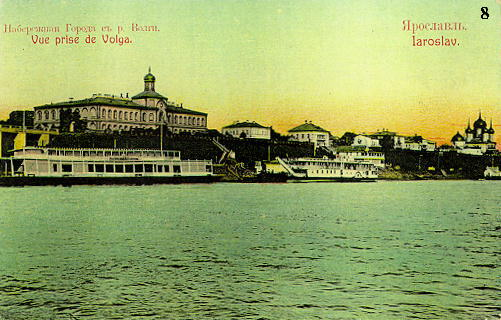
Набережная города с Волги

В 1796 году Павел I упразднил должности наместников и генерал-губернаторов. Основной административной-территориальной единицей остались губернии во главе с губернаторами.
Во время Отечественной войны 1812 года Ярославская губерния собрала 11 тысяч ополченцев (по одной из 25 душ), участвовавших в боях наряду с регулярной армией, на нужды армии в губернии было собрано 818 тысяч рублей. В октябре в Ярославле открылся Главный военный госпиталь. В городе был сформирован русско-немецкий легион из 9 тысяч человек, основанный на дезертирах из наполеоновской армии. Ополчение защищало дорогу от Москвы к Ярославлю, а затем от Москвы к Санкт-Петербургу, отличилось при осаде Данцига и при действиях у Ландау. В январе 1814 года, в связи с победой, ополчение было распущено, воины добирались домой до ноября. Потери составили более 4,5 тысяч человек.
В 1808—1809 годах производился ремонт Архиерейского дома, в 1815 году заложили Духовную консисторию. В 1812 году на средства промышленника П. И. Оловянишникова строится первый мост через Которосль: высокий, деревянный и на деревянных сваях; впоследствии на его месте была сооружена земляная, обложенная камнем дамба, а в 1853 году построен мост американской системы. В 1820 году полностью срыли валы и засыпали рвы более не нужных городских укреплений, устроили бульвары с липовыми аллеями на берегу Волги и на месте части бывшего вала. Была преобразована набережная: валунами и дёрном выложены откосы, поставлены мосты через овраги (1823—1825), чугунная решётка (1831). Были построены Губернаторский дом (1819—1820; в середине XIX века главное здание (ныне Ярославский художественный музей) было перестроено, а флигели, ограда с воротами и конюшенный корпус разобраны), напротив него беседка (1840; на месте деревянного «китайского» павильона) и спуск к лодочной станции (не сохранились), позади Губернаторский сад. Также на набережной были построены: беседка у Мякушкинского спуска (1840-е), Семёновский мост (1820), Ильинско-Тихоновская церковь (1825—1831). Внизу располагались пристани, принимавшие пассажирские пароходы, торговые суда, баржи. Большое значение имела перевозная пристань в Тверицкой слободе на противоположном берегу. Под руководством губернского архитектора Петра Панькова были построены Губернаторский дом, Гостиный двор (1813—1818), городской театр (1819, не сохранился). Позади театра устроили Казанский бульвар.
В 1835—1845 годах возводился собор Казанского монастыря (архитектор А. И. Мельников). В стиле классицизм были сделаны усадьбы Матвеевских и Вахрамеевых, дом общества врачей, дом ремесленой управы, дома Дедюлина, Кудасова, Горяинова (бывший затем зданием Епархиального училища, ныне часть главного корпуса ЯГПУ), здание благотворительного пансиона и другие; в русском стиле: Сретенская церковь (1891—1895), часовня Александра Невского (1892); в стиле модерн: Пожарная каланча (1911). В 1913 году был открыт железнодорожный мост через Волгу, долгое время единственный в верховьях реки. В 1902 году открылась публичная городская Пушкинская библиотека (4,5 тысяч книг, 70 комплектов периодики); к 1914 году она входила в десятку крупнейших библиотек страны. В 1911 году появилось новое театральное здание (архитектор Н. А. Спирин) в стиле московского классицизма начала XIX века и первый в городе стационарный синематограф «Горн».
В начале XIX века город получил свой первый вуз — Ярославское высших наук училище, открывшееся в 1804 году на средства мецената Павла Григорьевича Демидова. В 1833 году оно было преобразовано в Демидовский лицей, а в 1868 — в Демидовский юридический лицей, дававший высшее юридическое образование и приравнивавшийся к юридическим факультетам университетов. В первый год было зачислено 35 студентов, а в начале XX века лицей ежегодно выпускал около сотни юношей.
В 1805 году открылась Мужская гимназия, в которой учился в том числе и Николай Некрасов. Гимназия располагалась сперва в Доме призрения, затем в Спасских казармах, а в 1900 году получила здание на Семёновской площади (сейчас главный корпус ЯрГУ). В 1828 году было учреждено специальное училище для детей канцелярских служителей. Позднее появились городское четырёхклассное училище, два народных двухлетних училища. В 1848 году из Солигалича в Ярославль перевели училище девиц духовного звания, в котором обучались 19 учениц. Всего в 14 учебных заведениях в 1858 году обучалось 1750 лиц мужского пола и 130 женского. Во второй половине XIX века появились Екатерининская и Мариинская женские гимназии, Ионафановское епархиальное женское училище, в 1868 — военная прогимназия, в 1895 году преобразованная в кадетский корпус, в 1900 — низшее механико-техническое училище, ставшее первым учебным заведением в городе, готовившим квалифицированные кадры для промышленности. К началу XX века в городе имелось уже 66 учебных заведений с 10 тысячами учащихся (на 117 тысяч жителей). В 1908 году появился Ярославский учительский институт — за 10 лет он успел подготовить 200 учителей.

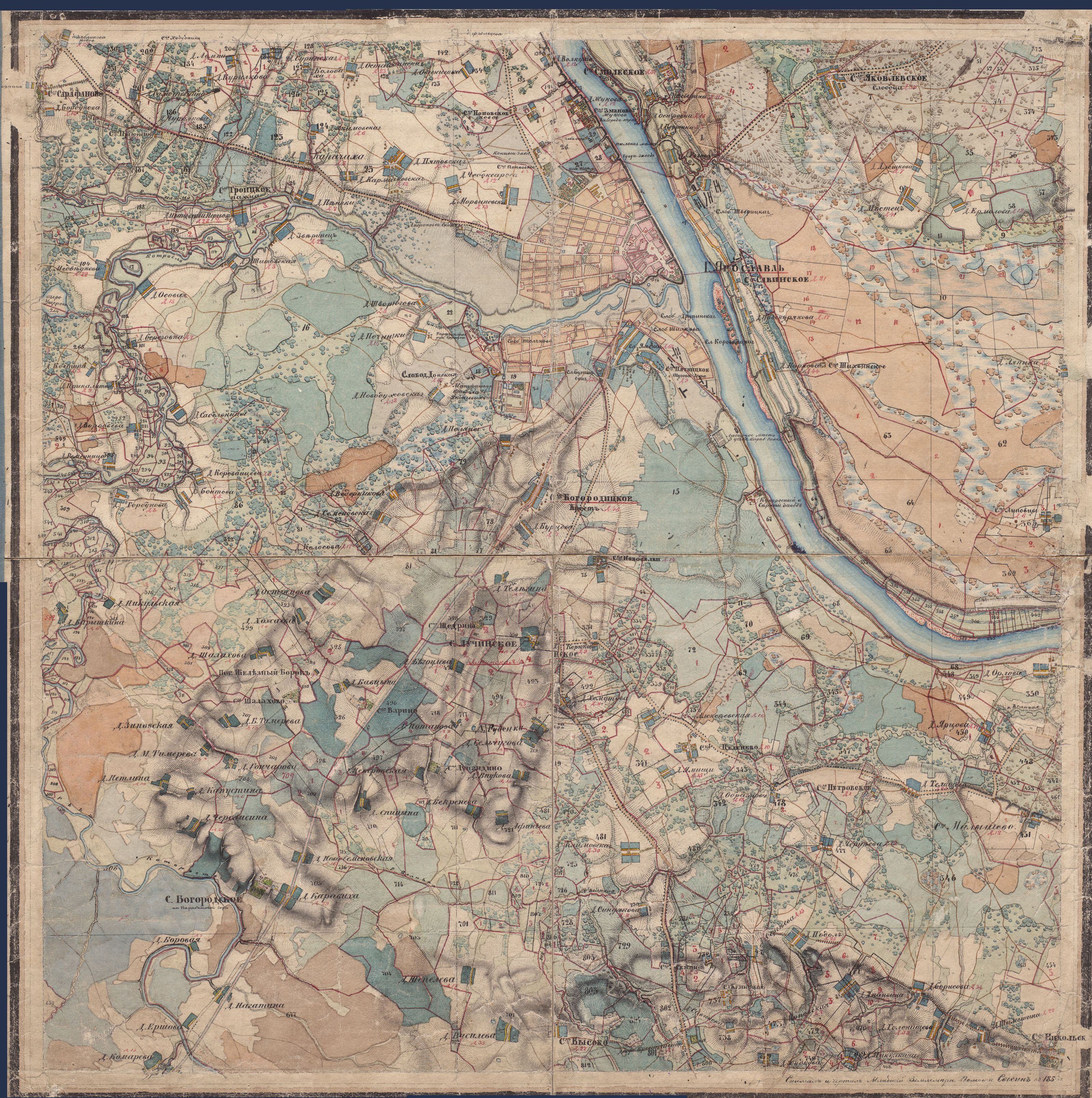
Ярославль и его окрестности, из «Атласа Ярославской губернии» 1858 года

Была модернизирована типография. С 6 марта 1831 года при губернском правлении выходили «Ярославские губернские ведомости» (с 1858 — еженедельно, с 1871 — два раза в неделю, с 1894 — ежедневно), с 1860 года при духовной консистории — «Ярославские епархиальные ведомости» — оба издания были первыми в своём роде по России. Затем появились периодические издания «Приходская жизнь», «Русский экскурсант», «София», «Ярославский листок объявлений» и другие. 1 декабря 1898 года появилась ежедневная газета «Северный край», издававшаяся в Ярославской, Костромской, Владимирской, Вологодской и Архангельской губерниях тиражом 8 тысяч экземпляров. Она была запрещена в декабре 1905 года. Её преемниками по идеям были газеты «Северная область», «Северная газета», «Северная мысль», «Северные отклики», «Северный голос», «Северная речь», «Северный курьер», «Новый Северный край» — все они также были закрыты за оппозиционные настроения. В 1910—1917 годах выходила кадетская газета «Голос» (издатели К. Ф. Некрасов и Н. П. Дружинин).
В 1843 году по инициативе Е. С. Карновича было создано Ярославское общество сельского хозяйства, в 1861 — Общество ярославских врачей, в 1864 — Общество для исследования Ярославской губернии в естественно-историческом отношении, на следующий год при нём появился первый ярославский музей. В начале XX века появилось Ярославское художественное общество и Ярославское отделение Русского театрального общества. В 1901 году была создана первая на севере страны марксистская организация — Северный рабочий союз.
До 1917 года 14 человек получили звание «Почётный гражданин Ярославля».
В 1881—1887 и в 1897—1905 годах городским головой был Иван Александрович Вахрамеев. При нём в Ярославле появился водопровод (1883), телефонная связь, электрическое освещение и трамвай (1900). Вахрамеев прославился как предприниматель, коллекционер и меценат (ремонт в 1899—1902 годах церкви Ильи Пророка). Телеграфная линия с Москвой появилась в городе ещё в 1860 году.
В 1870 году вышло Городовое положение Александра II: создание всесословных органов городского управления (выбирались на 4 года налогоплательщиками — на 1883 год из 1 млн человек в губернии, в городах жило только 10,5 %, избирательные права были у 9 % из них. Городская дума являлась распорядительным органом, из своего состава она формировала городскую управу (исполнительный орган), состоящую из городского головы (который одновременно возглавлял и саму думу) и членов управы. В первом составе Ярославской городской думы было 66 человек во главе с купцом Кокуевым (1871—1874). Благодаря деятельности думы в 1870—1890-х годах были расчищены городские пруды, устроены мостовые в центре, была забота о промышленности, кредитных условиях, образовании, культуре, благотворительности, здравоохранении, проблемах рынков, санитарных и противопожарных мерах, учебных заведениях, театрах, приютах, богадельнях. После реформы 1892 года численность думы была сокращена до 50 человек, а избирательные права остались только у 0,9 % горожан. Но структура и задачи оставались, в основном, прежними. Функционирование думы показало, что общественное управление жизнью города имеет преимущества перед бюрократическим.
В 1887 году в Ярославле был VII российский археологический съезд. В ноябре 1889 года состоялось первое заседание Ярославской губернской учёной архивной комиссии (ЯГУАК): было запрещено уничтожать старые дела прежде, чем из них будут выбраны материалы в архив. В 1895 году при комиссии появляется музей, находившийся на Ильинской площади, — Древлехранилище, в котором к 1917 году накопилось около 9 тысяч предметов по истории края. Заметные результаты были достигнуты в изучении прошлого города. В 1900 году появилась работа члена ЯГУАК И. Ф. Барщевского «Исторический очерк города Ярославля», в 1913 году Ярославская экскурсоводческая комиссия выпустила книгу «Ярославль в его прошлом и настоящем».

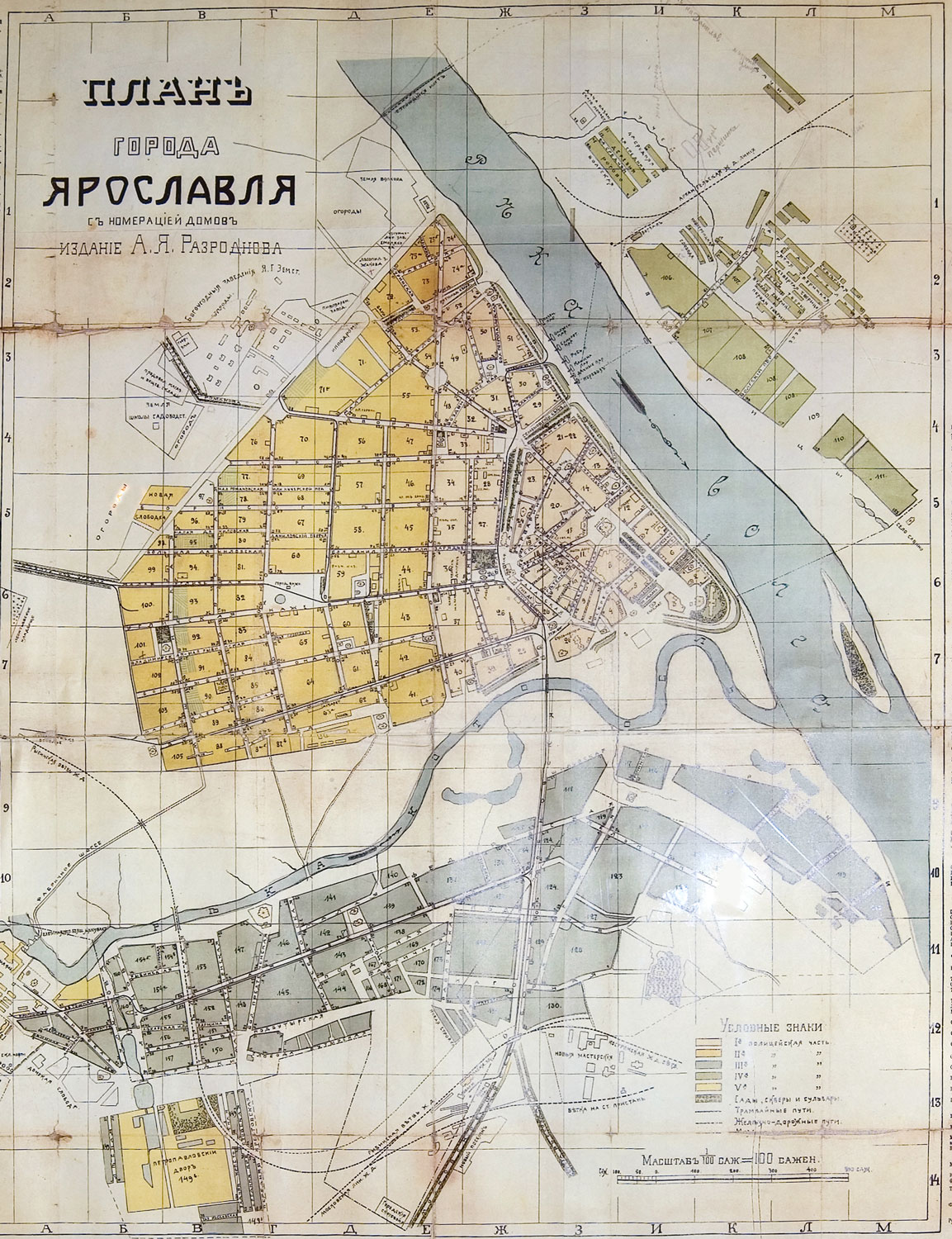
План Ярославля, 1911 год

По данным переписи 1897 года жителей в Ярославле, включая присоединённые к городу слободы и пригороды, было 71,6 тыс. чел. (53,5 % мужчин, 46,5 % женщин); православных с единоверцами — 69 тыс., старообрядцев и уклоняющихся от православия — 150, католиков — 900, протестантов — 370, иудеев — 1 тыс., прочих — 90 человек. Великоруссов — 68,5 тыс., малороссов — 550, белорусов — 70, поляков — 850, немцев — 300, евреев — 890, прочих — 500. Дворян потомственных — 1,9 тыс., личных — 3 тыс., церковнослужителей — 2,5 тыс., почётных граждан — 1660, купцов — 1320, мещан — 22,5 тыс., крестьян — 37,7 тыс., лиц остальных сословий — 800, иностранцев — 80. Домов 2,8 тыс. деревянных и 1,1 тыс. каменных, в том числе лавок общественных — 240 и частных — 260. Православных церквей 75, единоверческая 1 и лютеранская 1.
В начале XX века Ярославль был одним из наиболее крупных городов Центральной России (12-е место по числу жителей в пределах современной территории страны на 1897 год). Была значительно развита промышленность — работало более 50 предприятий с 15 тысячами рабочих, по числу которых город занимал 8-е место среди центров фабрично-заводской промышленности Европейской России. Преобладали текстильная, пище-вкусовая, химическая отрасли. Главные фабрики: две мануфактуры бумажной и льняной пряжи и тканей (производство на 2,16 млн руб. при 1 560 рабочих), табачная (открыта Дунаевым в 1850 году) (на 2,6 млн руб. при 940 раб.); заводы химические (на 0,6 млн руб., при 440 рабочих), спичечный (на 0,47 млн руб. при 350 рабочих), лесопильные, плотничные, столярные, бондарные, мыловаренные, водочные, колокольный, войлочные и валеночные, кожевенные, скорняжный и воскобойный, каждый с производством от 0,1 до 0,28 млн руб. В 1900 году в городе открылась первая электростанция. С 1870 года город имел прямое железнодорожное сообщение с Москвой, Санкт-Петербургом, Костромой. Важную роль играло волжское пароходство. В Ярославле располагались конторы и пристани пяти пароходных обществ. Кроме трёх в неделе базарных дней, раз в год с 5 по 25 марта бывала довольно оживлённая ярмарка, на которой главный предмет торговли — стеклянная, фаянсовая и фарфоровая посуда.
В начале XX века Ярославль считался одним из самых красивых и цветущих городов верхнего Поволжья. Часть города, прилегающая к берегу Волги, отличалась лучшими гигиеническими условиями: местность сухая, возвышенная, все улицы были замощены, при домах сады, по всему берегу тянулся бульвар, обсаженный липами и акациями. Набережная была устроена красиво, содержалась чисто и наряду с бульваром и Полушкиной рощей (тогда в 1 км от города) была излюбленным местом для гулянья горожан. Водопровод доставлял воду из Волги; жители окраинных местностей водопроводом пользовались мало, получая воду из ближайших водоёмов и колодцев.
Ярославль развивался как крупный торгово-промышленный центр. Город добился значительных успехов в развитии просвещения, здравоохранения, научной жизни, периодической печати, театра.
Постройки этого периода

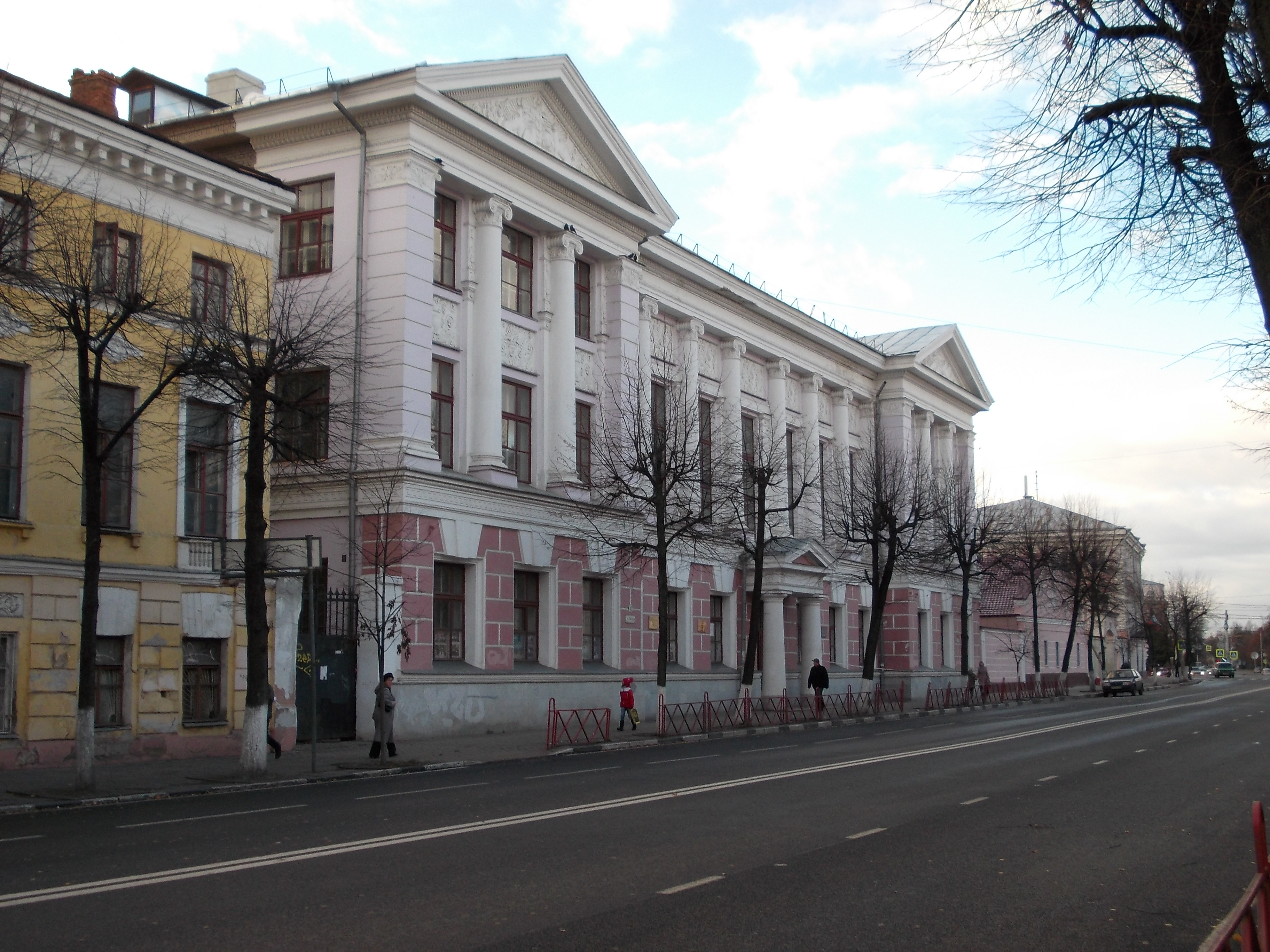
Коммерческое училище
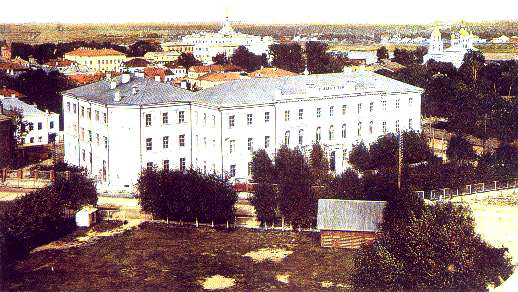
Губернская гимназия
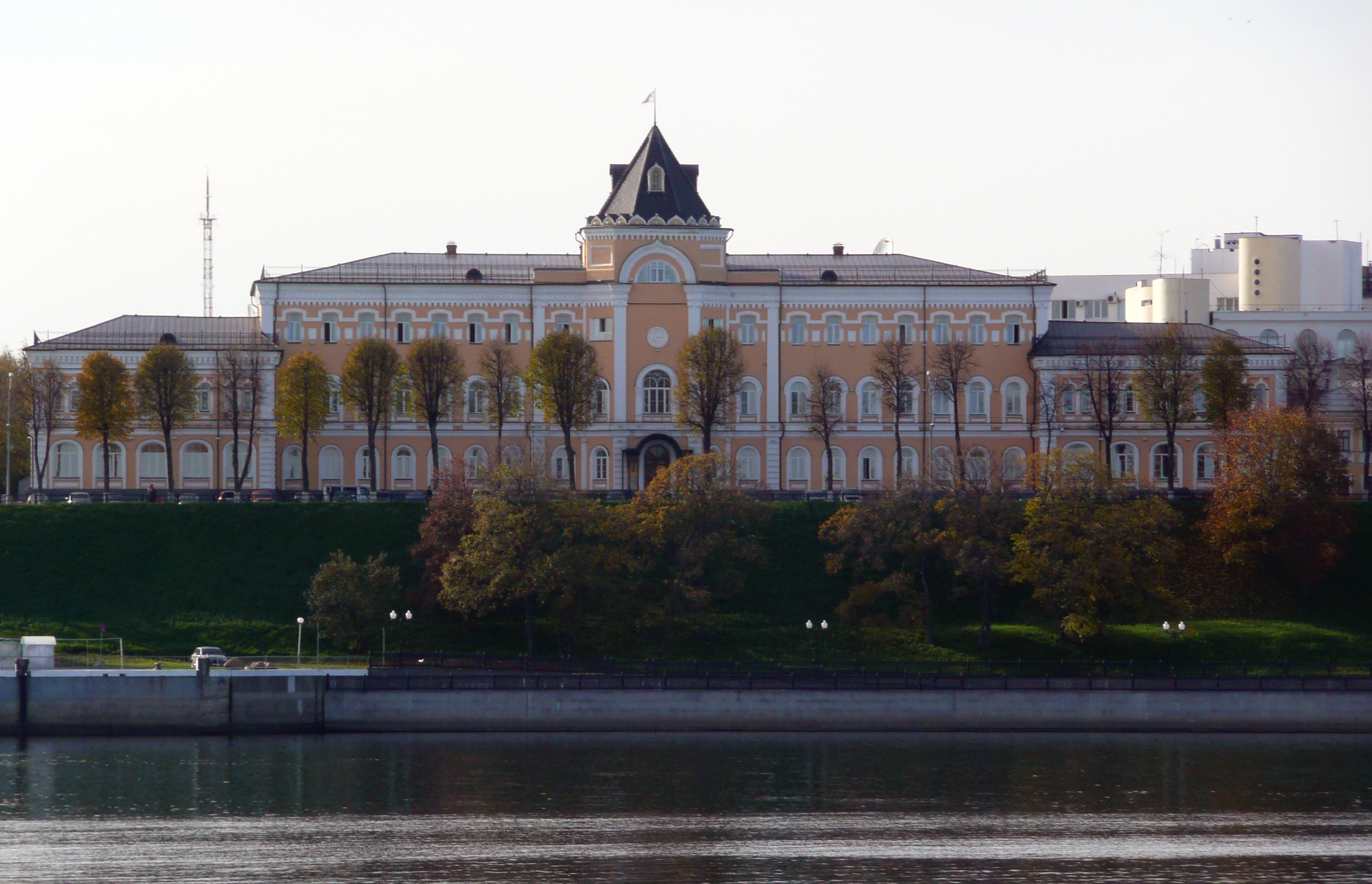
Женское духовное училище
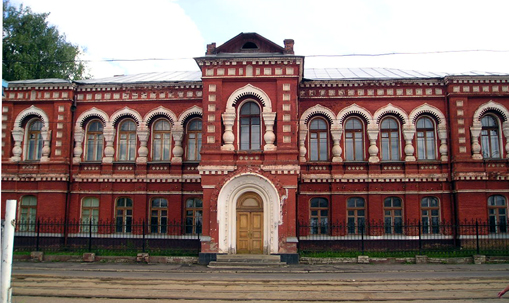
2-е городское училище им. Н. М. Градусова
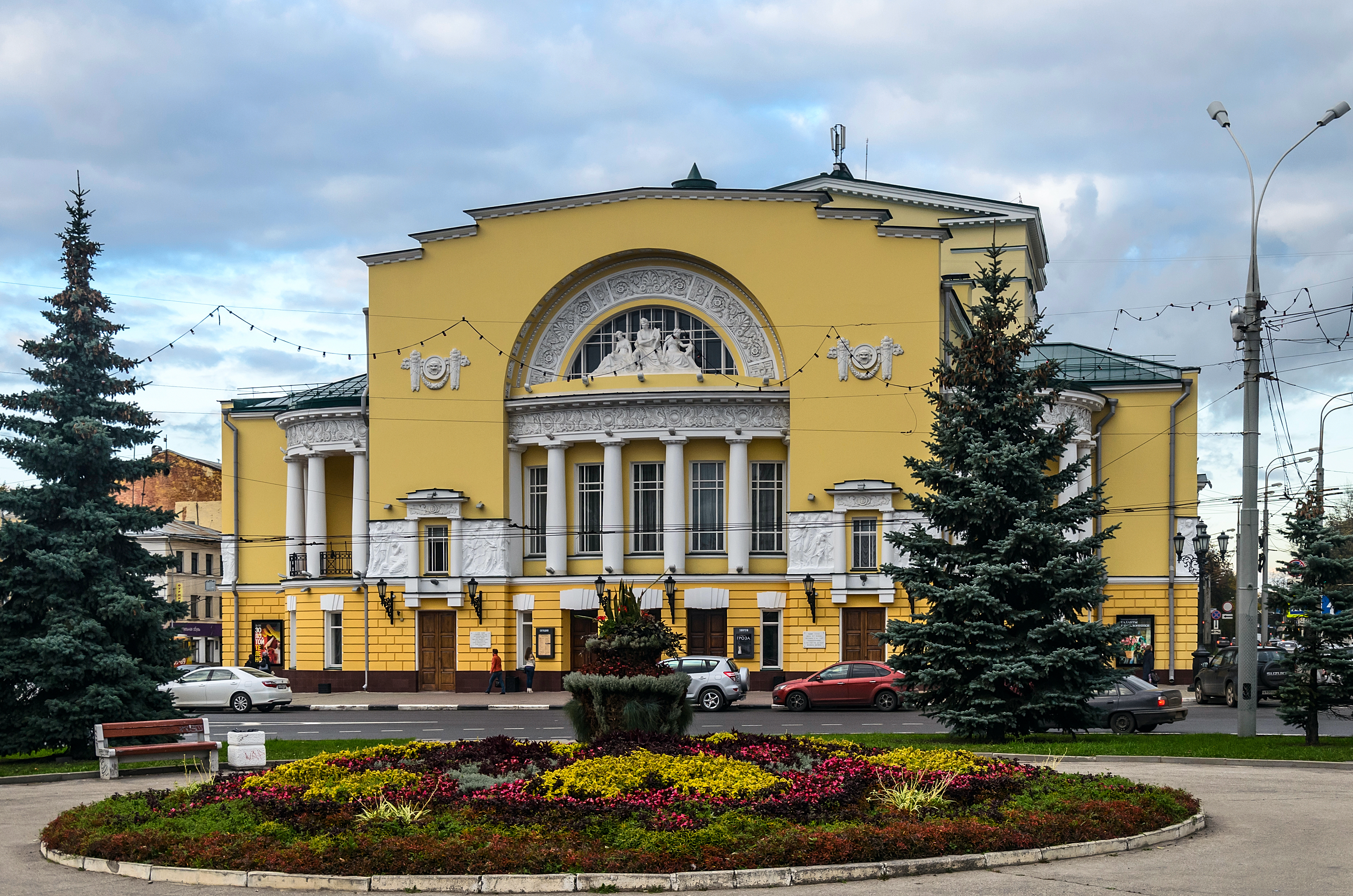
Городской театр
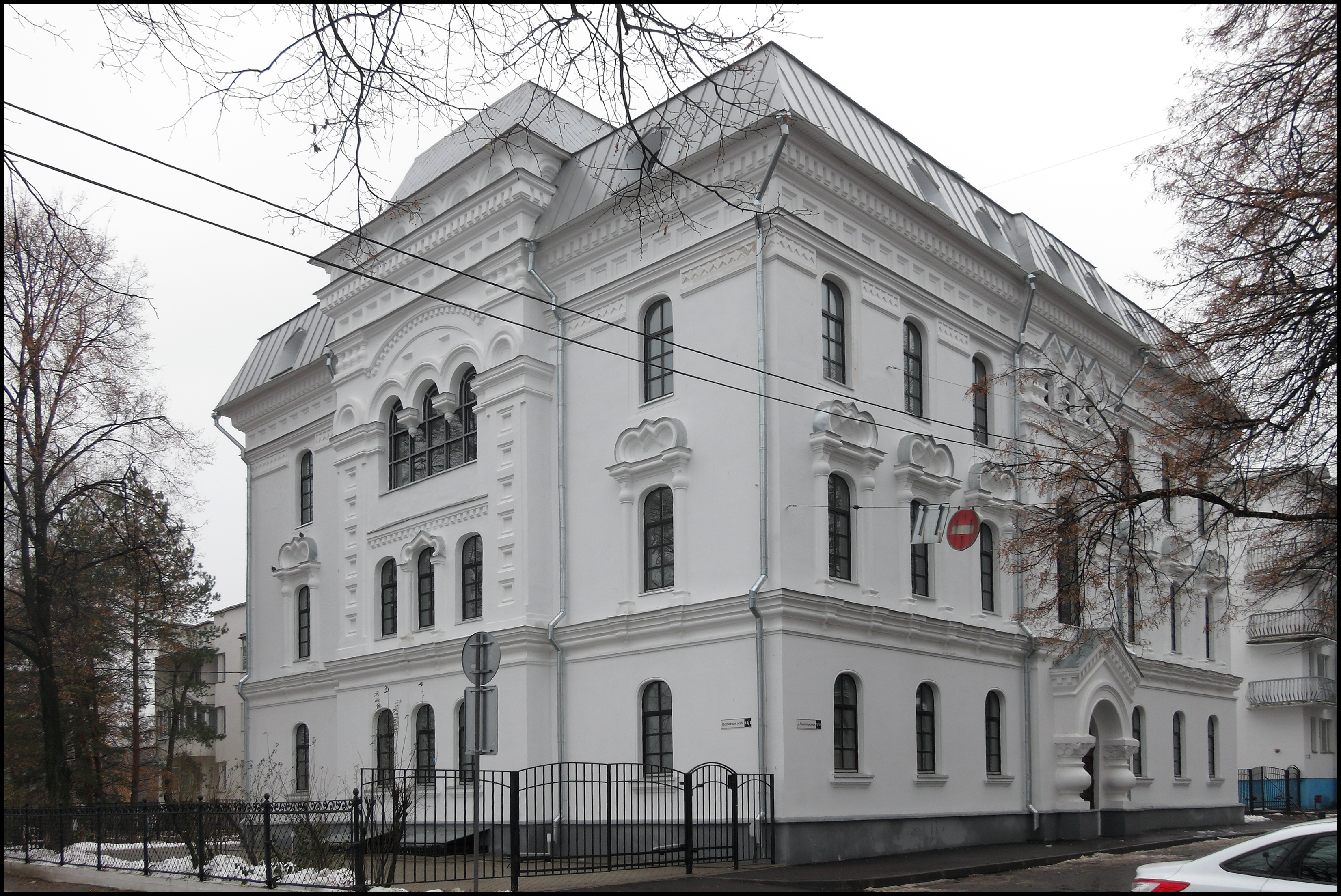
Глазная больница
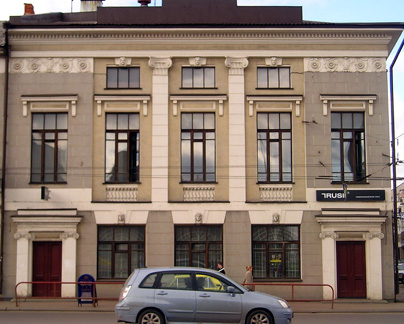
Кинотеатр
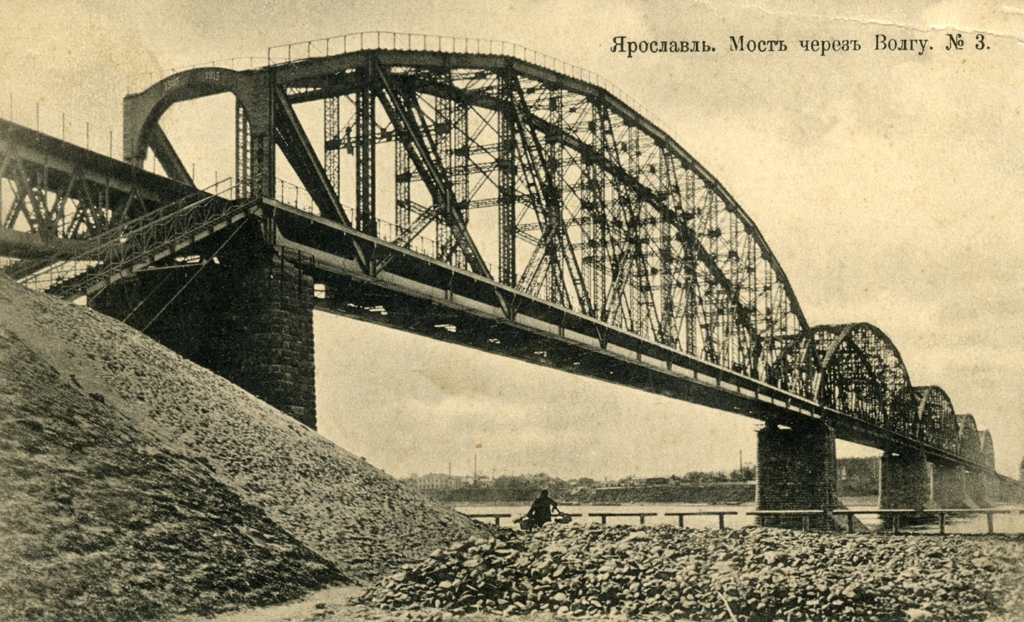
Николаевский мост через Волгу
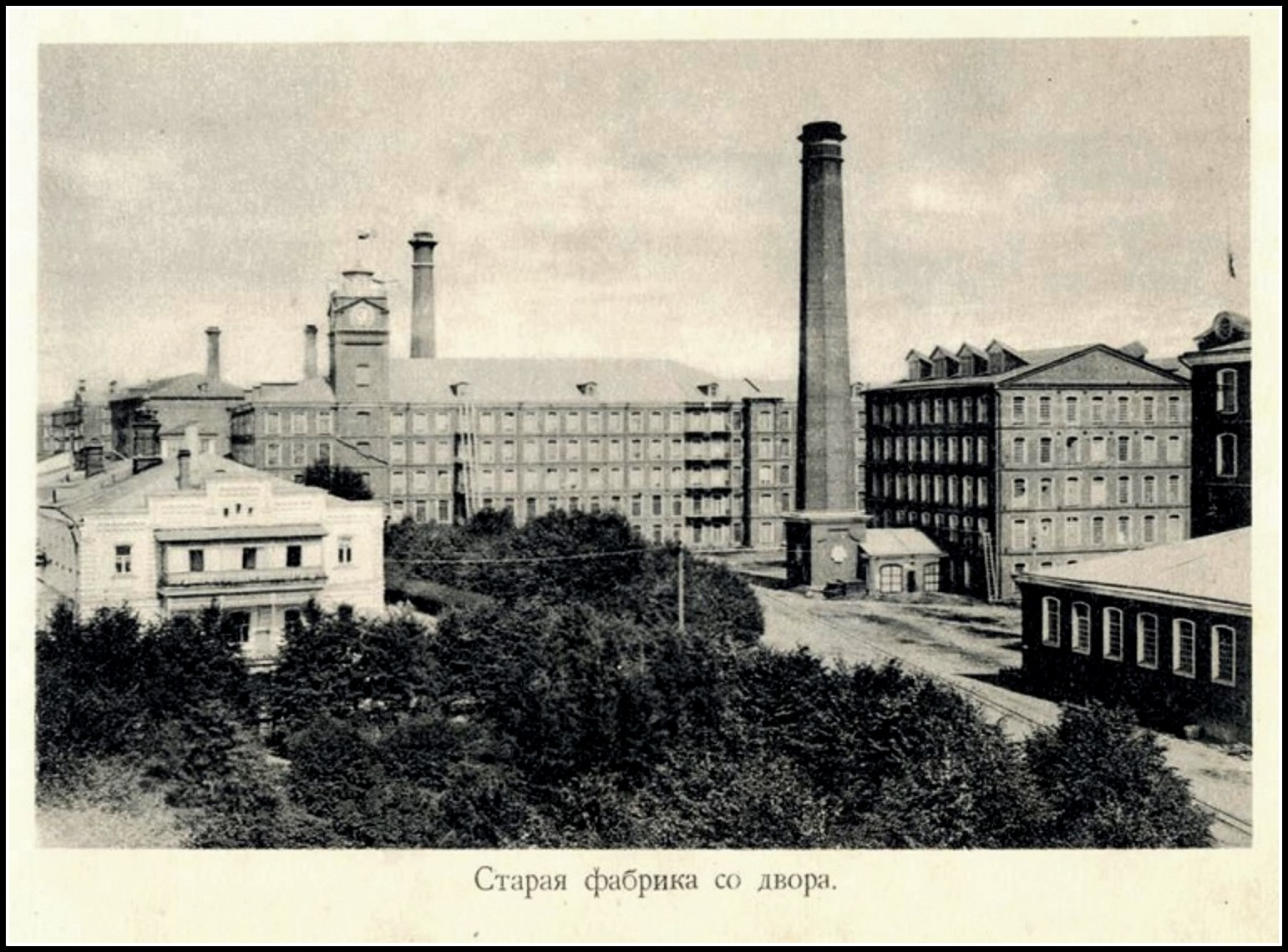
Текстильная мануфактура
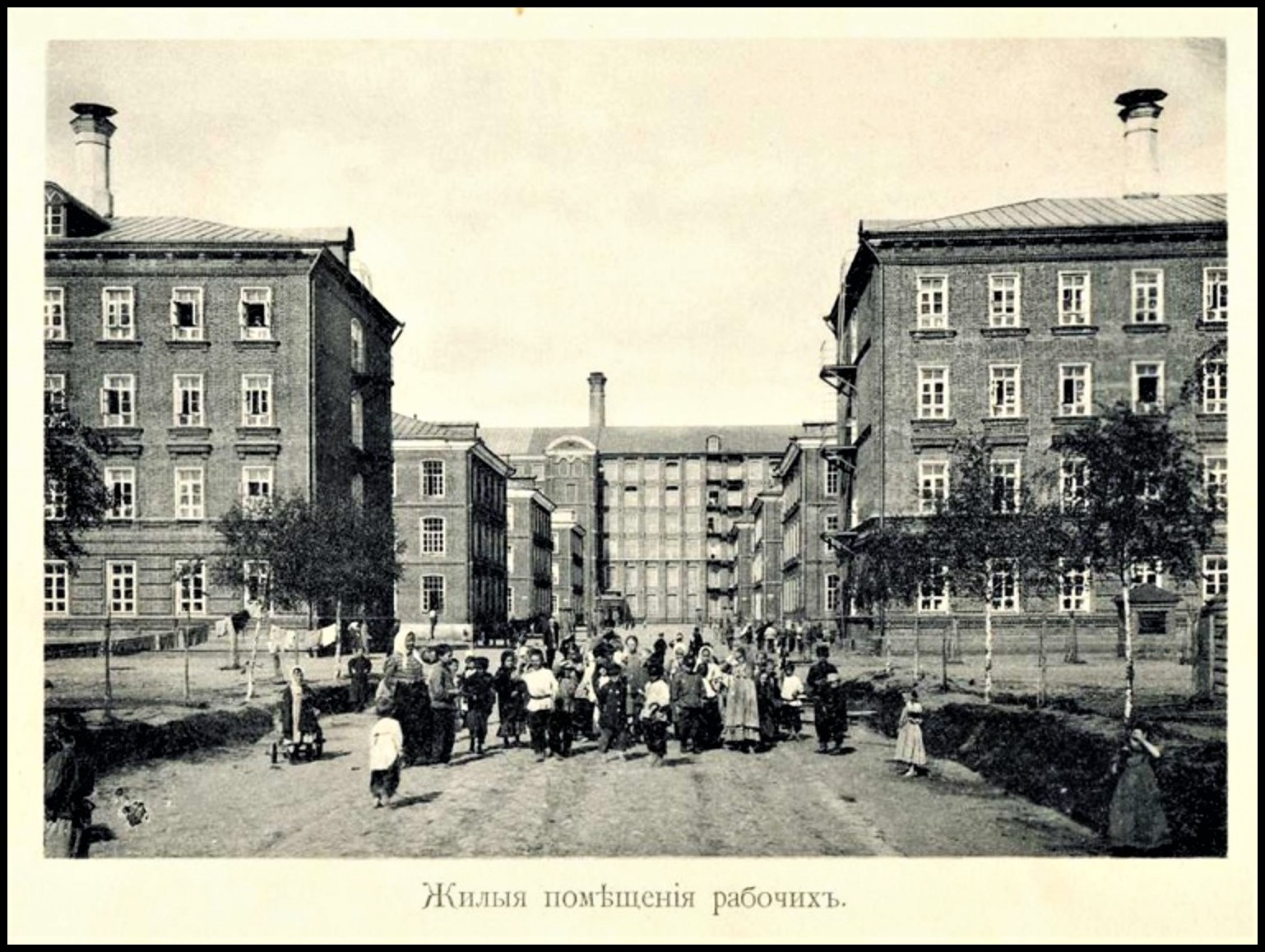
Жилые дома фабричных рабочих
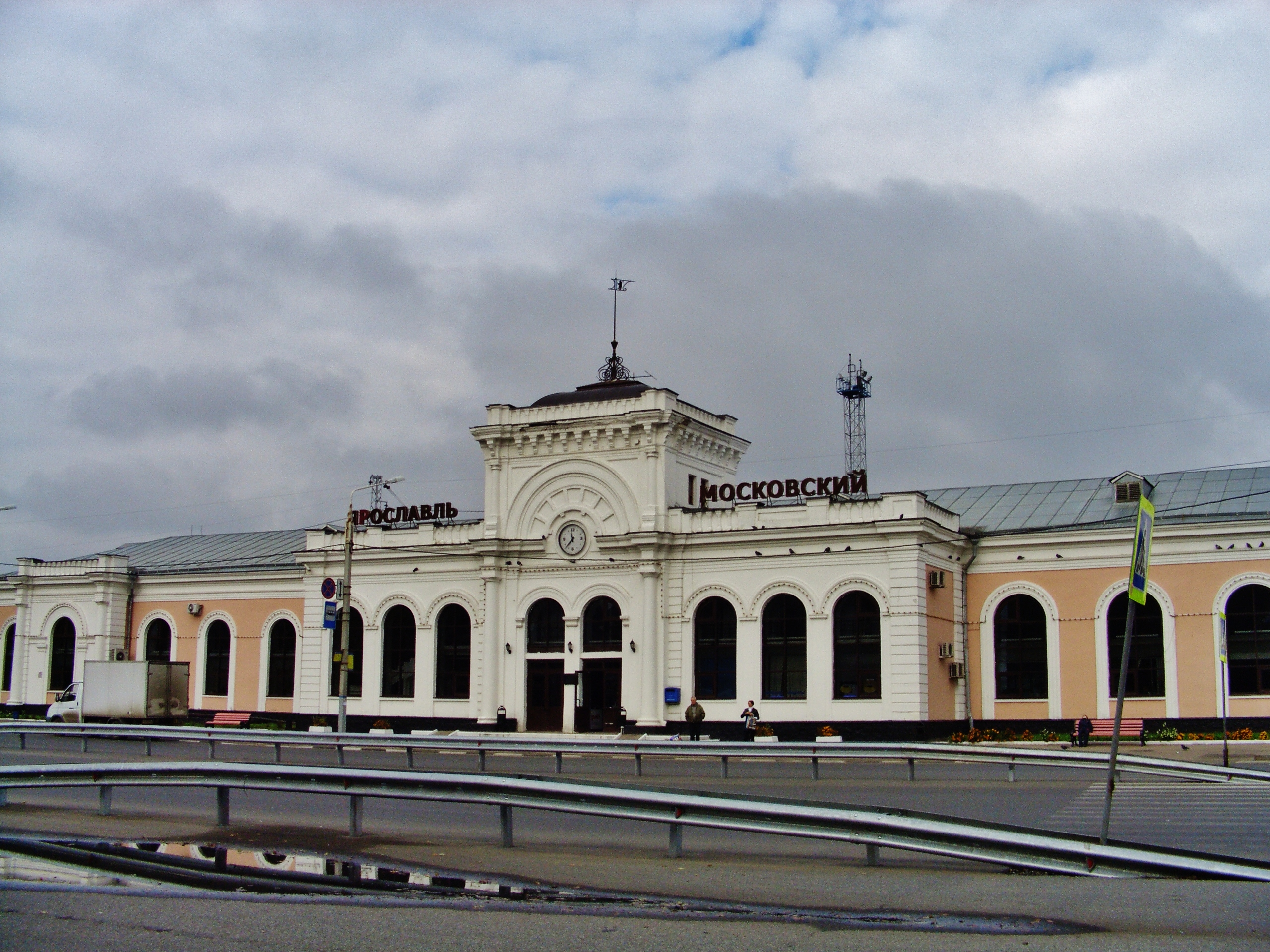
Железнодорожный вокзал
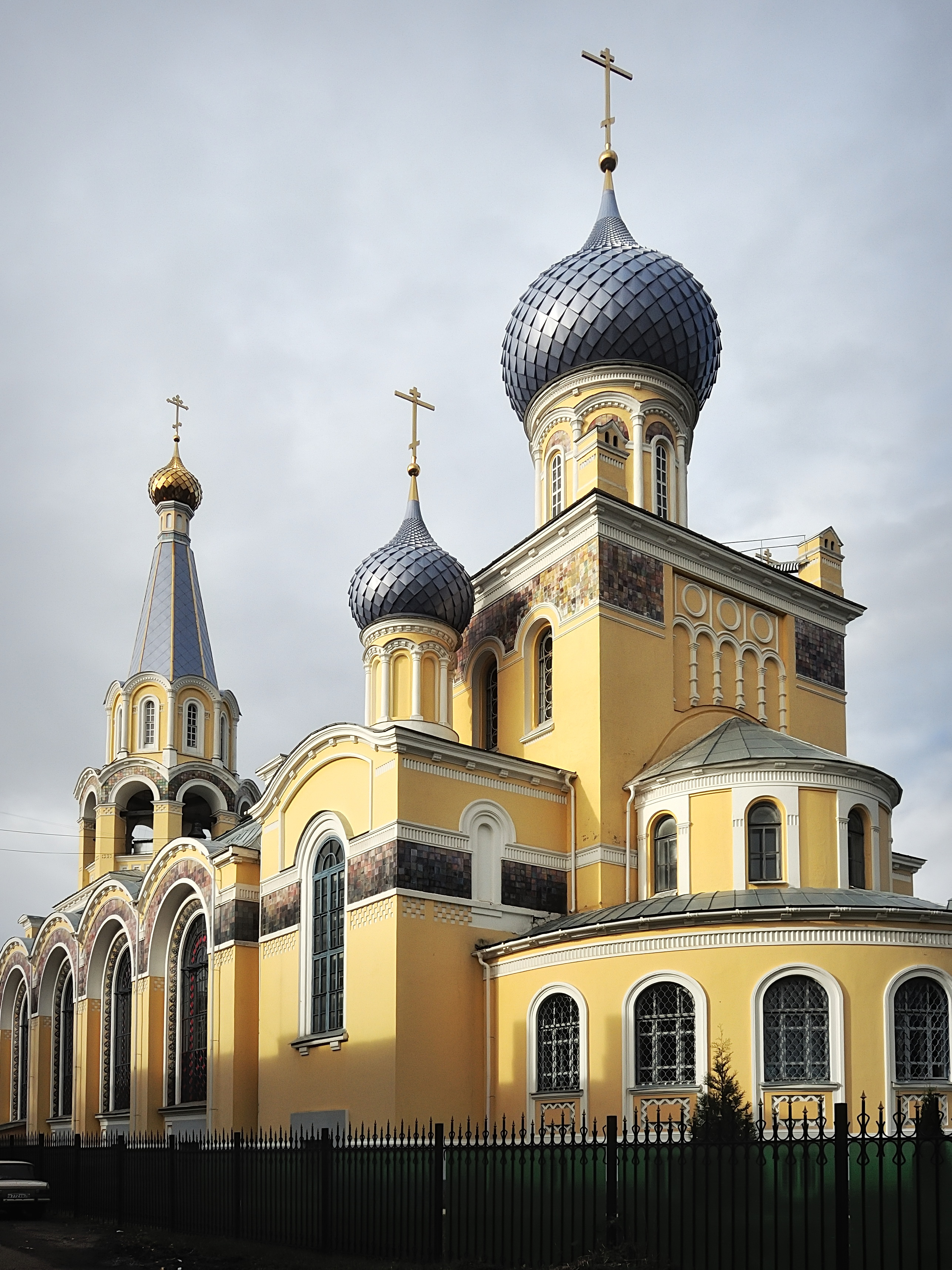
Церковь Андрея Критского в Меленках

## 1917—1941 годы

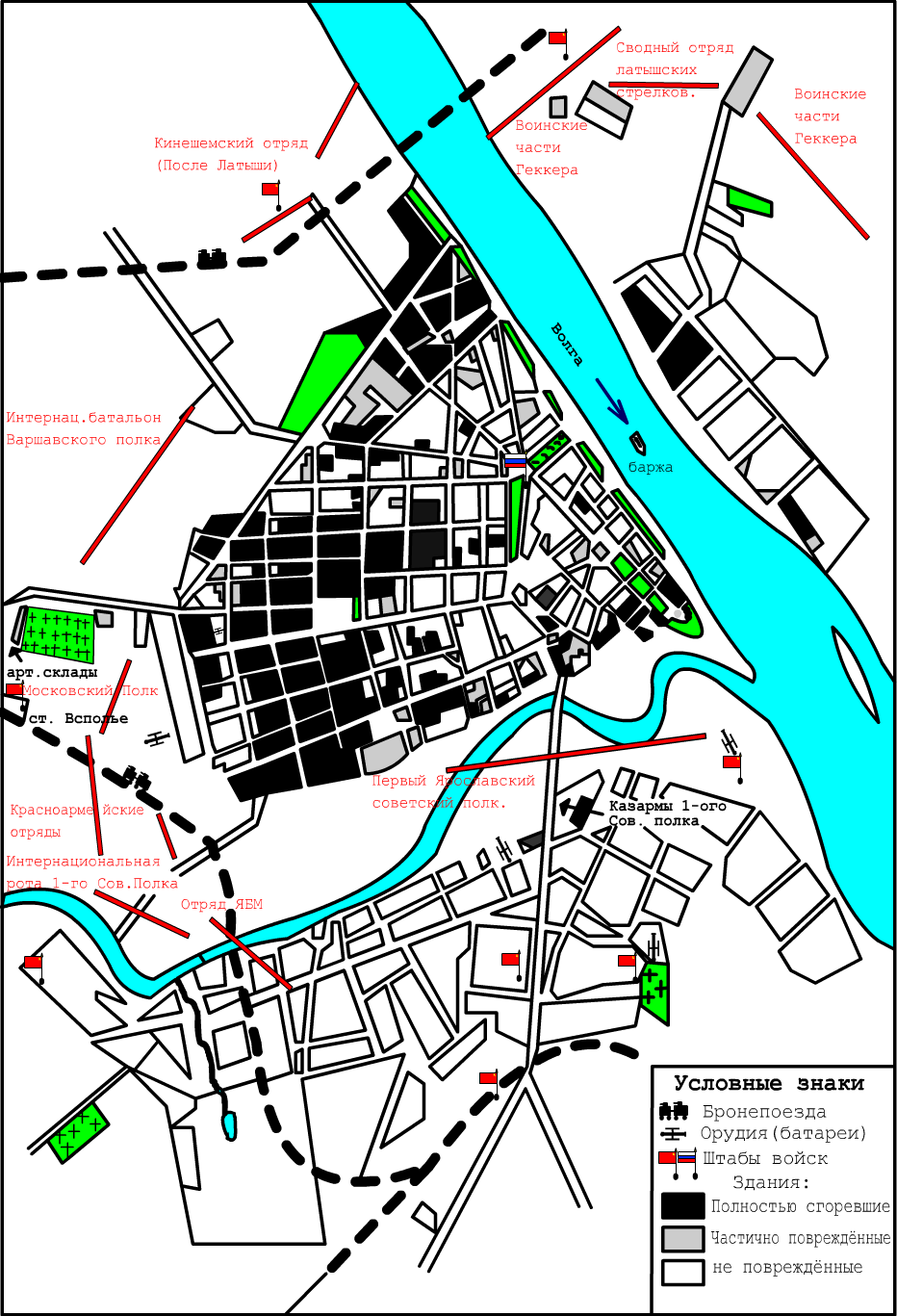
Схема подавления восстания 1918 года. Чёрным выделены полностью разрушенные части города, серым — частично повреждённые

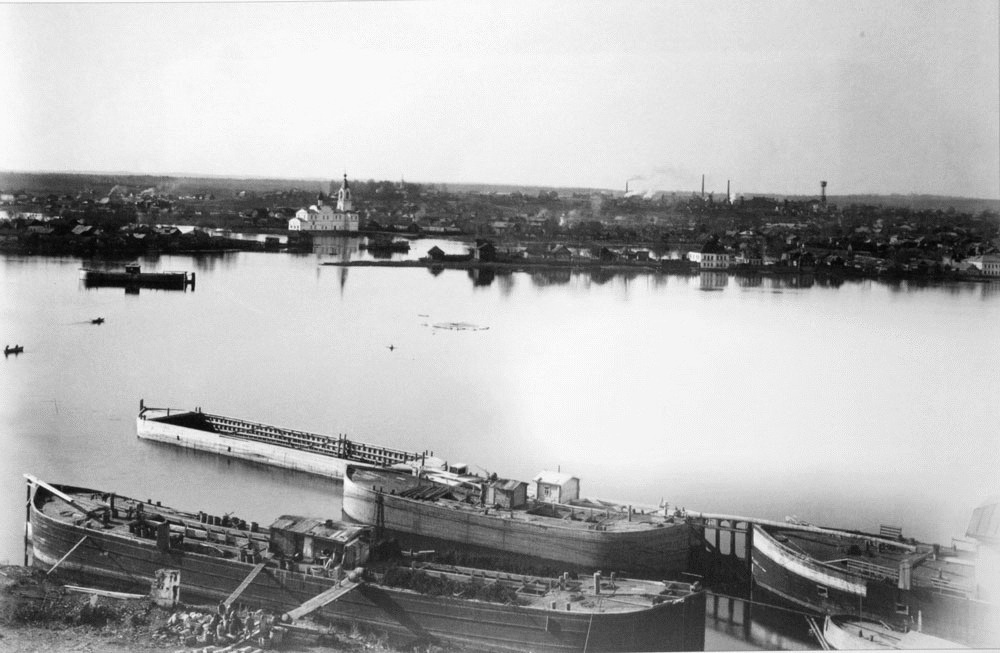
Которосль во время разлива. 1920 год.

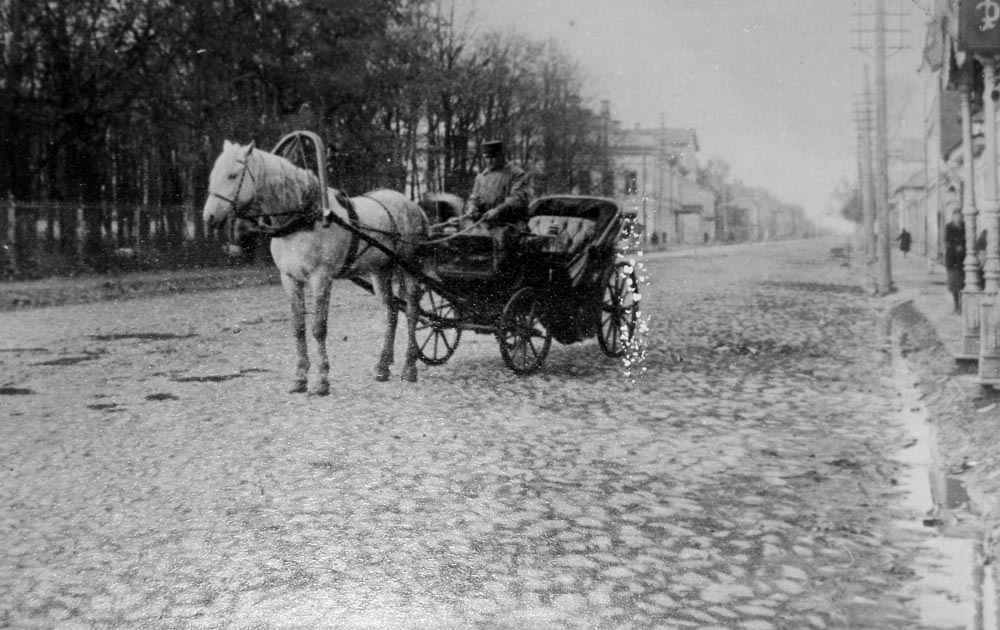
Ярославский извозчик. 1921 год.

Наиболее значительным событием в новейшей истории Ярославля по своим последствиям стало подавление Красной армией в июле 1918 года антибольшевистского выступления горожан во главе с полковником А. П. Перхуровым. Группировка красных, состоящая из большевистских отрядов, литовских и польских полков, китайского батальона, соединений венгров и австрийцев, в течение двух недель вела варварские артиллерийские обстрелы и бомбардировки города, выпустив по нему 75 тысяч снарядов. В результате погибло множество жителей, большая часть города превращена в руины. Было уничтожено более 2000 жилых домов, 20 промышленных предприятий, полностью выгорела застройка по Никитской, Пошехонской, Мышкинской, Малой Рыбинской улицам, почти все дома на Власьевской и Малой Угличской улицах, большая часть Большой Рождественской и Петровской, и другие улицы, где проживали в основном рабочие слои населения. Был полностью уничтожен Демидовский юридический лицей с его ценнейшей библиотекой, разрушена городская больница, 9 зданий начальных училищ, огромный ущерб нанесён Спасо-Преображенскому и Афанасьевскому монастырям, десяткам храмов и общественных зданий. После захвата города красноармейцами начался грабёж и массовые расстрелы без суда и следствия. По далеко не полным данным было расстреляно более пяти тысяч человек. Всего за 1918 год население Ярославля сократилось примерно со 130 до 75 тысяч жителей.
На смену Российской империи пришли РСФСР, а затем СССР. Неоднократно менялось административно-территориальное деление страны, пока, наконец, районы будущей Ярославской области не вошли в состав Ивановской промышленной области. В 1936 году Ярославль вновь стал административным центром — была образована Ярославская область.
С 1918 года в городе работала Ярославская реставрационная комиссия (с 1922 — Ярославское отделение Центральных государственных реставрационных мастерских). В 1923 году на базе Пушкинской библиотеки была создана Ярославская губернская центральная библиотека (с 1936 года — Ярославская областная библиотека). В 1924 году все музеи города были объединены в Ярославский государственный областной музей (под руководством Н. Г. Первухина) — он имел 20 тысяч единиц хранения, научную библиотеку из 60 тысяч книг. Согласно требованиям советских властей, многие храмы были закрыты и разрушены, церковные ценности изъяты. В городе произошли многочисленные переименования улиц (уже с 1918 года) — большинство названий стали типичными для всех городов Советского Союза (в честь идеологических символов и деятелей партии) и не отражают историю города.
В центре города после разрушений 1918 года долгое время оставались пустыри и руины. В 1920 году начинается застройка города по «Плану Большого Ярославля» — городская черта была расширена более чем в 5 раз, формировались новые улицы, строились дома и хозяйственные объекты. В 1921 году частично восстановили трамвайное движение, в 1922 году восстановлена канализация в центре, в 1924 — построена новая телефонная станция взамен разрушенной, в 1925 году установлен первый телефон-автомат. К середине 1920-х годов в городе было более 100 тысяч жителей.
В 1927—1931 годах строится Бутусовский посёлок из многоквартирных коммунальных жилых домов. Дома, построенные в 1930-е годы представляли собой т. н. «сталинки». Из достижений архитектуры можно отметить здания клуба «Гигант» и управления НКВД, построенное на месте разрушенной церкви Святого Духа. В 1931 году была построена общегородская канализация, введено автобусное движение. В 1936 году был принят новый градостроительный план — формирование центра города, новых улиц, застройка Тверицкой набережной, вынесение промышленных зон на северную и южную границы города. На Советской улице строятся дома в стиле неоклассицизма. Однако, как и по всей стране, остро ощущались нехватки жилья, потребительских товаров, проблемы с благоустройством и освещением улиц.
К 1929 году крупнейшими предприятиями Ярославля были: «Красный Перекоп» (бывшая Большая мануфактура) с количеством рабочих около 10 тысяч, вырабатывала хлопчатобумажные ткани; красочные и свинцово-белильные заводы — «Красный маяк» (бывший завод Сорокина), «Победа рабочих» (бывший завод Вахрамеева) и «Свободный труд» (бывший завод Оловянишниковых), валяно-сапожные, кожевенные, лесопильные заводы, тормозной завод. Все эти предприятия были основаны ещё во времена империи.
В ноябре 1926 года была запущена первая очередь Ляпинской электростанции, что создало основу для развития в городе промышленности. В Первую пятилетку (1928—1933) началось строительство резинокомбината, заводов синтетического каучука (СК-1), сажевого, судоверфи. Планировалась реконструкция автозавода, махорочной фабрики, фабрики «Красный Перекоп». СК-1, построенный в 1932 году, был первым в мире заводом синтетического каучука, как следствие, Ярославский шинный завод первым в мире освоил массовое производство на основе искусственной резины и к началу 1940-х годов поставлял около 80 % покрышек для автомобилей СССР. На Ярославском автомобильном заводе создавались образцы новой техники: производство автомобилей, троллейбусов, автобусов, самосвалов, тягачей; в 1933 году на нём был создан первый опытный дизель для пятитоннки Я-6 «Коджу», но наладить массовое производство не удалось. В марте 1933 года была пущена первая очередь Ярославского резино-асбестового комбината. Начали работу завод силикатного кирпича, кислородный завод и другие.
В 1924 году в Ярославле открылось отделение общества «Долой неграмотность». В 1926 году было официально введено всеобщее начальное, а в 1930 — всеобщее среднее образование. С середины 1920-х возобновилось строительство новых школьных зданий. В апреле 1941 года был открыт дворец пионеров. К 1937 году в городе ещё насчитывалось 2 тысячи неграмотных.
В 1919 году Демидовский юридический лицей преобразован в Ярославский государственный университет, с 1922 в его состов включили бывший Ярославский учительский институт и Ярославское отделение Московского археологического института. В 1924 году Ярославский университет закрыли в связи финансовыми трудностями в стране, его педагогический факультет вновь стал самостоятельным вузом — единственным на территории края на протяжении более десяти лет. В городе открывались школы фабрично-заводского ученичества, техникумы (резиновый, химический, текстильный), продолжал работать механический техникум. В 1930-е годы в городе было три вуза — педагогический институт, вечерний машиностроительный институт и высшая сельскохозяйственная школа.
Постройки этого периода

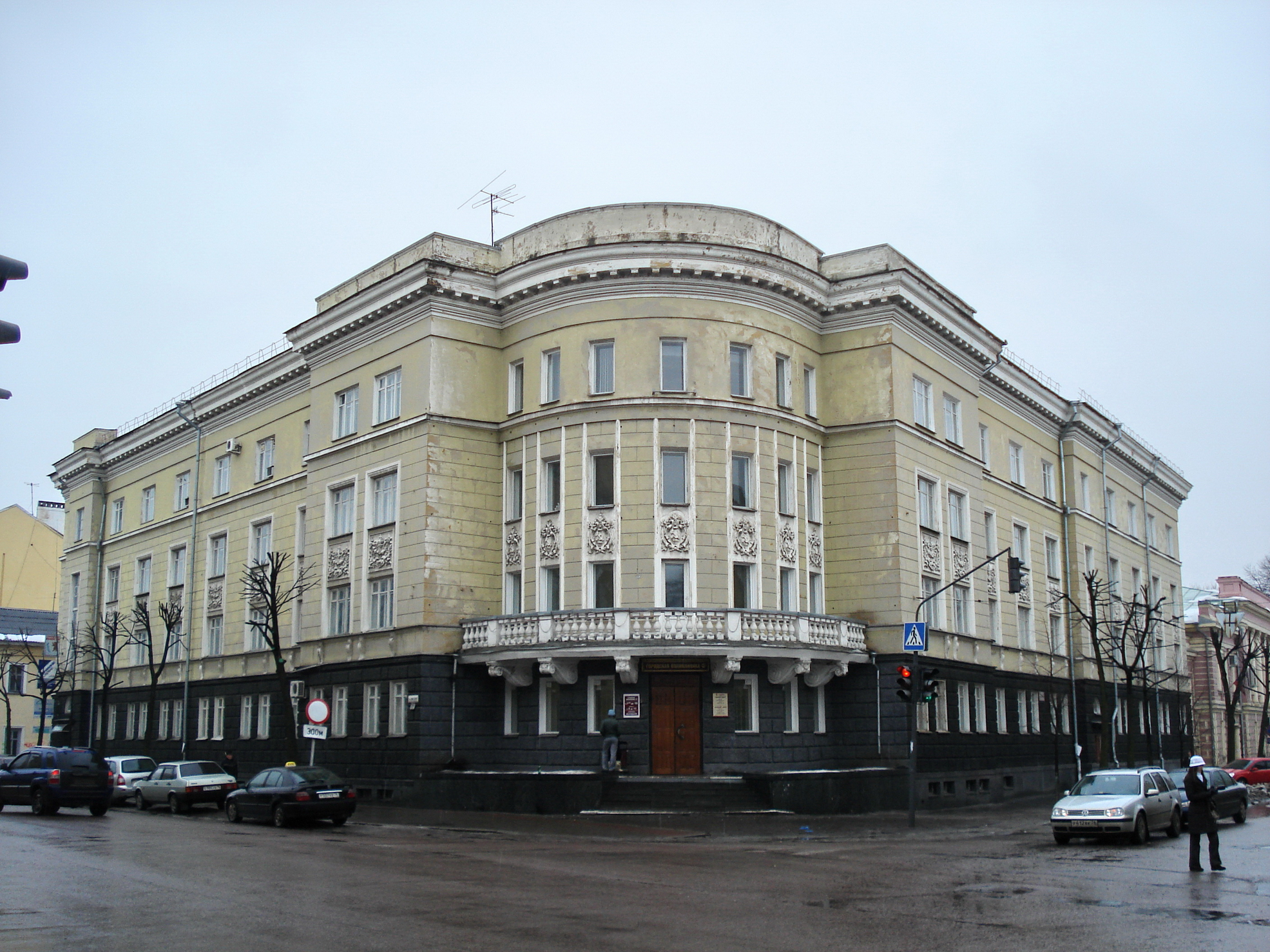
Здание обкома ВКП(б)
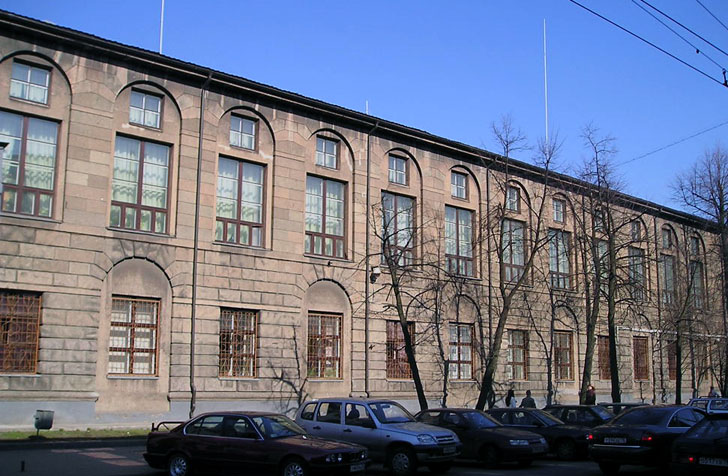
Отделение государственного банка
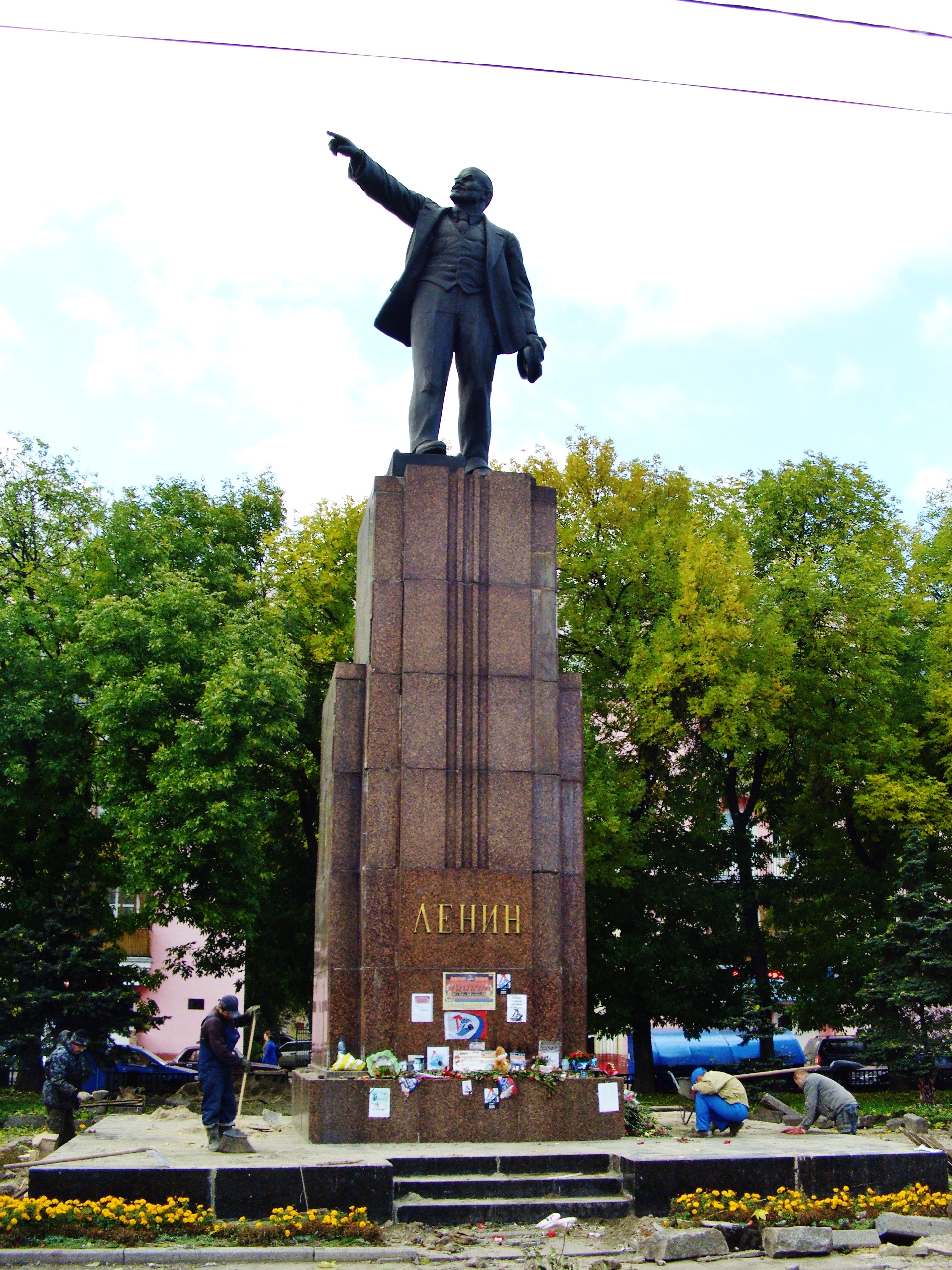
Памятник Ленину
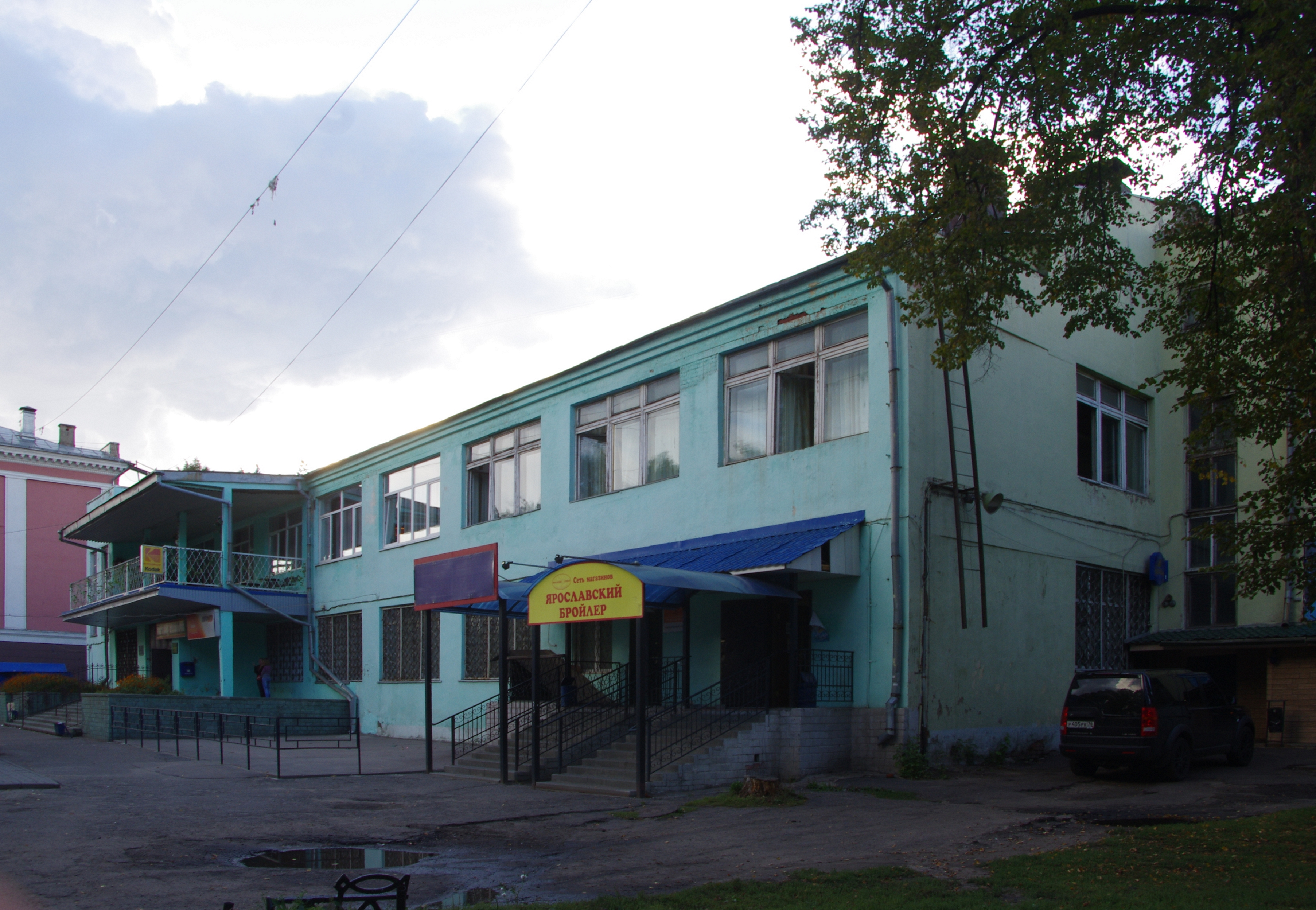
Фабрика-кухня
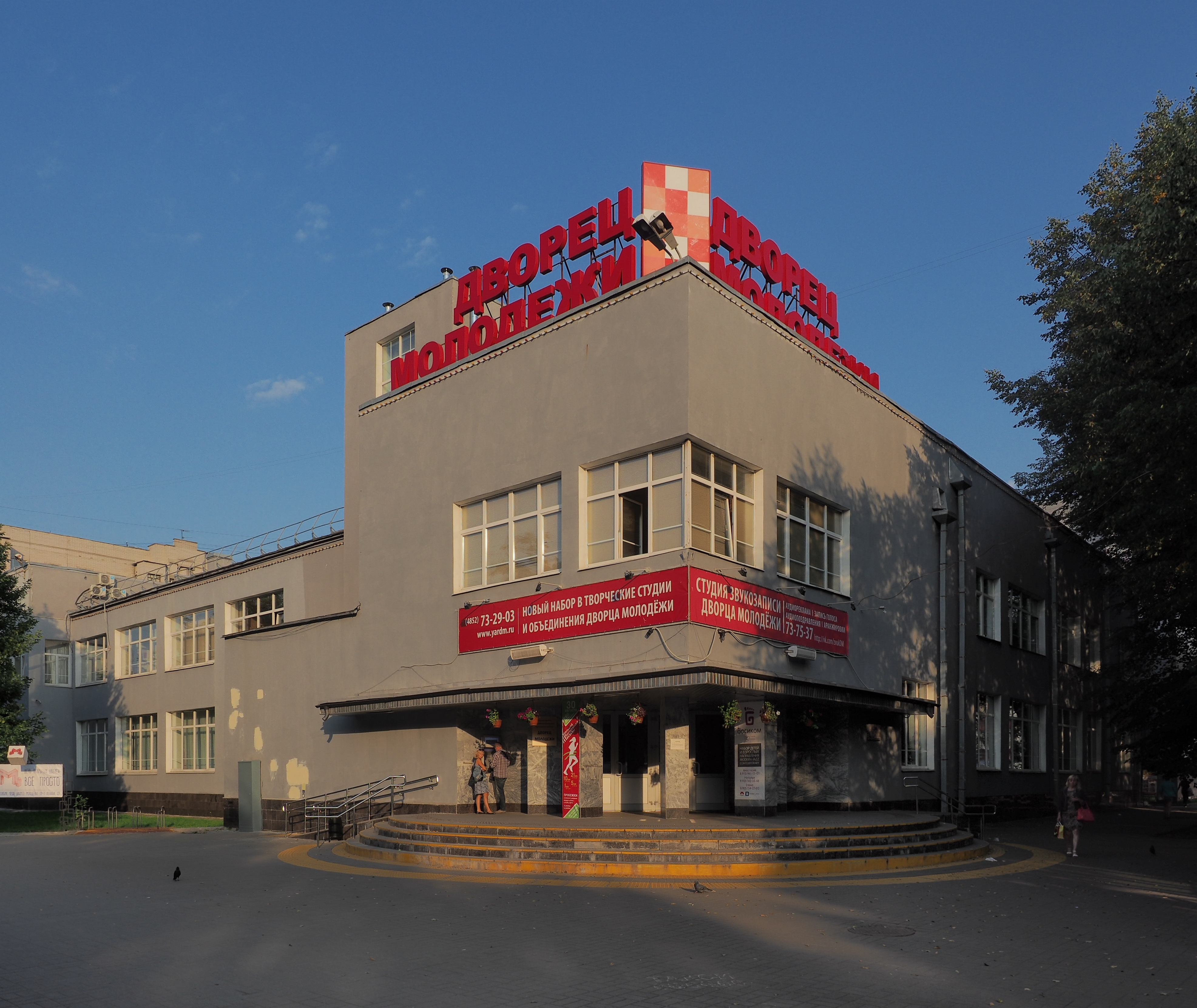
Клуб "Гигант"
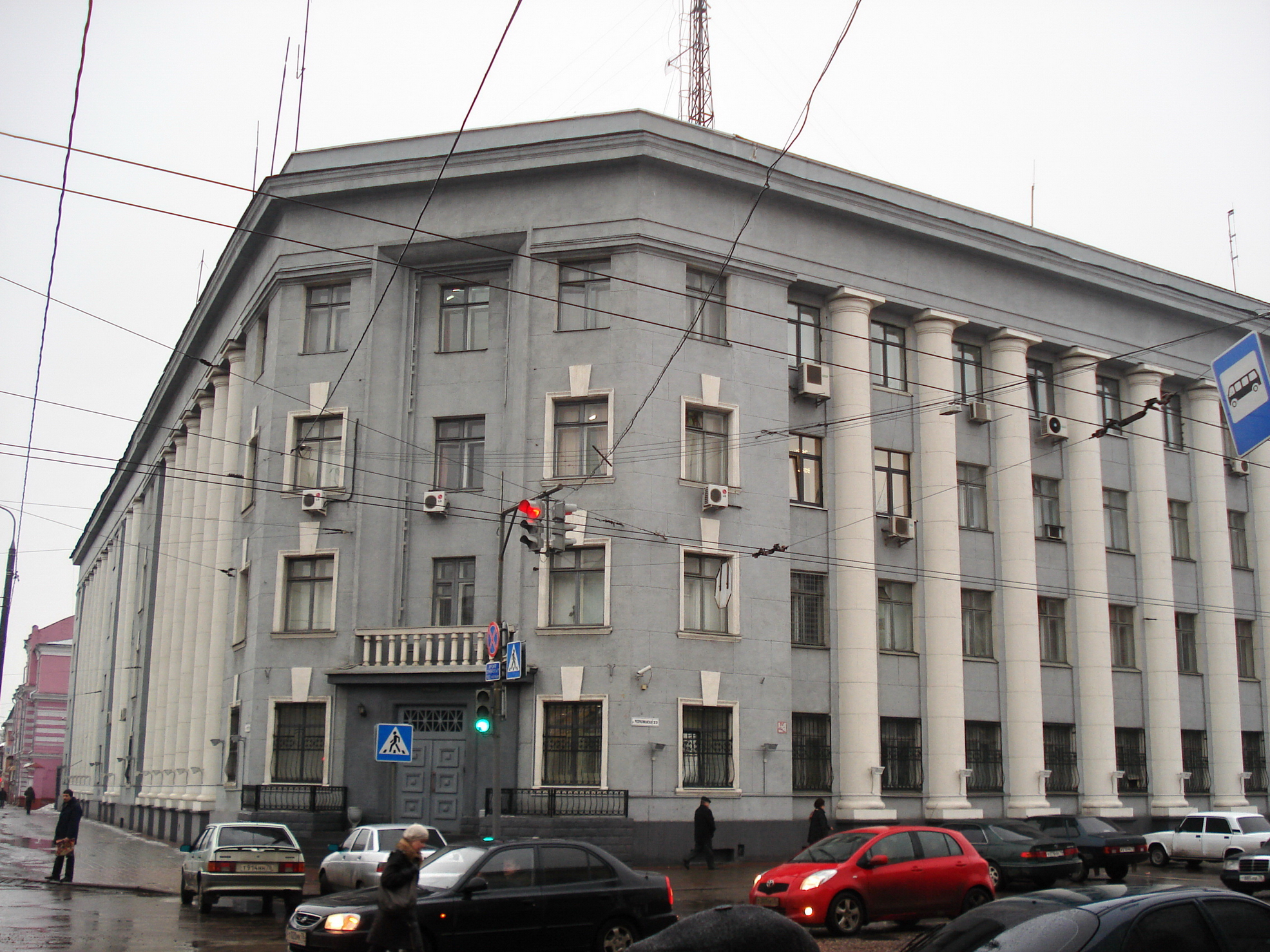
Управление НКВД
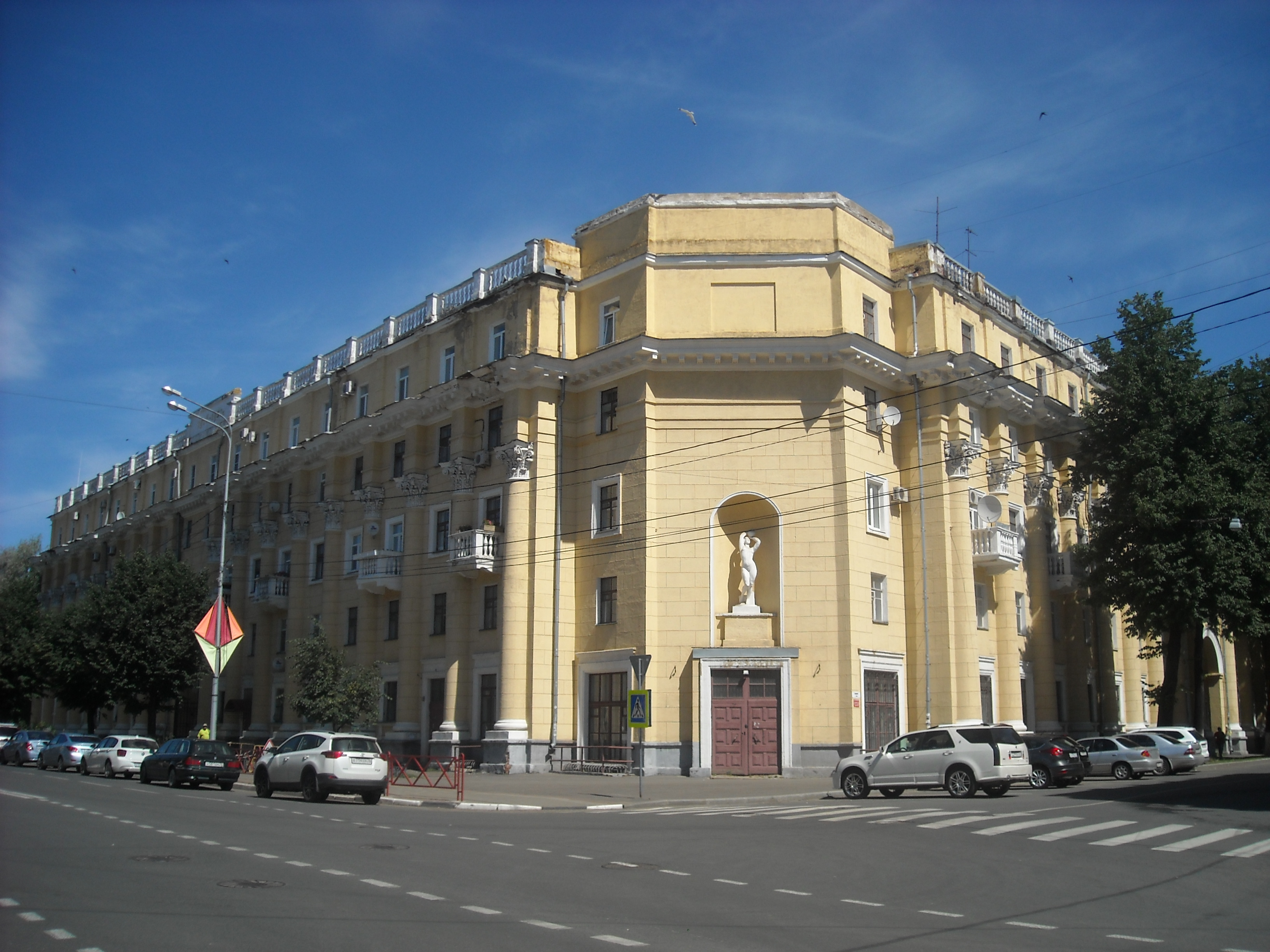
Жилой дом для партийный работников
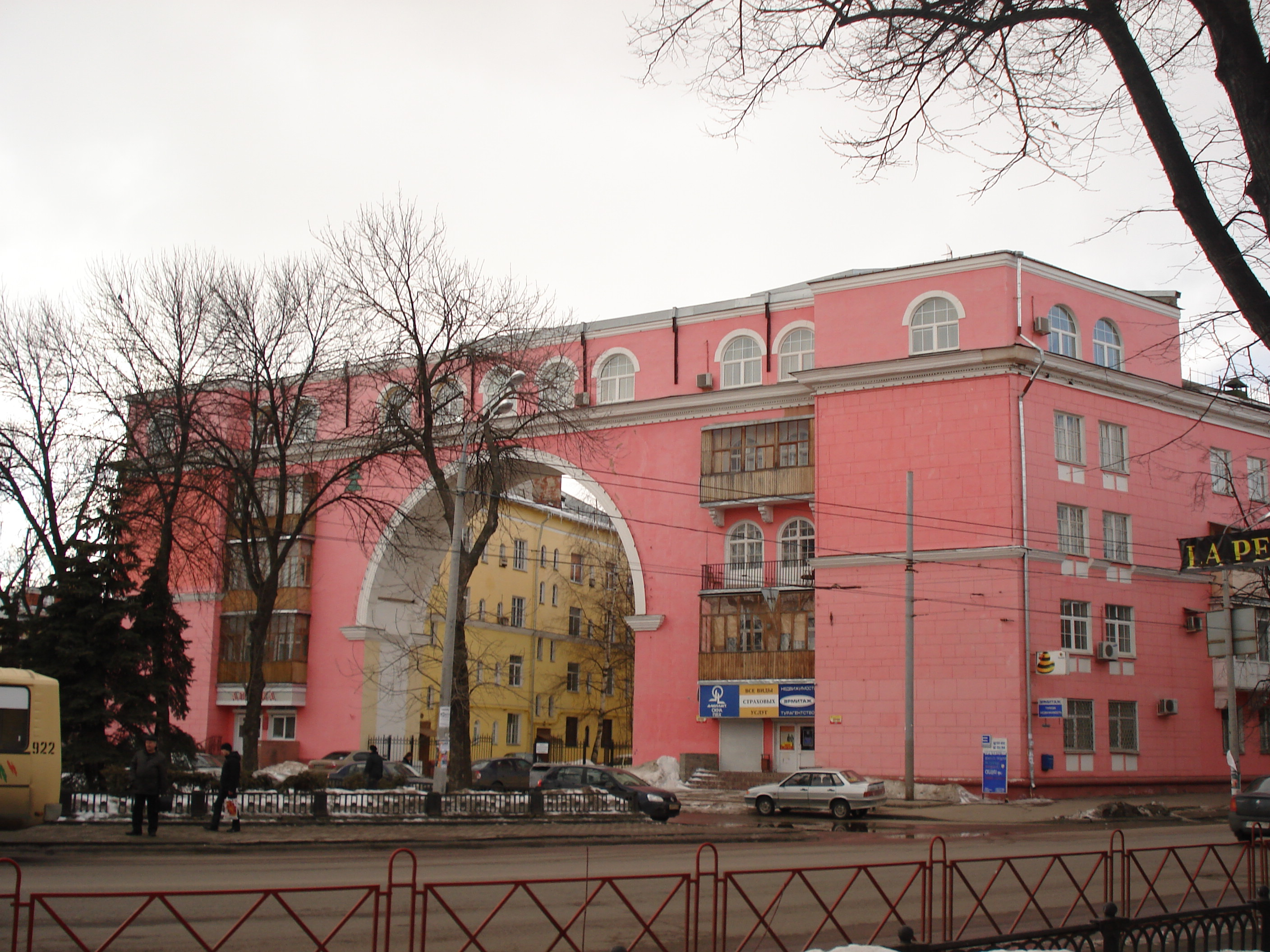
Дом с аркой
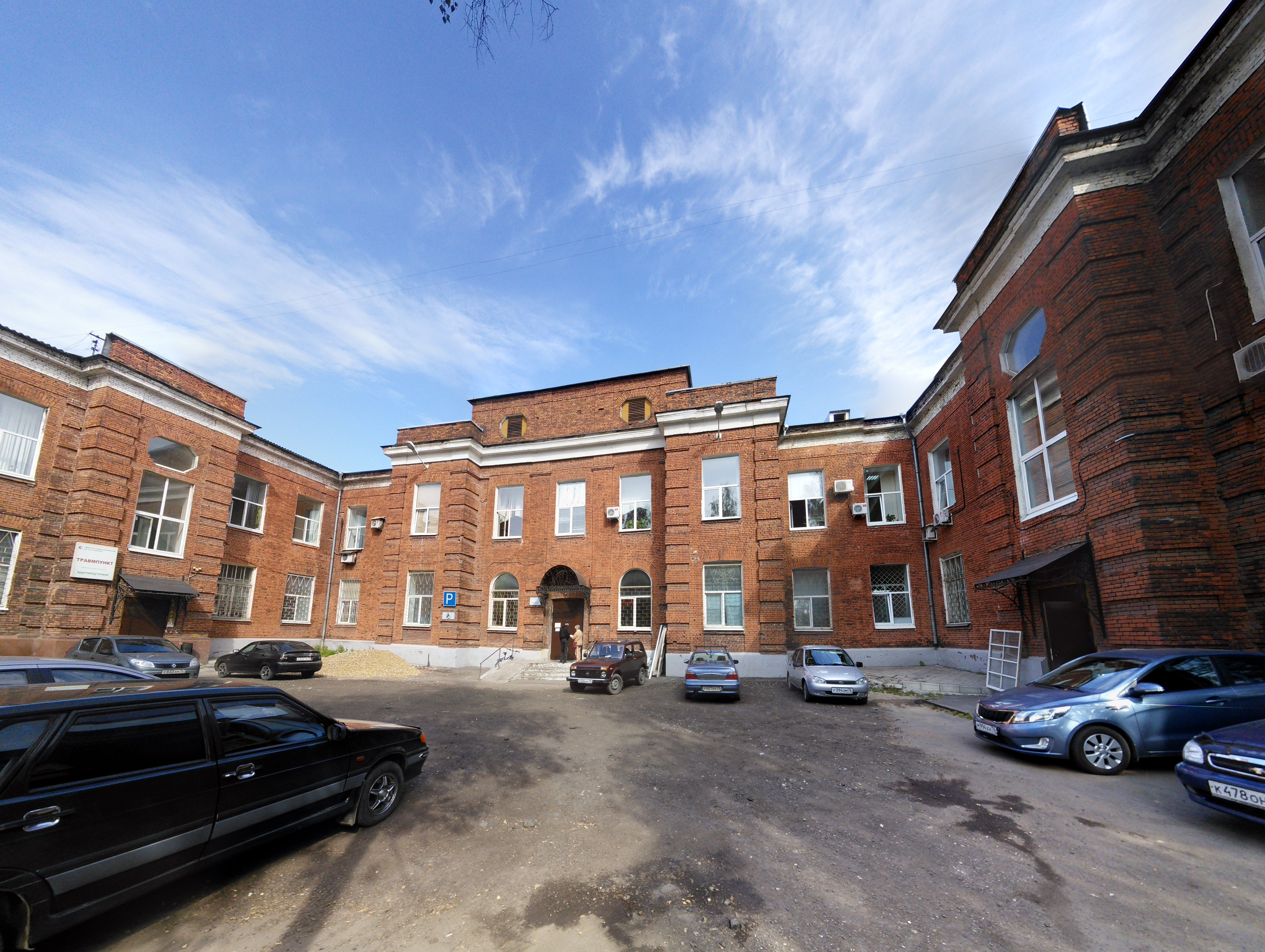
Амбулатория больницы им. Н. А. Семашко
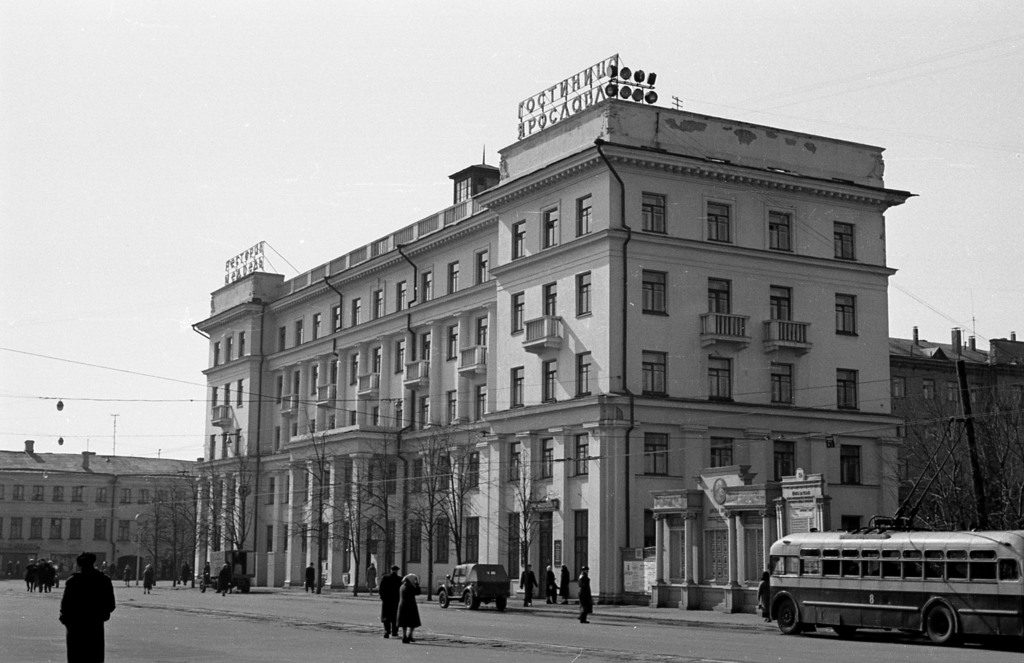
Гостиница "Ярославль"

## Ярославль в Великую Отечественную войну (1941—1945)

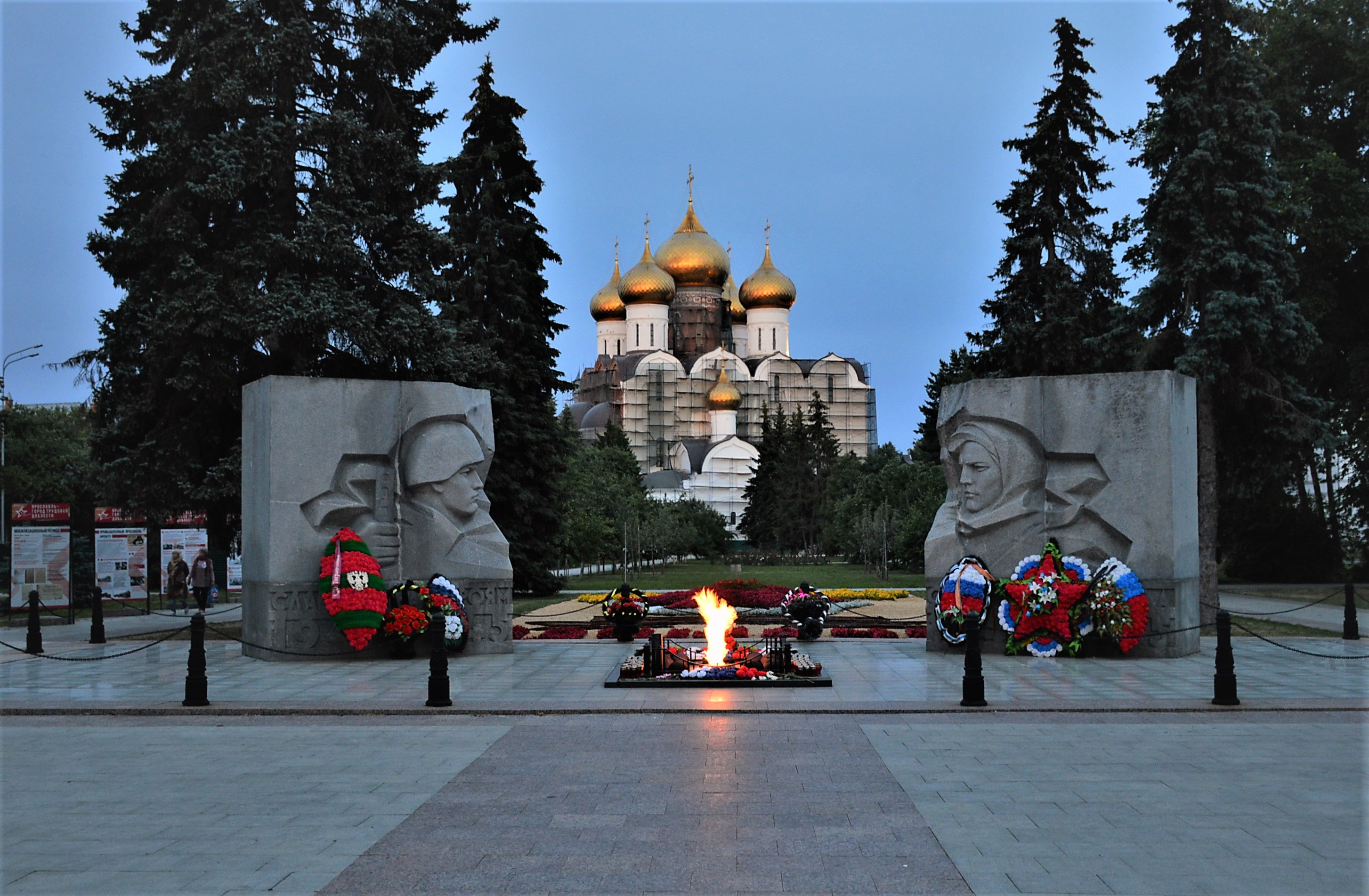
Монумент «Вечный огонь» в вечерних сумерках, 2022 год

Во время Великой Отечественной войны более полумиллиона жителей Ярославской области отправились на фронт, погибло свыше 200 тысяч человек. В Ярославле функционировал Ярославский Комитет обороны. В конце осени 1941 года враг был в 50 км от границ области. Существовал «План мероприятий по уничтожению важнейших промышленных объектов Ярославля» на случай угрозы оккупации города, важнейшие предприятия были заминированы. Город подвергался налётам немецкой авиации: всего их было совершено 1200, враг сбросил на город 55 бомб[уточнить]. Наиболее мощные авиаудары немцы нанесли по городу в ночь с 9 на 10 июня 1943 года (58 бомбардировщиков, из которых сбито 8) и в ночь с 20 на 21 июня (85 бомбардировщиков, сбито также 8). В результате был полностью разрушен шинный завод и выпуск шин почти полностью прекратился на 3 месяца, пострадали также в разной степени ещё 5 заводов города, ТЭЦ, 3 железнодорожные станции в черте города, разрушены несколько десятков жилых домов; но уже в конце сентября последствия бомбардировки были ликвидированы. В городе только за два этих налёта погибли 229 человек, 176 человек получили тяжелые ранение и 552 — лёгкие. Помимо призыва шёл набор в народное ополчение (за несколько дней 1941 в городе было набрано 47 тысяч человек). 23 февраля 1943 года Северному военному флоту была переданная подводная лодка «Ярославский комсомолец», построенная на средства граждан.
С первых месяцев войны промышленность Ярославля перешла на выпуск военной продукции, сыграв важную роль в снабжении основных оборонных отраслей: шинный завод поставлял 70 % шин страны всех типов, он произвёл продукции на 800 танковых, 3200 артиллерийских и 14 тысяч авиационных полков; автомобильный завод выпускал полуторные и трёхтонные самосвалы, корпуса для 37-миллиметровых снарядов; электромашиностроительный — промышленные электромоторы и осколочно-фугасные снаряды; «Пролетарская свобода» — 82-мм мины; судостроительный — малотоннажные суда и военные катера; тормозной — тормозное оборудование для железных дорог, компрессоры для электровозов, паровозные рукава, взрыватели, зажигательные авиационные бомбы, осколочные гранаты; паровозоремонтный — ремонтировал паровозы и бронепоезда, изготавливал снаряды, детали для оружия, запчасти к мотовозам и тракторам; завод № 151 — аэростаты воздушного заграждения, резиновые лодки, защитные противохимические ткани; «Красный маяк» — электроинструменты и спецпродукцию (коробки для противогазов, лотки для мин, корпуса зажигательных авиационных бомб; фабрика «Североход» — обувь для армии, военные палатки; кожевенный — армейские полушубки, перчатки, вырабатывал хром; фабрика «Красный Перекоп» — военные палатки, материалы для противохимических костюмов; кордная фабрика — корд для шинного завода; СК-1 — синтетический каучук и латекс; «Победа рабочих» — лаки и краски для военной промышленности; асбестовый завод — асбестовую бумагу, а из неё — детали для автомобилей, танков, тракторов; Оборонный завод № 226 перерабатывал десятки тонн хлора ежедневно; кислородный завод — сжатый воздух, кислород на нужды автогенных сварок, азот для завода СК-1; «Свободный труд» — материалы для аккумуляторов, масляные и твёрдые краски, противохимическую одежду; подошвенный и регенераторный заводы — резиновые подошвы, противогазовые маски, другие резиновые изделия.
В Ярославле открылось Ярославское военное пехотное училище (с 1943 года — имени Ф. М. Харитонова). В 1943 году в Ярославле работал Белорусский медицинский институт, из Витебского и Минского — через год они вернулись обратно, а в Ярославле открылся Ярославский медицинский институт. С сентября 1945 в городе размещалось Московское военно-политическое училище им. В. И. Ленина, в 1951 году на его базе было создано Ярославское военно-техническое училище войск ПВО. В 1944 году в городе открылся технологический институт резиновой промышленности.
В 1968 году был установлен монумент в честь боевой и трудовой славы ярославцев в годы Великой Отечественной войны 1941—1945 годов.

## 1945—1991 годы

Красная площадь. 1960-е годы

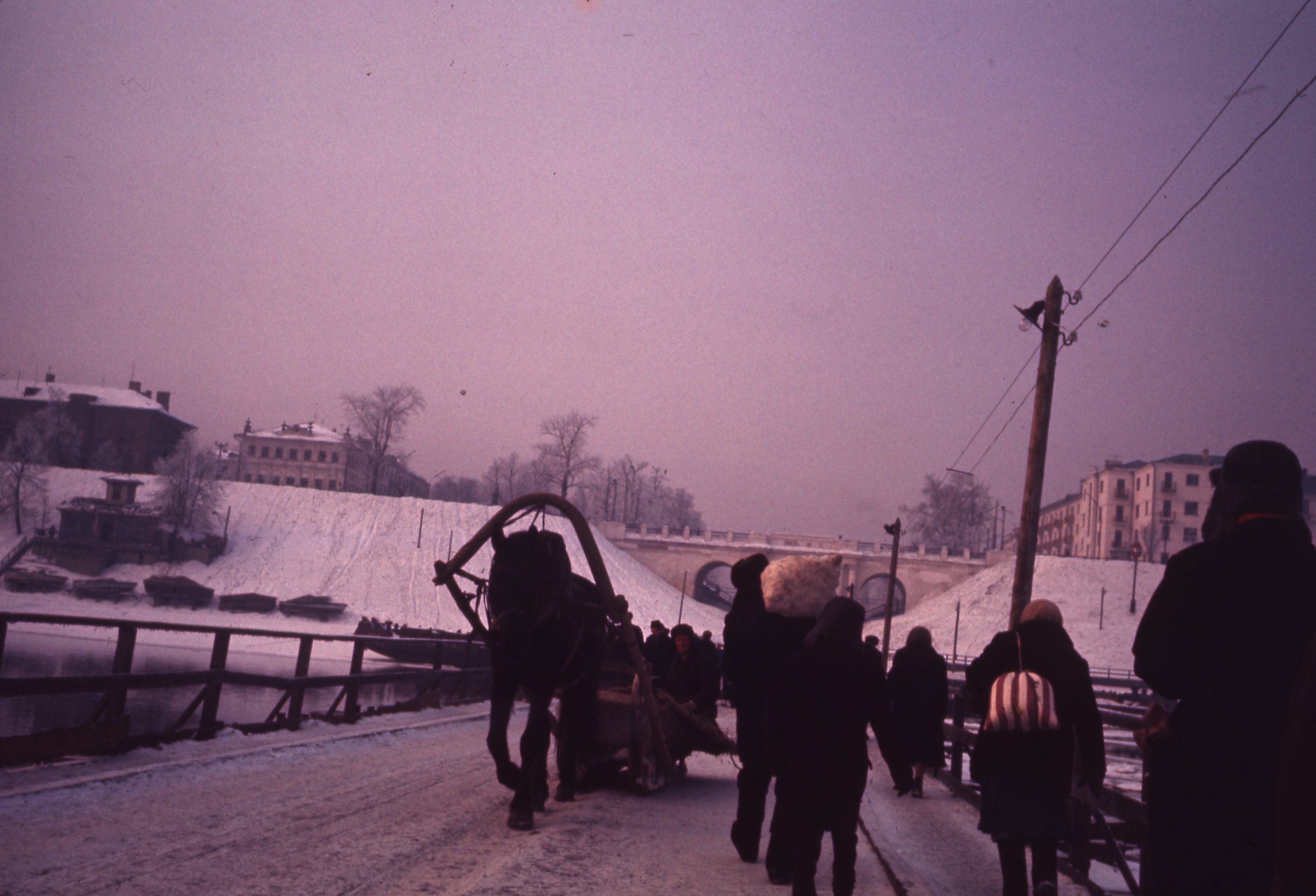
Понтонный мост через Волгу. 1964 год

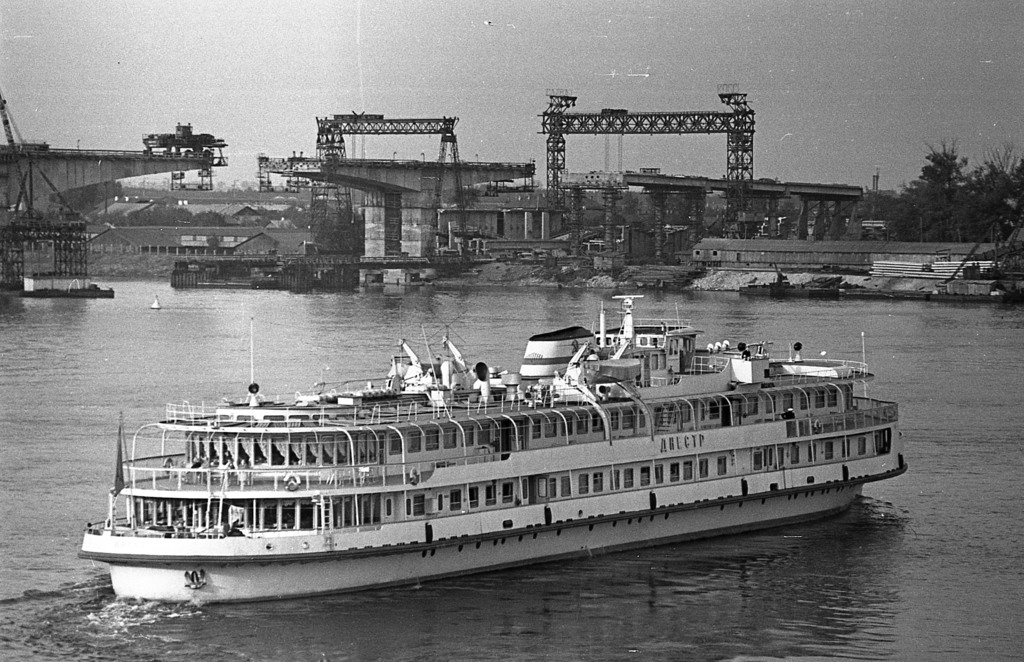
Строительство моста через Волгу. 1965 год

В 1958 году Ярославский автомобильный завод преобразован в Ярославский моторный завод (ЯМЗ), с 1960-х он прекращает выпускать грузовики и становится основным поставщиком дизелей для автомобилей страны, с 1963 года на нём начинается производство двигателей для трактора К-700 («Кировец»). 17 октября 1961 года открывается Новоярославский нефтеперерабатывающий завод.
Спустя полвека в городе возобновилось строительство мостов: в 1962 году открыт новый железобетонный мост через Которосль, в 1966 — Октябрьский мост через Волгу, в 1975 — Толбухинский мост через Которосль.
После войны активно застраивается местность от площади Труда до станции Всполье, в 1952 году получившей новое здание. В 1963 году открылось здание цирка на площади Труда, в 1965 году были открыты Дворец культуры моторостроителей и Дворец спорта моторного завода. Появляются новые бульвары и скверы.
С конца 1950-х началось активное строительство «хрущёвок», ими был плотно застроен район Пятёрка. После запрета в 1961 году индивидуального жилищного строительства в городе началось воведение жилых районов с микрорайонной застройкой. В 1964—1986 годах председателем горисполкома был Ю. Д. Кириллов, при нём велось массовое строительство в новых районах города. В Северном районе построены 11 микрорайонов жилого района Брагино, началось строительство жилого района Пашуково. В южной части города строились микрорайоны вдоль Московского проспекта, район Нефтестрой, активно застраивались Дядьково и Липовая Гора. В Заволжской части возведены 5 микрорайонов жилого района Красный Бор и посёлок Резинотехника.
В 1981 году на Советской площади построили здание обкома КПСС, через 2 года достроили Театр юного зрителя. В середине 1980-х достраивают Ярославский речной вокзал.
В 1962 году было создано Ярославское театральное училище (сейчас это Ярославский государственный театральный институт). В 1969 году открылся Ярославский государственный университет. В 1970 году переименовано и стало вузом зенитное ракетное командное училище ПВО. В 1977 году открылся филиал Московской сельскохозяйственной академии имени К. А. Тимирязева, в 1990 году ставший самостоятельным институтом, а в 1995 — Ярославской сельскохозяйственной академией. В 1957 году в Ярославль переводят Военно-финансовое училище, с 1974 года ставшее вузом и закрытое в 2010 году.
В 1971 году город получает орден Трудового Красного Знамени, а в 1985 — орден Октябрьской революции. С 1978 года вновь стали присваивать звание «Почётный гражданин города Ярославля».
Постепенно город открывают для иностранцев, он входит в состав наиболее известного туристского проекта позднесоветских времен — т. н. Золотого Кольца. Проводится реставрация памятников. С другой стороны, решением местных властей некоторые из них были разрушены уже в 1970-е и 1980-е годы.
Жизнь в городе в 1980-е годы трудно представить без продуктовых электричек в Москву, откуда рядовыми горожанами привозились продукты. В свободной торговле в Ярославле ассортимент продуктов был крайне ограничен. Дефицитными были и большинство промышленных товаров.
Яркая страница истории города — деятельность Ярославского Народного фронта в конце 1980-х — начале 1990-х гг. Это низовое общественное движение, выступавшее за социальную справедливость, против привилегий номенклатуры, за расширение свобод.
Постройки этого периода

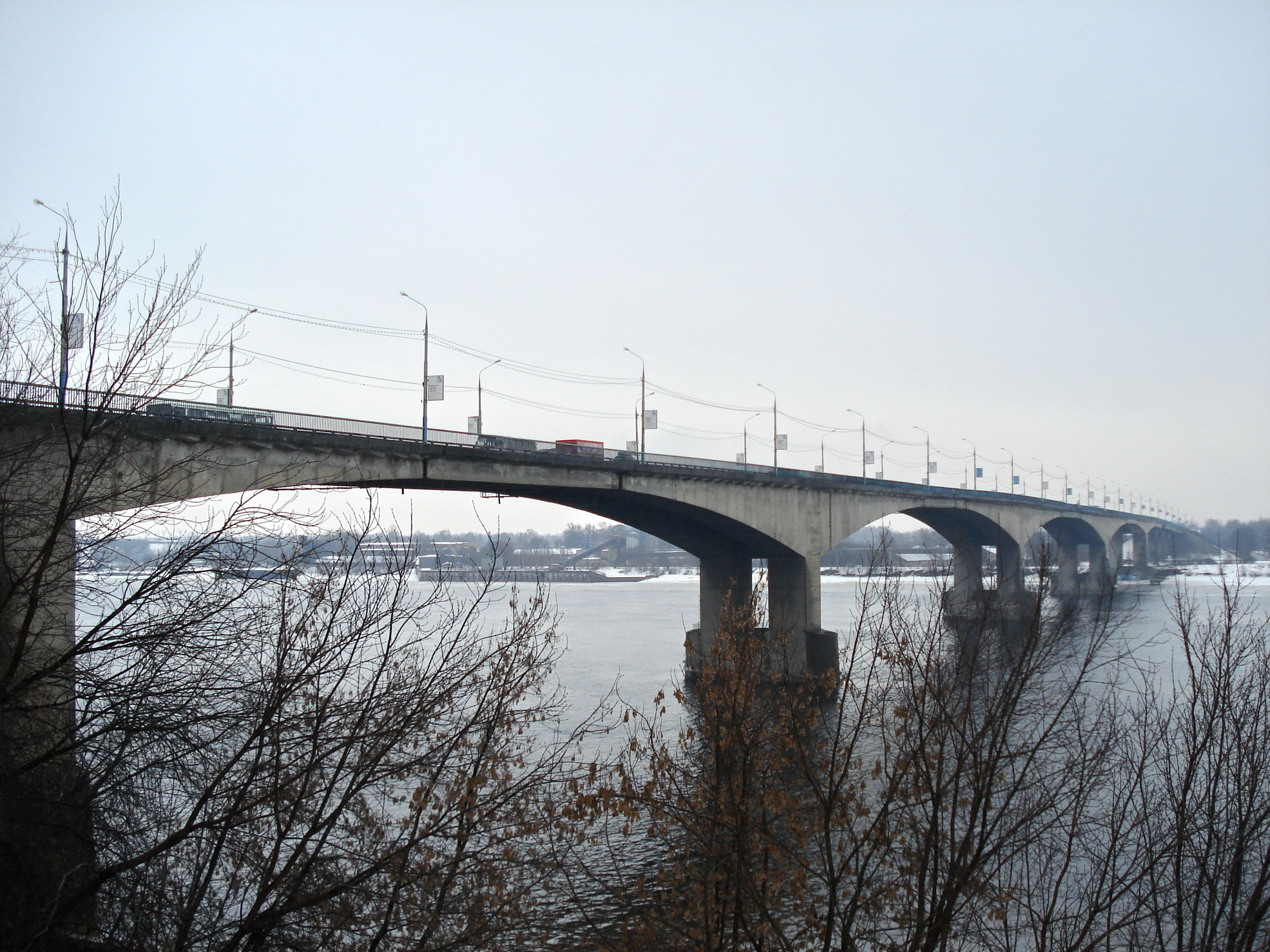
Октябрьский мост
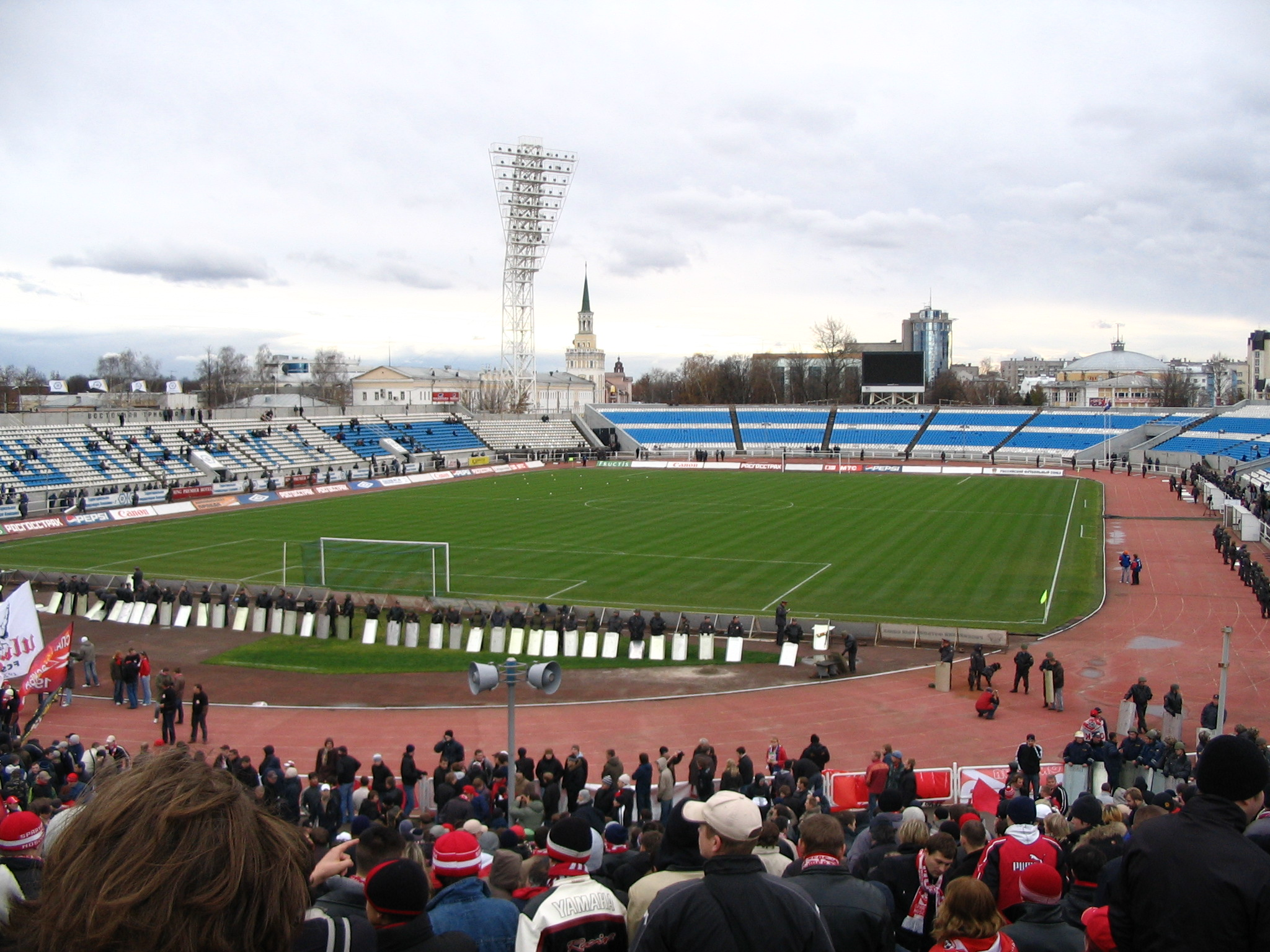
Стадион "Шинник"
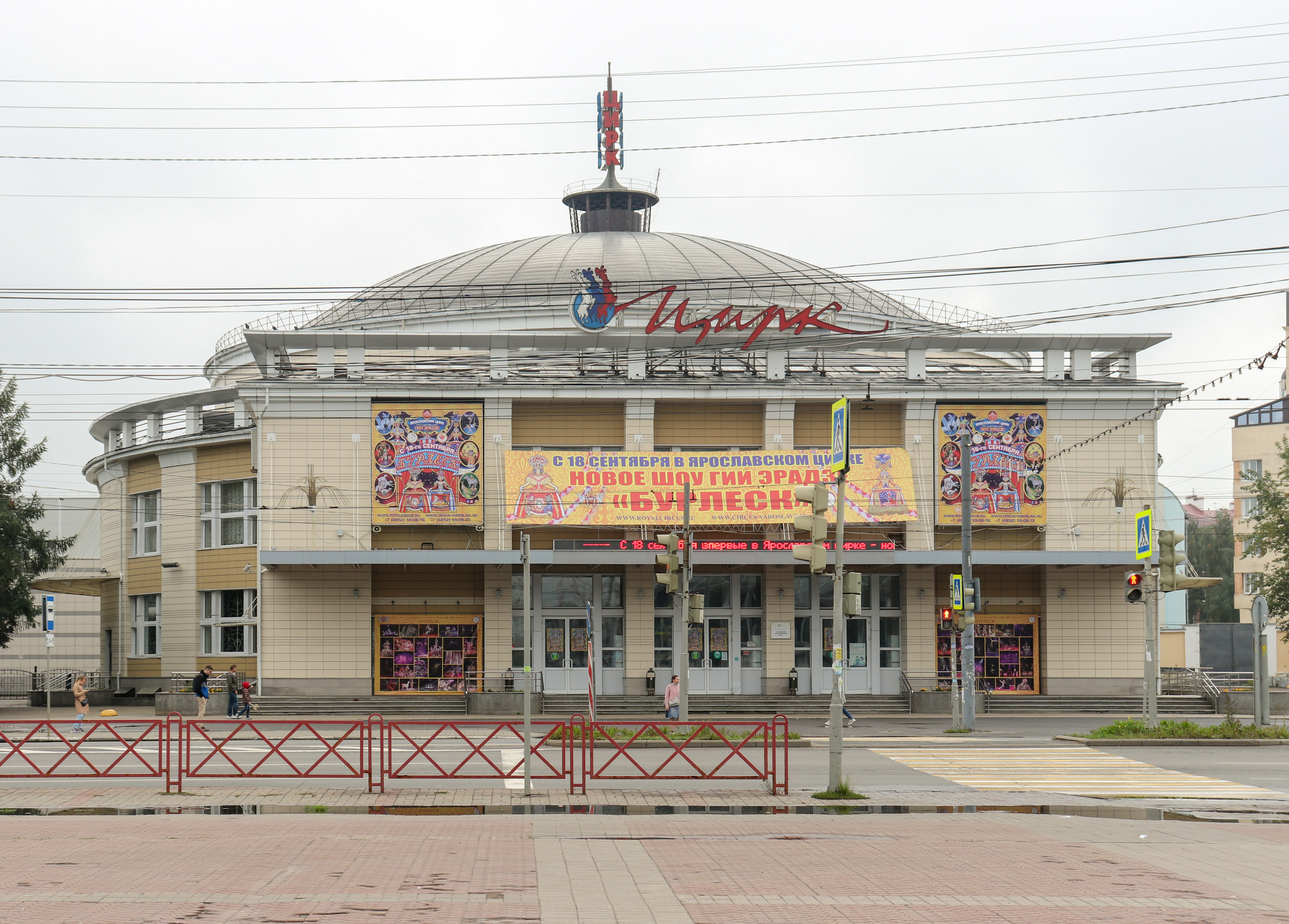
Цирк
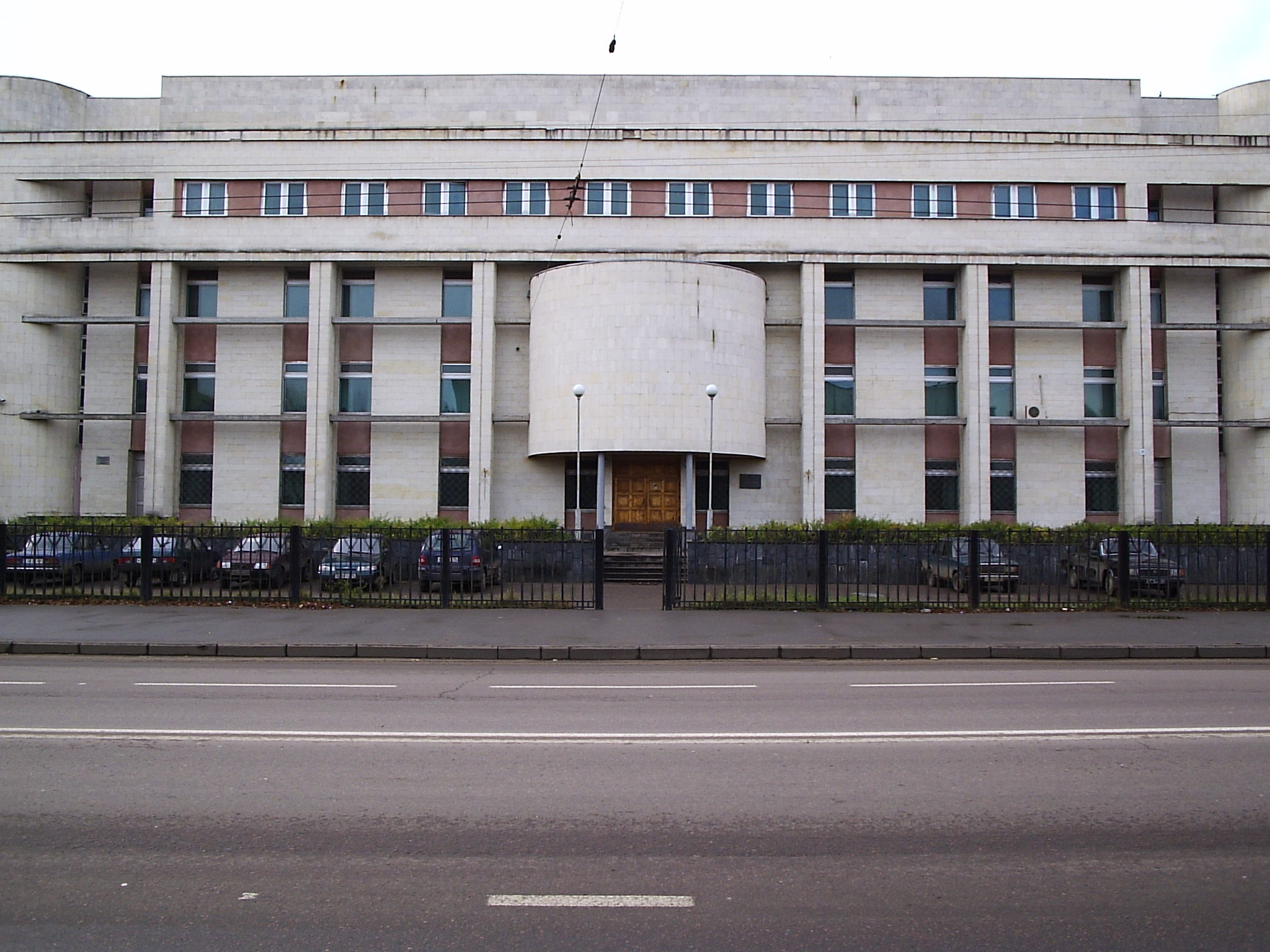
Управление КГБ
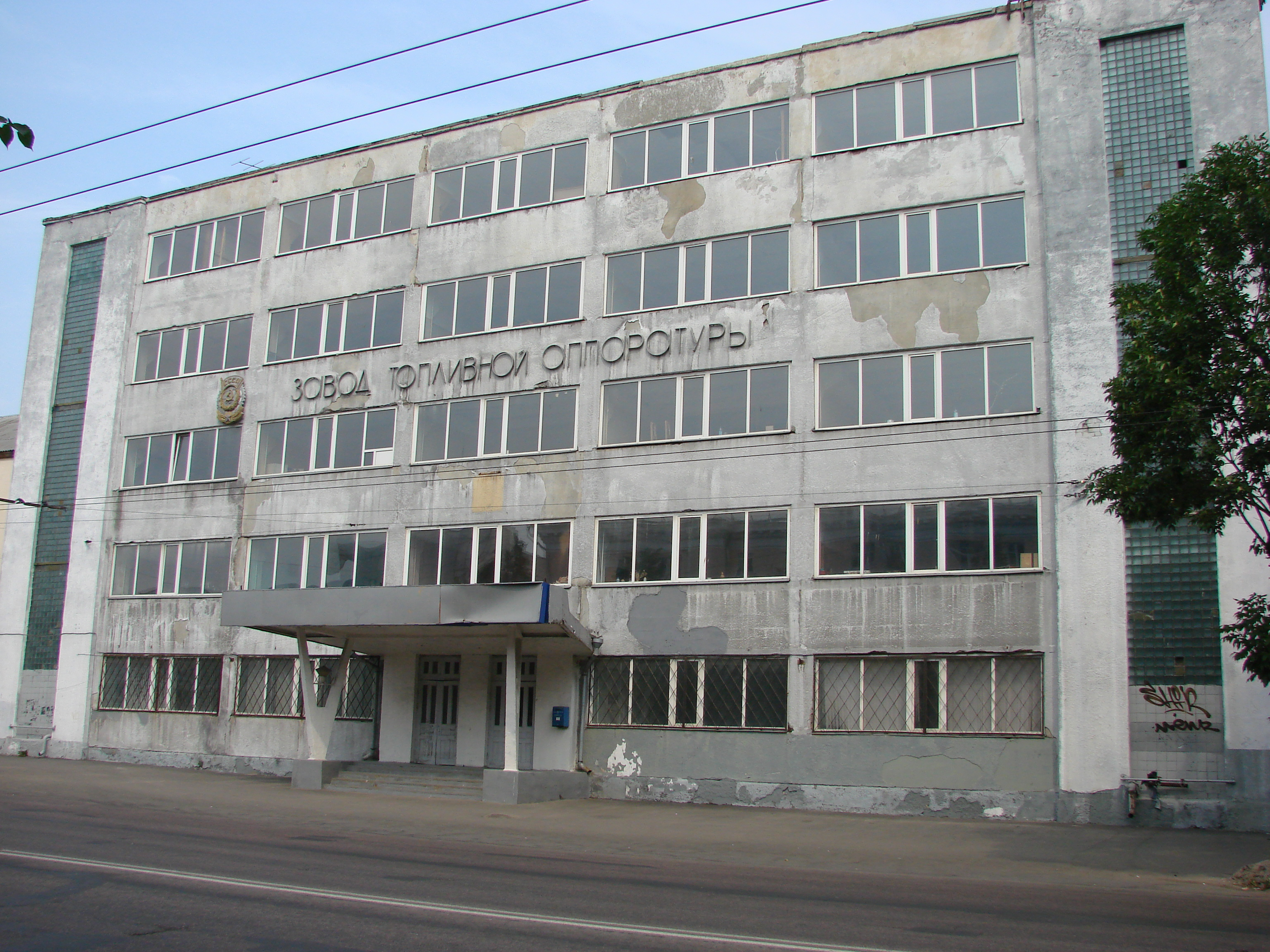
Заводоуправления ЯЗТА
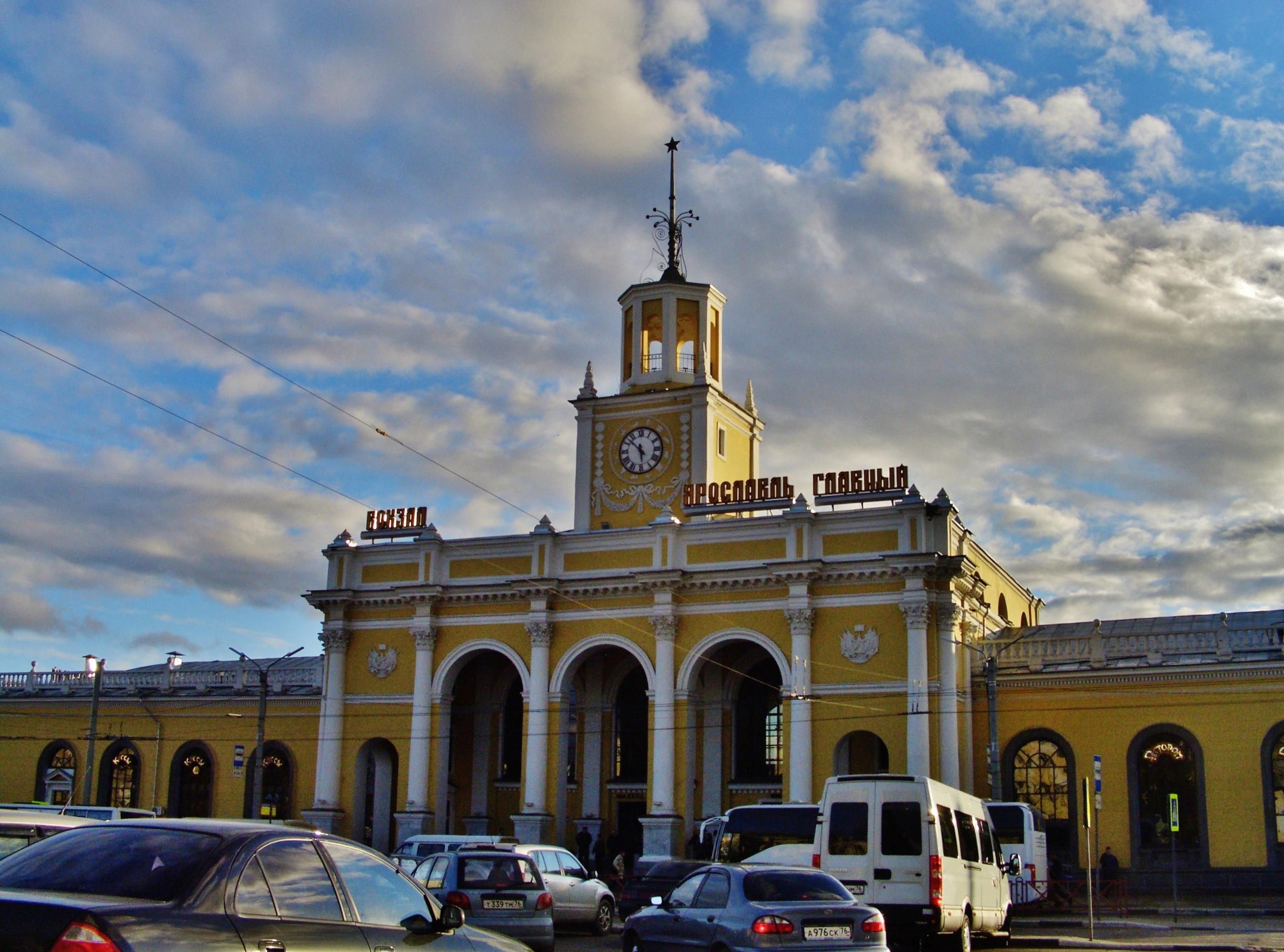
Вокзал станции Всполье
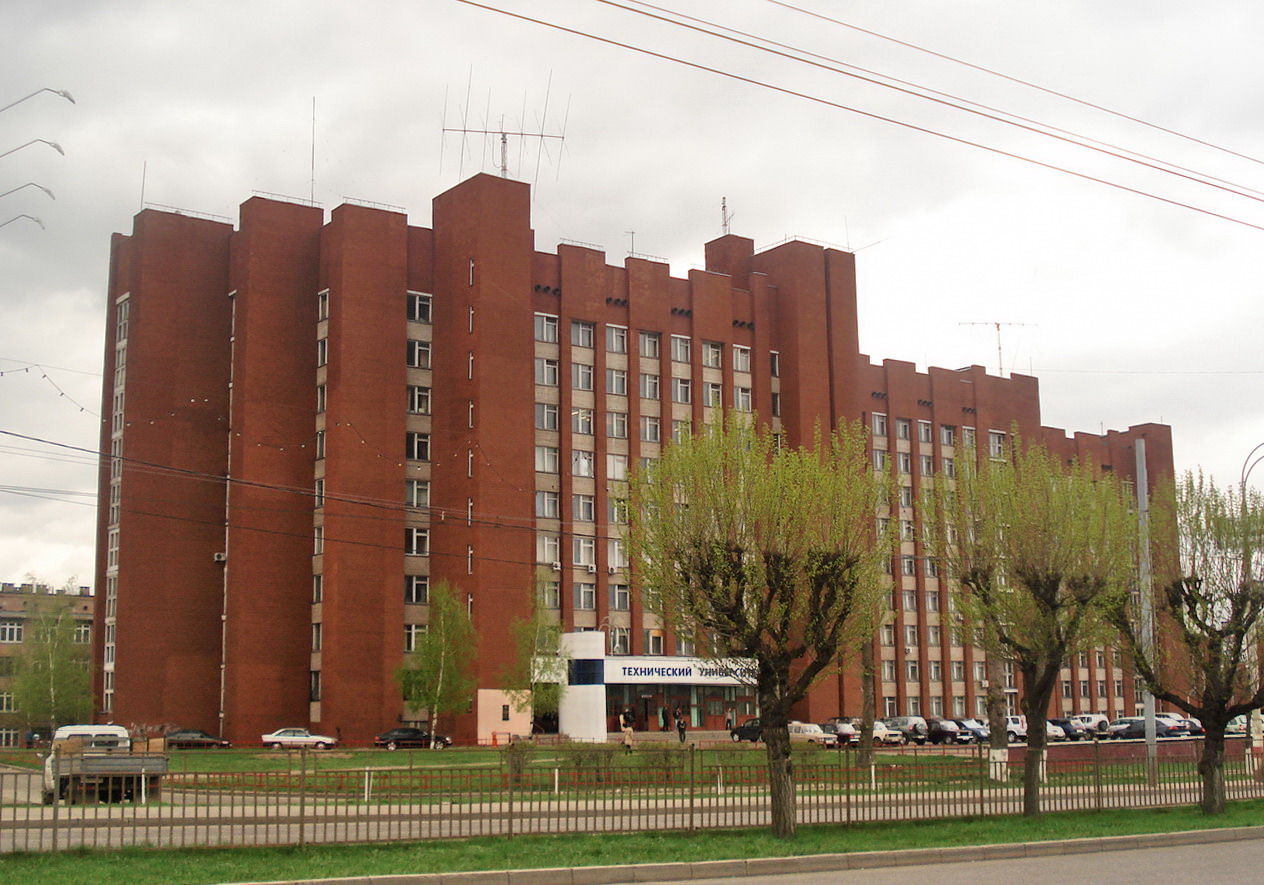
Политехнический институт
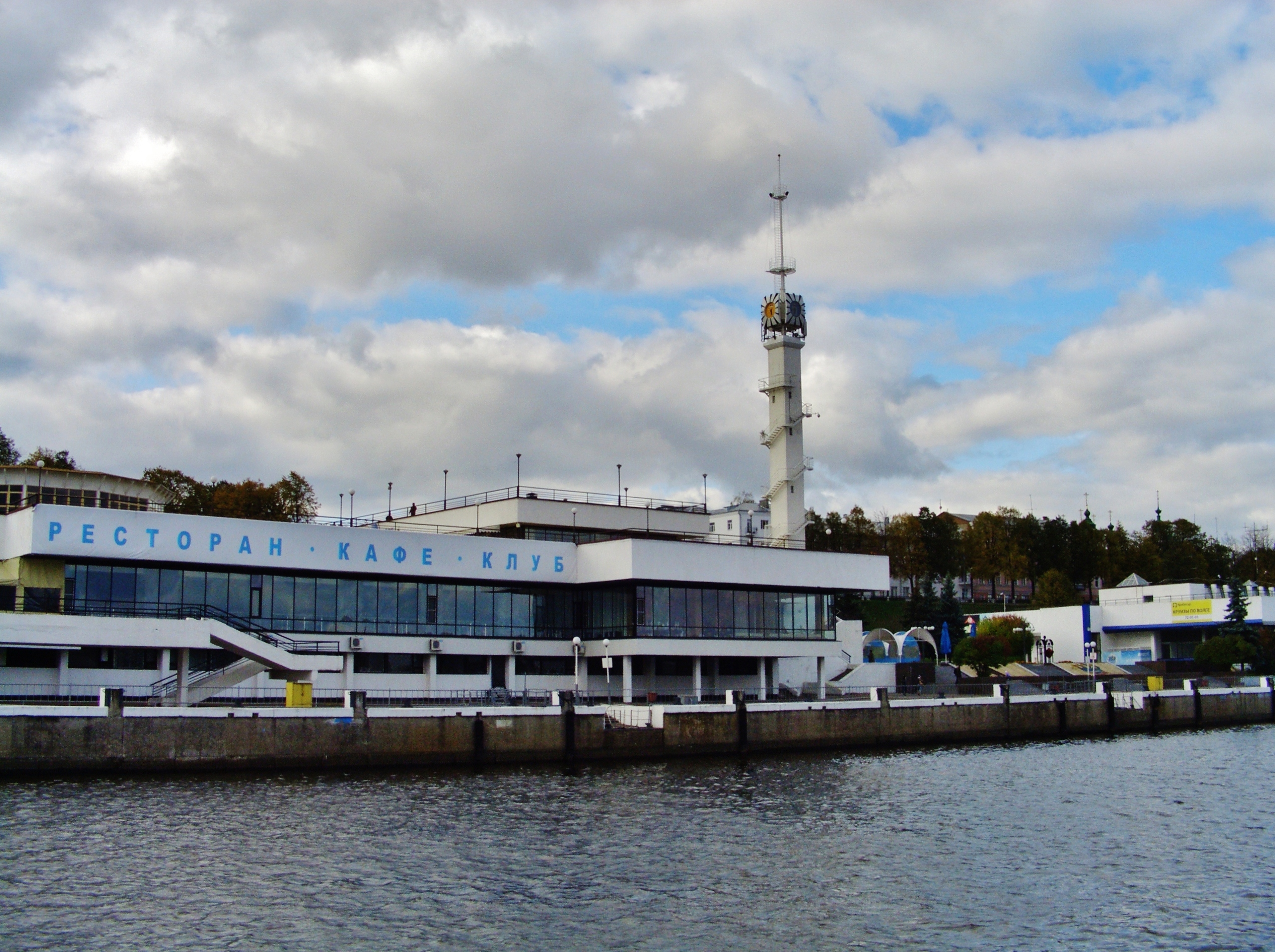
Речной вокзал
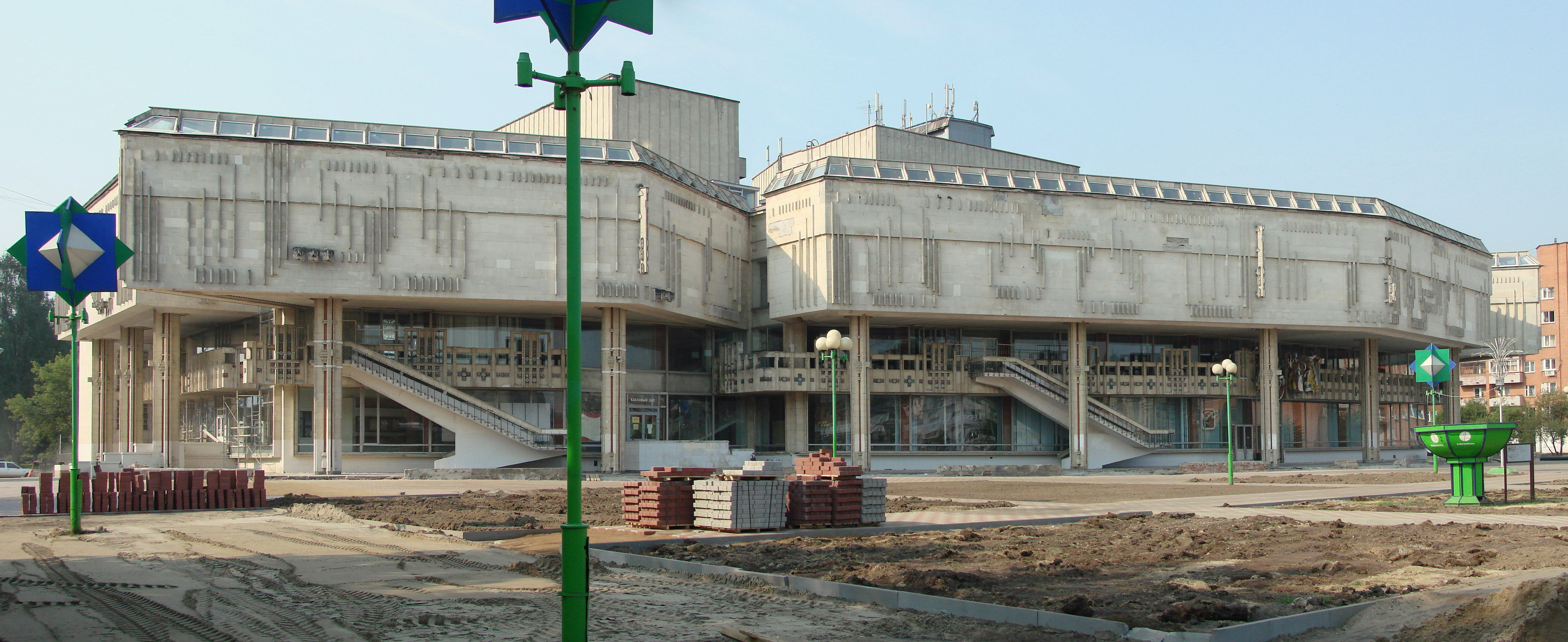
Теар юного зрителя
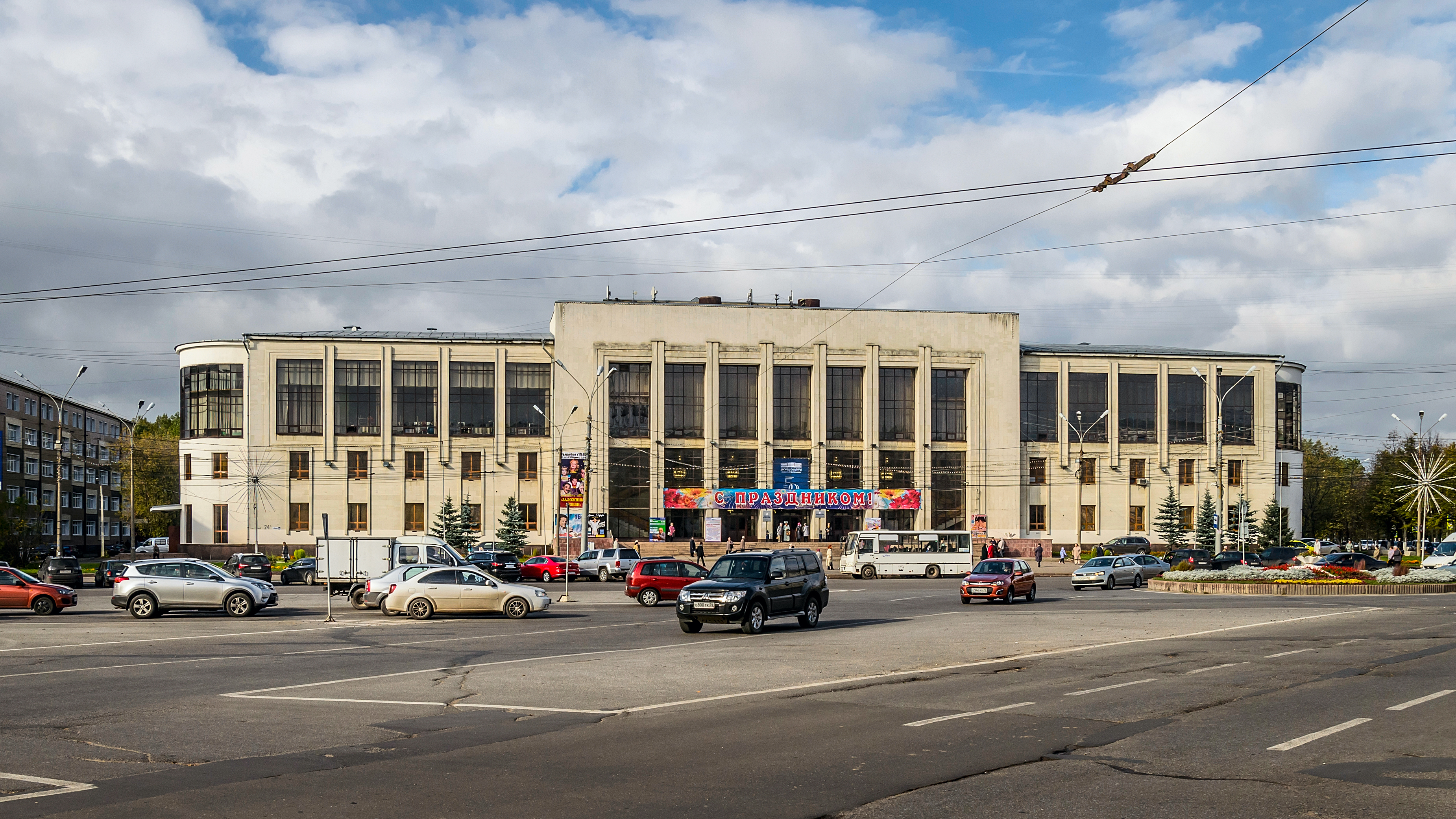
Дом культуры моторостроителей
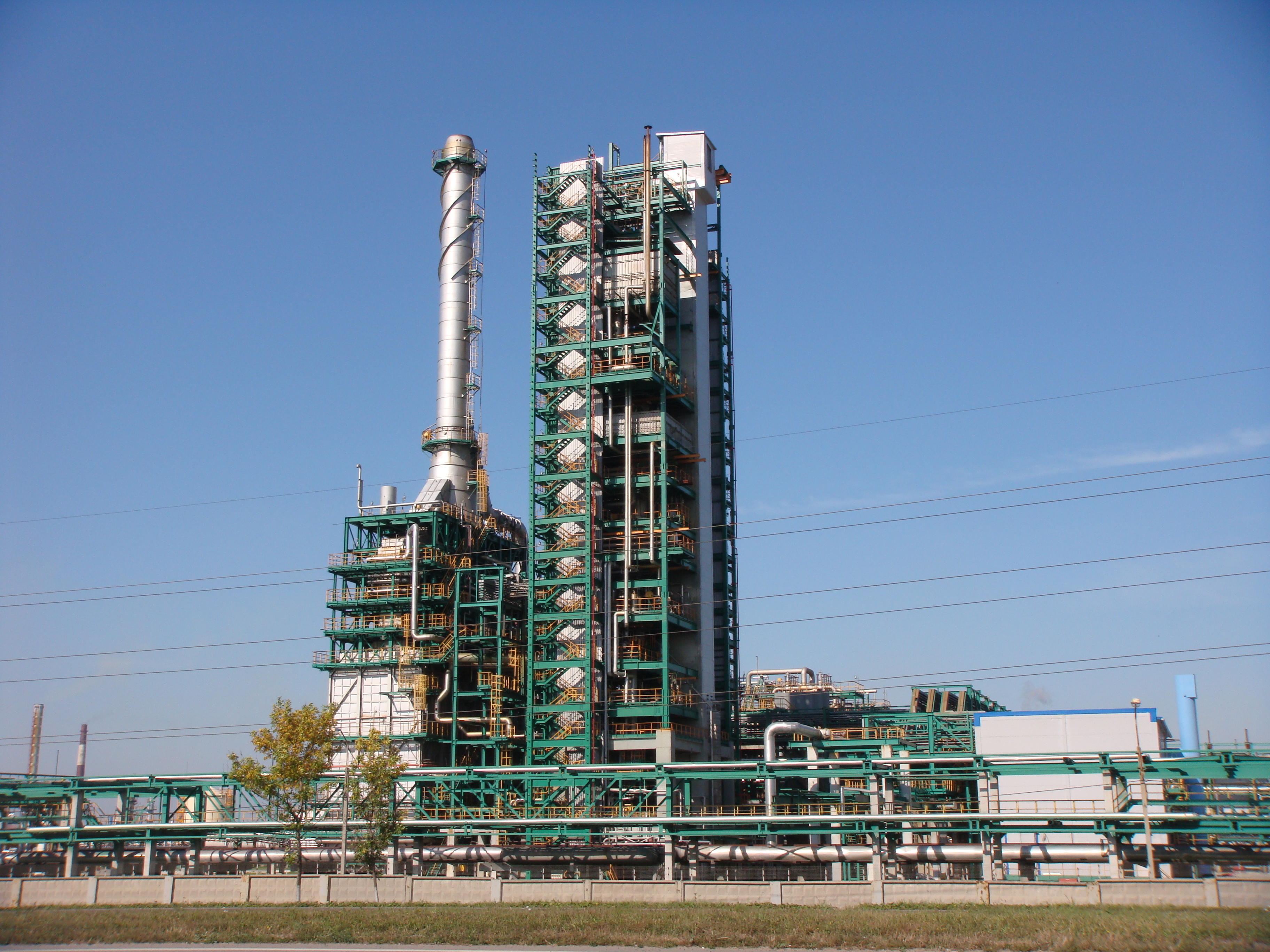
Нефтеперерабатывающий завод

## С 1992 года
После достигнутого в конце 1980-х максимального числа жителей — около 650 тысяч человек, как и почти везде по стране, численность населения города стала уменьшаться. Но, несмотря на трудности переходной экономики, Ярославлю в основном удалось сохранить экономический и развить культурный потенциал. Население в январе 2008 года составляло 605,2 тысячи человек (24-е место по стране), причём за 2007 год впервые за более чем 20 лет наблюдался прирост.

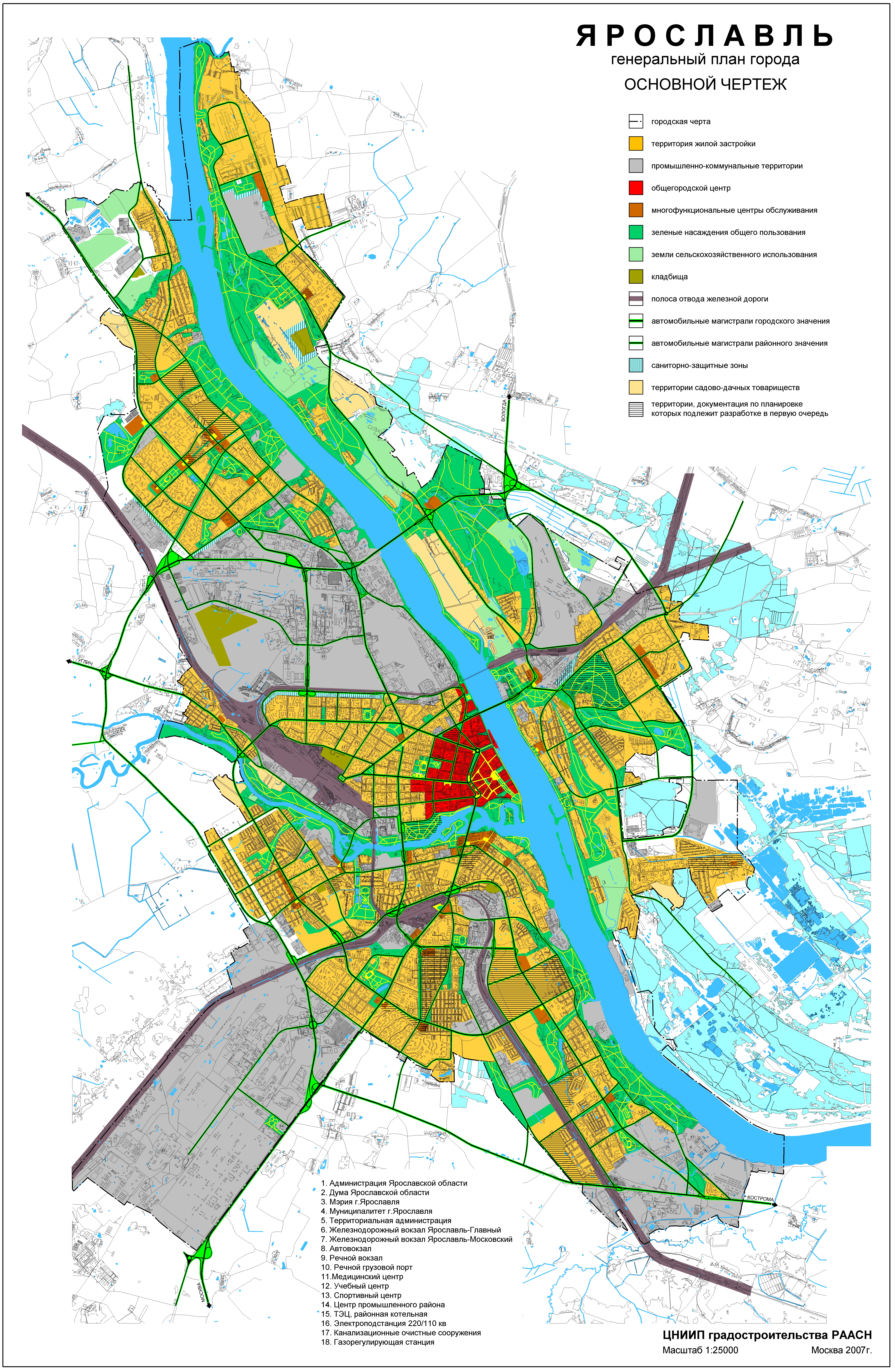
Основной чертёж Генерального плана города 2008 года

Площадь города занимает около 20 тыс. га, имеется 15 площадей и 950 улиц общей длиною более 600 км. Лишь одной улице вернули дореволюционное название, все остальные до сих пор с советскими. В 2006 году был утверждён новый генеральный план по развитию города. Узловыми пунктами инфраструктуры являются мосты через Волгу и Которосль, аэропорт «Туношна». Дороги из Ярославля ведут в Москву и Санкт-Петербург, на Север и вниз по Волге. Через город проходят федеральная автомобильная дорога М-8 «Холмогоры» и Транссибирская железнодорожная магистраль. Через Волгу Ярославль имеет выход к пяти морям.
В городе на 2007 год было около 23 тыс. предприятий и организаций, из них свыше 85 % находилось в частной собственности. Ведущими отраслями остаются: химическая, нефтехимическая, машиностроение, металлообработка, электроэнергетика, топливная и пищевая промышленность. Развиваются сферы торговли, общественного питания, транспорта и связи. Крупнейшие предприятия — ОАО «Автодизель» (Ярославский моторный завод), ОАО «Славнефть-ЯНОС», ОАО «Ярославский шинный завод», ЗАО «Ярославль-Резинотехника», ОАО «Ярославский завод резиновых технических изделий», ОАО «Русские краски», ОАО «Ярпиво», ОАО «Ярославский комбинат молочных продуктов».
С 1993 года педагогический институт стал университетом, сейчас в нём 7 факультетов. В 1994 году медицинский институт становится академией. В 1992 году в городе открывается Международная академия бизнеса и новых технологий — первый негосударственный вуз Ярославской области.
На 2007 год в Ярославле работало 96 средних школ, 38 техникумов и ПТУ. Также 13 школ искусств, 27 спортивных школ, более 30 библиотек. В Ярославской областной библиотеке хранится 2,7 млн книг.
С 1985 года на Волжской набережной в бывшем доме купца Кузнецова (1803 год) действует Музей истории города Ярославля. Продолжают работать музей-заповедник (более полумиллиона экспонатов) и художественный музей. С конца 1980-х многие ярославские храмы были переданы Русской православной церкви, строятся и новые. Воссозданы Толгский (первым из женских в России), Казанский и Афанасьевский монастыри. Был построен ряд новых памятников. С 1991 года проводится фестиваль хоровой и колокольной музыки «Преображение». С 2005 по 2008 год в городе действовал проект «Ярославская масленица — Главная масленица страны», но в 2009 году общегородские гулянья были отменены в связи с экономическим кризисом. У города есть симфонический оркестр с органом, спорт-комплексы «Арена 2000» и «Атлант». Ежегодно Ярославль посещают 320 тысяч туристов, в том числе 150 тысяч иностранных. В 2003 году Ярославль получил флаг ЕС за вклад в развитие международных отношений.
В 2007—2010 годах в связи с празднованием 1000-летия Ярославля в городе велось активное строительство новых и реконструкция действующих объектов. В частности, открыты перинатальный центр, зоопарк, концертно-зрелищный центр, построен автодорожный обход города, включающий Юбилейный мост через Волгу, реконструирован Московский проспект и др. Отреставрирован целый ряд исторических объектов церковной и гражданской архитектуры, реконструированы набережная Волги и парк на Стрелке.
Постройки этого периода

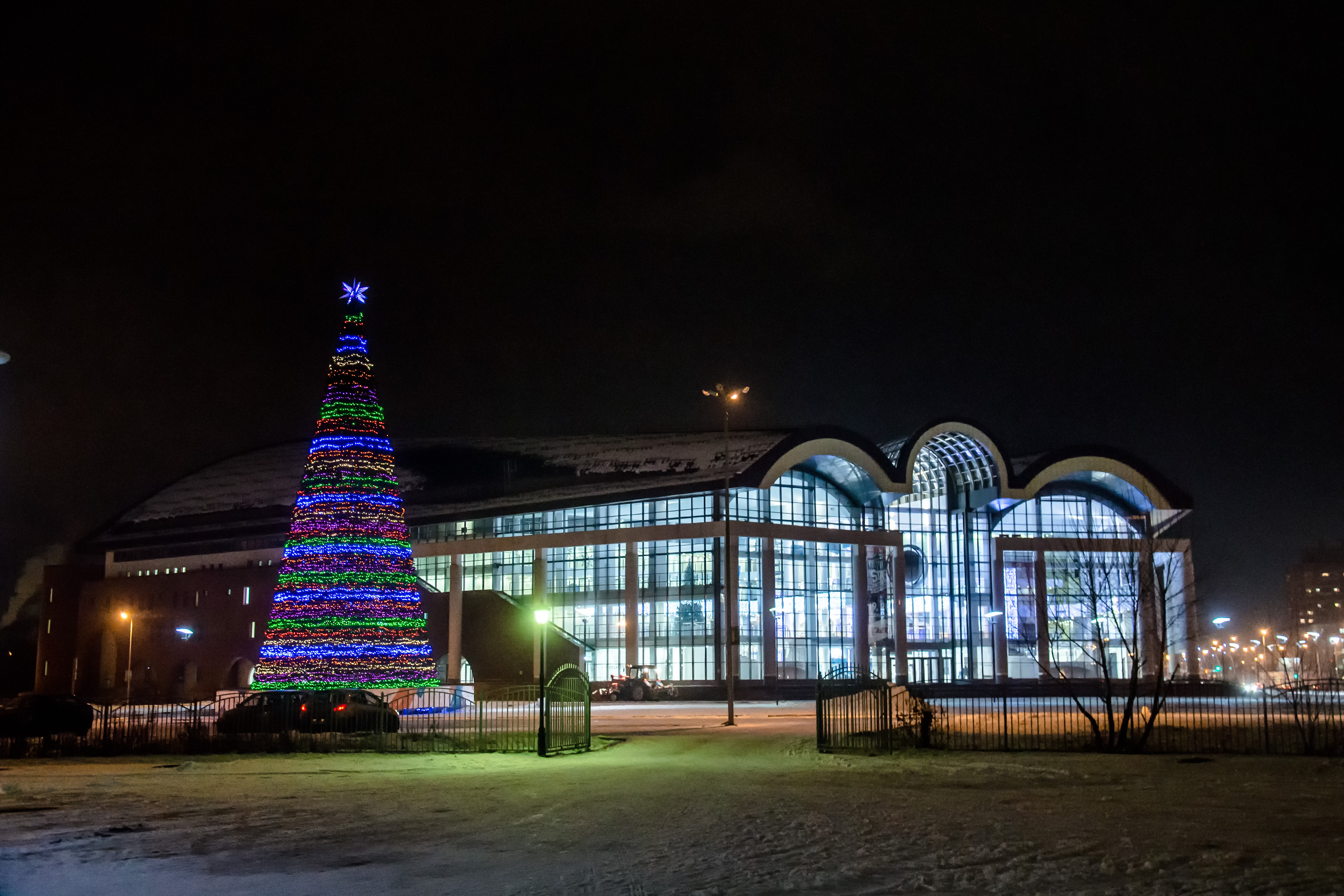
Концертный зал
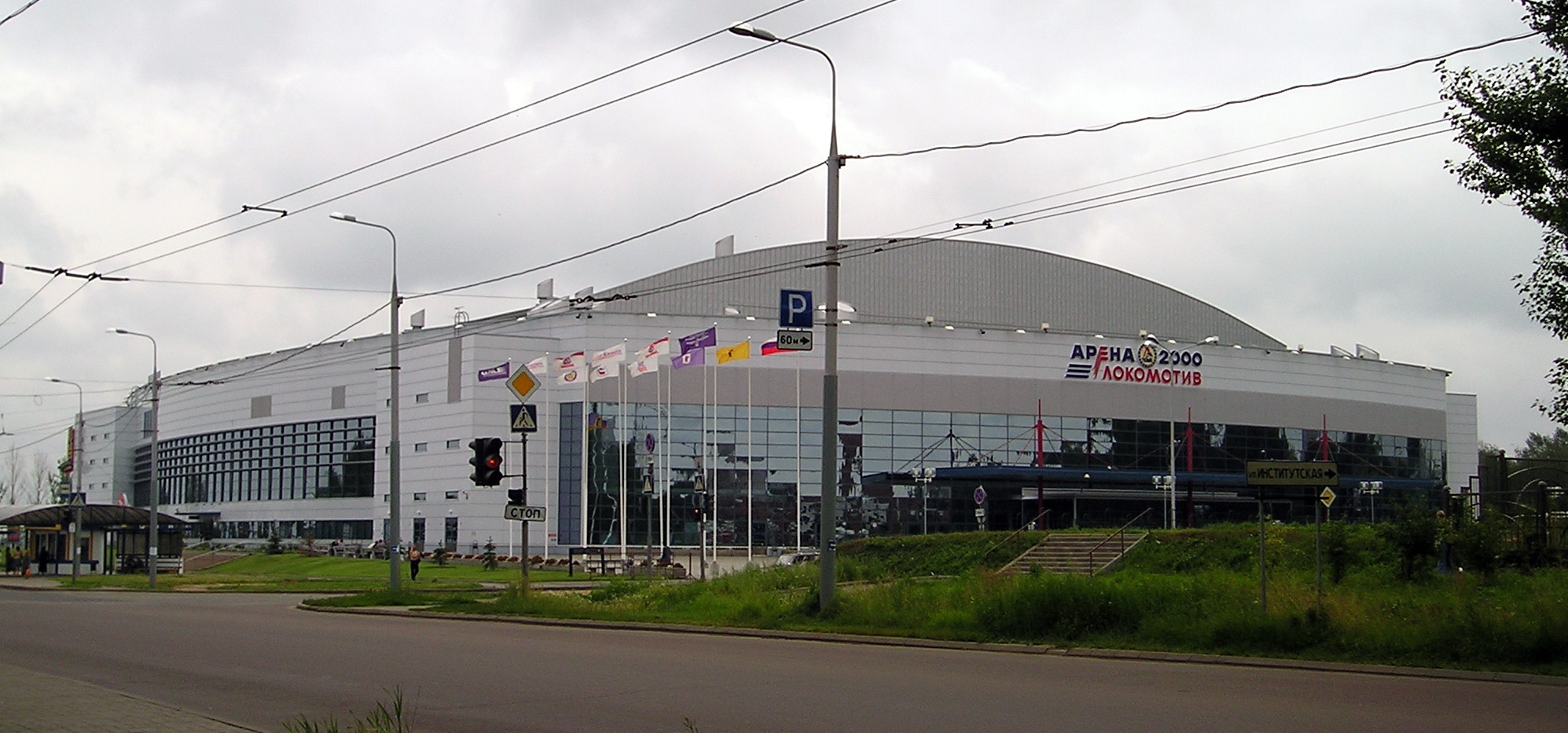
Спорткомплекс Арена 2000
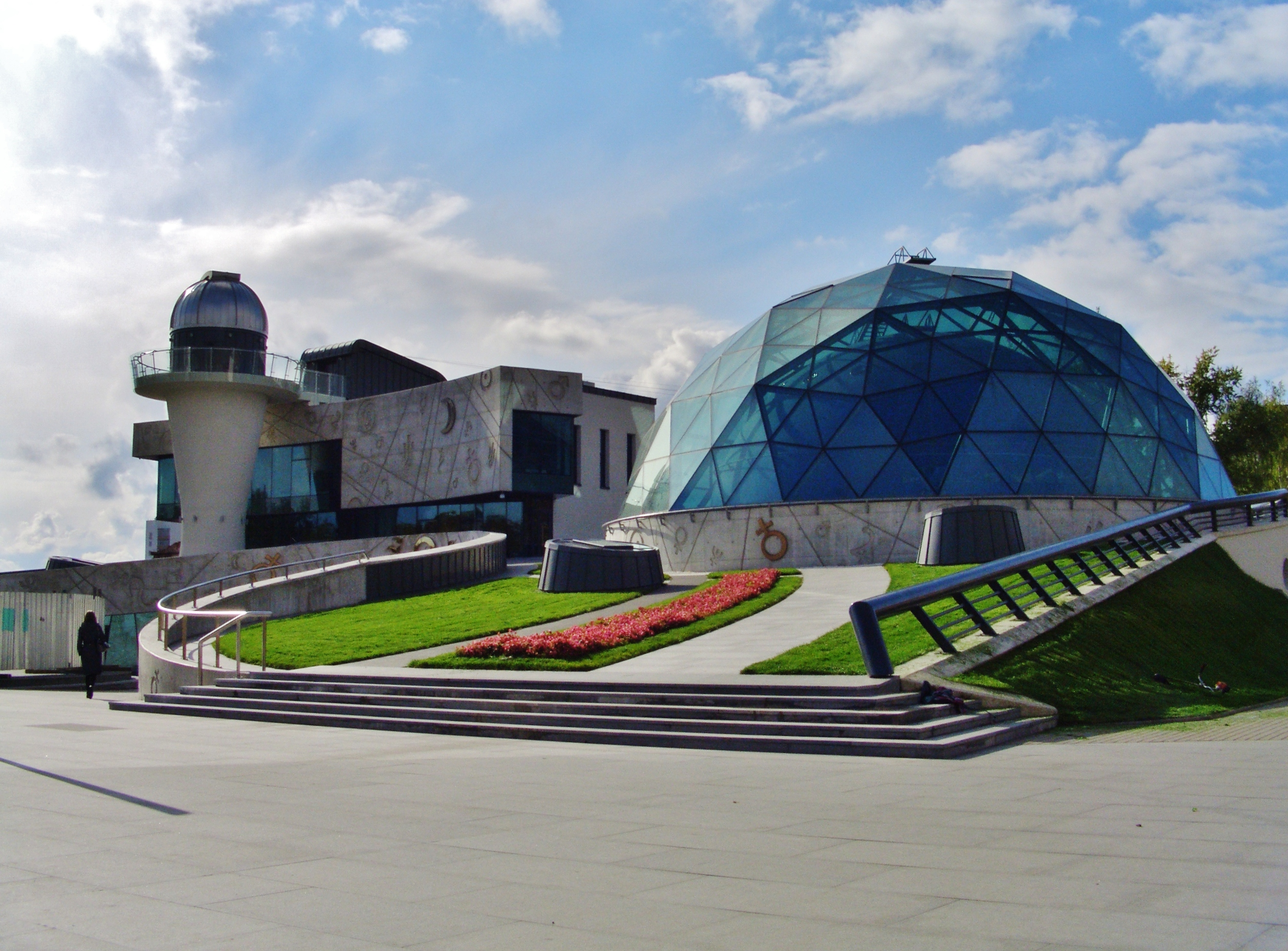
Планетарий
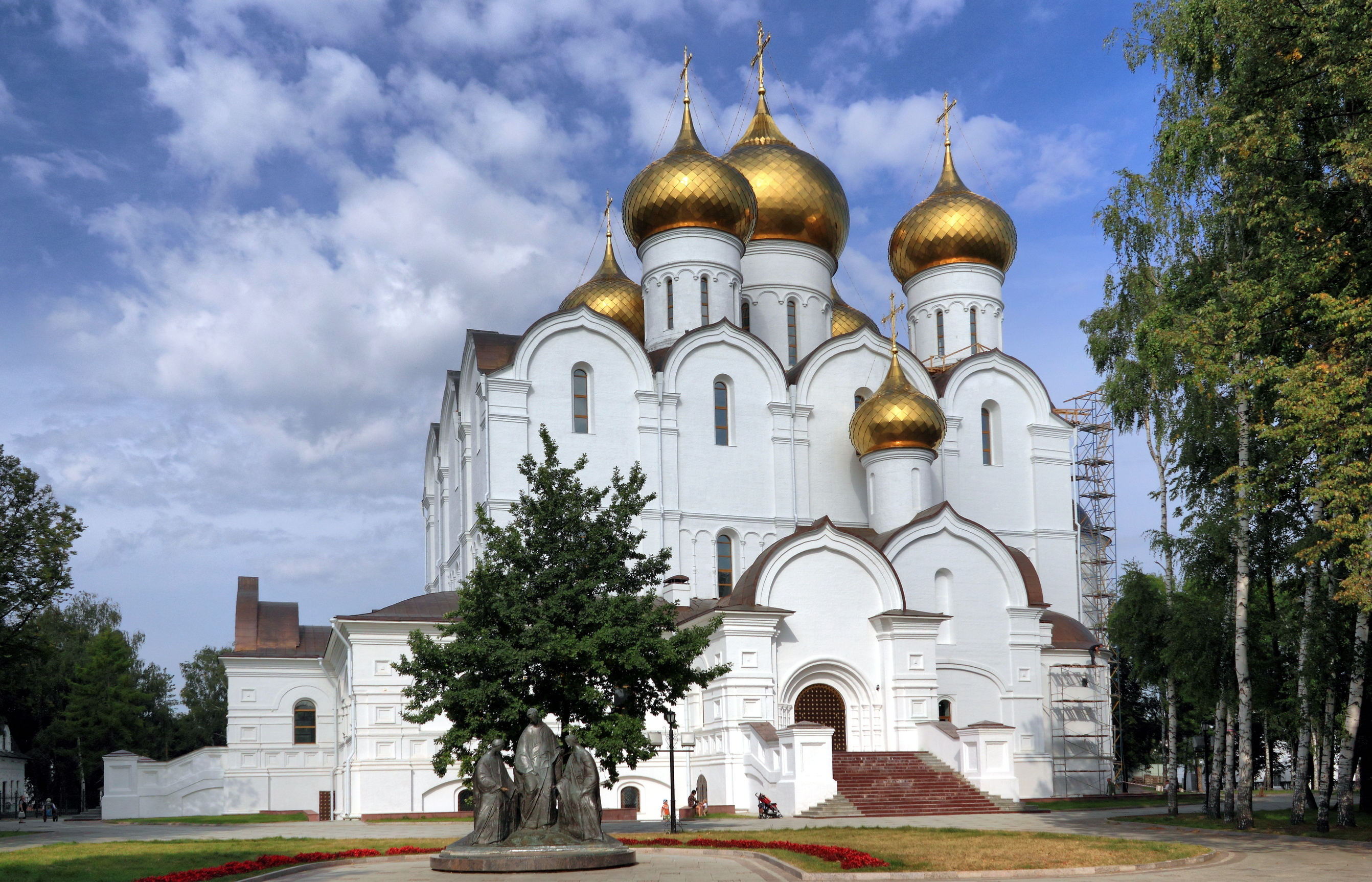
Успенский собор
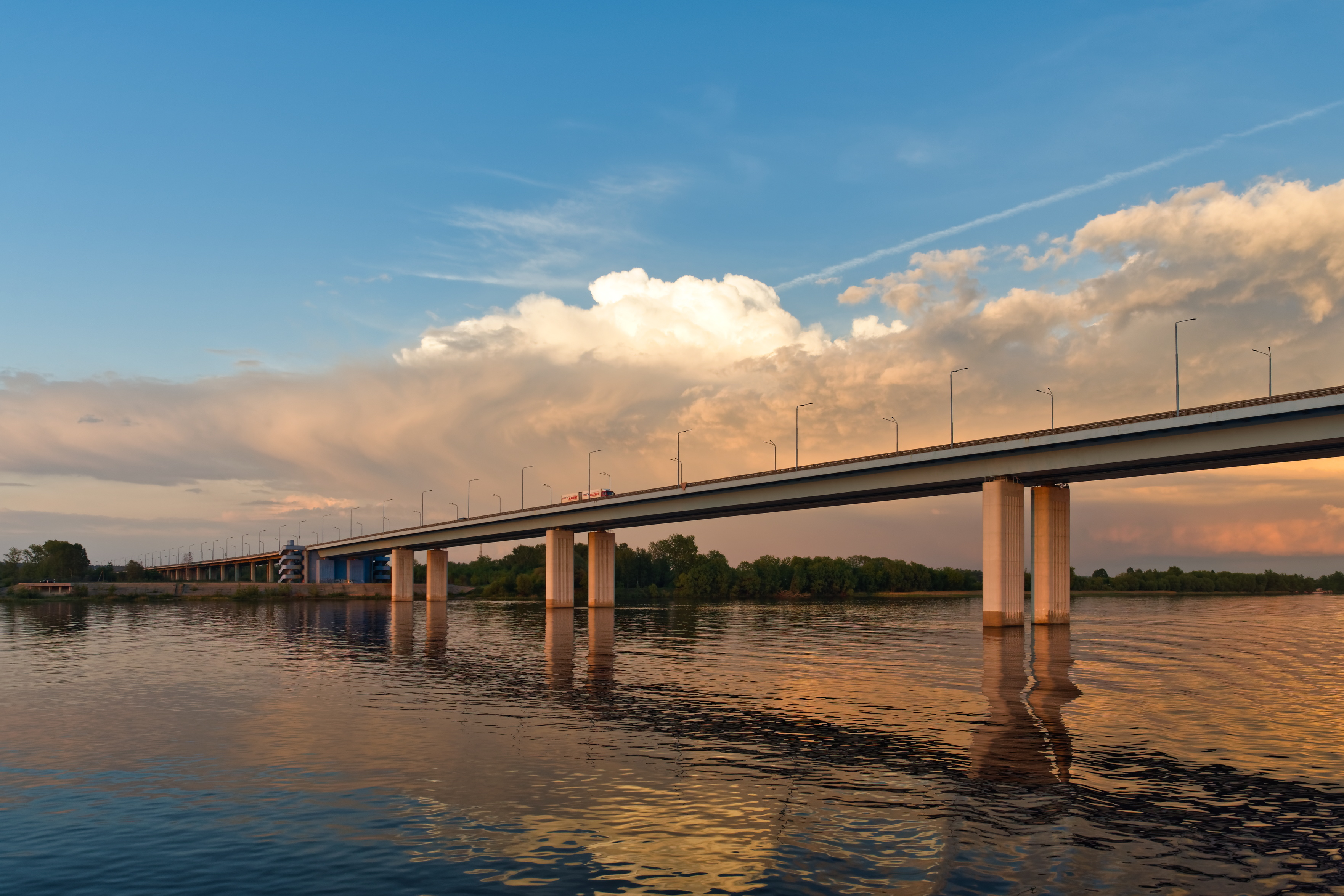
Юбилейный мост

## См. также

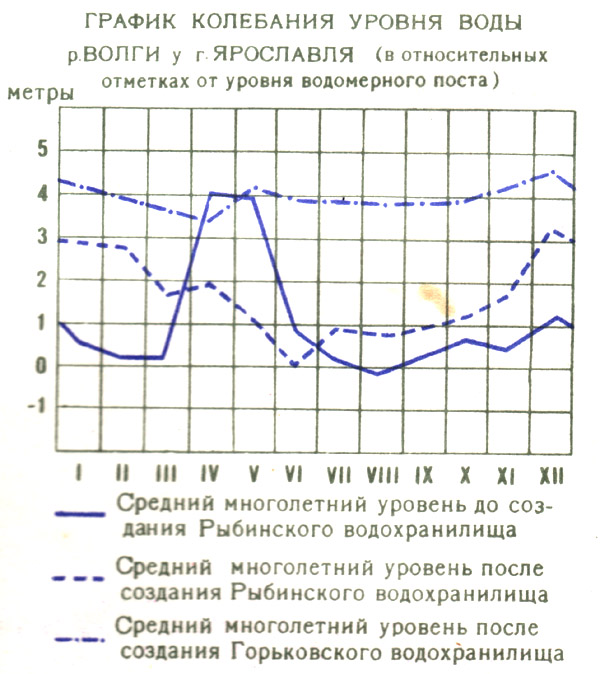
Колебания уровня воды в Волге у Ярославля до постройки Рыбинского и Горьковского водохранилищ и ныне